# Rives (Isère)
Pour les articles homonymes, voir Rives.
Rives, également appelée Rives-sur-Fure, de façon non officielle, au niveau local, est une commune française située dans le département de  l'Isère, en région Auvergne-Rhône-Alpes. Rives est une petite ville dont le territoire s'étend entre la vallée de la Fure et la plaine de Bièvre.
L'histoire de la commune est marquée par la métallurgie, dont les premières activités remontent au XIIe siècle, et par l'industrie papetière présente à Rives dès le XVIe siècle. Les épées rivoises et les papiers filigranes fabriqués à Rives ont fait la renommée de cette petite ville du Bas-Dauphiné, du Moyen Âge jusqu'au milieu de XXe siècle.
Au fil du temps, et des constructions qui se sont succédé au cours du XIXe siècle et du XIXe siècle, le bourg central a fini par rejoindre l'ensemble des hameaux qui l'entourent, donnant ainsi à la commune un aspect homogène. La commune a connu une forte augmentation de sa population durant la seconde moitié du XXe siècle, lui conférant ainsi un aspect plus urbain, notamment en raison de sa proximité avec les grands axes routiers et d'une voie ferrée qui relie efficacement la population locale aux grandes agglomérations de Lyon et de Grenoble.
En 2022, elle compte 6 599 habitants.

## Géographie

### Localisation
La commune de Rives se trouve au centre du département de l'Isère, en région Auvergne-Rhône-Alpes. Son territoire est situé entre la plaine de Bièvre, à l'ouest, les collines du Voironnais, à l'est et le plateau des Terres froides, au nord.
La commune fait partie du bassin de vie de Grenoble et de l'unité urbaine de Voiron.
Elle se situe à 8,42 km par la route au sud-ouest de Voiron, siège de la communauté d'agglomération du Pays voironnais, à 31,71 km au nord-ouest de Grenoble, préfecture du département, à 78,57 km au sud-est de la capitale régionale, Lyon, et à 547 km au sud-est de la capitale, Paris.
Les communes les plus proches sont : Charnècles (2,1 km), Renage (2,4 km), Beaucroissant (2,8 km), Réaumont (2,8 km), Saint-Blaise-du-Buis (3,2 km), Vourey (3,6 km), Saint-Cassien (4,1 km), La Murette (4,5 km), Apprieu (5,6 km) et Moirans (5,6 km).
Rives est limitrophe de sept autres communes.
| Colombe       | Apprieu, Saint-Blaise-du-Buis | Réaumont   |
|               | Rives                         |            |
| Beaucroissant | Renage                        | Charnècles |

### Relief et géologie
La commune de Rives se situe dans l'Est du Bas-Dauphiné. Elle est entourée des collines du Pays Voironnais, à l'est et au nord, des Terres froides, au nord-ouest, de la plaine de Bièvre (ou plateau de Bièvre), à l'ouest, et de la basse vallée de l'Isère et du massif du Vercors, au sud.
Le territoire de la commune a l'aspect d'un rectangle, orienté nord-ouest - sud-est, d'une longueur d'environ 6 km et d'une largeur d'environ 2 km. La partie nord-ouest du territoire se trouve à l'extrémité est du plateau de Bièvre, à une altitude moyenne de 450 m. La moitié sud-est, quant à elle, se situe en contrebas de la plaine alluviale de Bièvre et sur un système de terrasses fluviatiles étagées sculptées par la rivière la Fure dans les dépôts glaciaires laissés par le recul du glacier isérois. L'altitude de cette partie varie de 440 m, sur les rebords du plateau, à 315 m, au niveau de la Fure à sa sortie du territoire communal en direction de Renage.

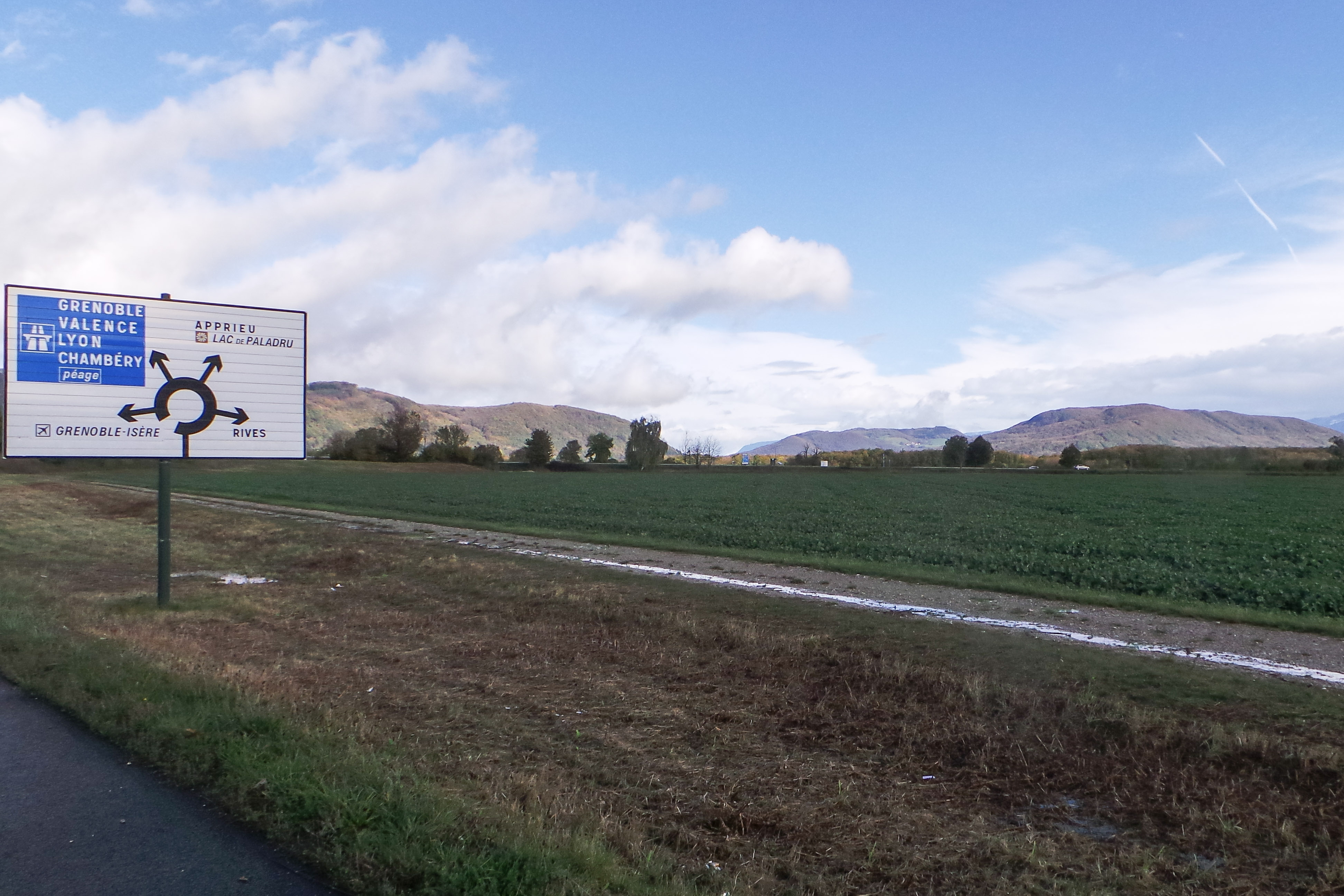
La plaine de Bièvre.
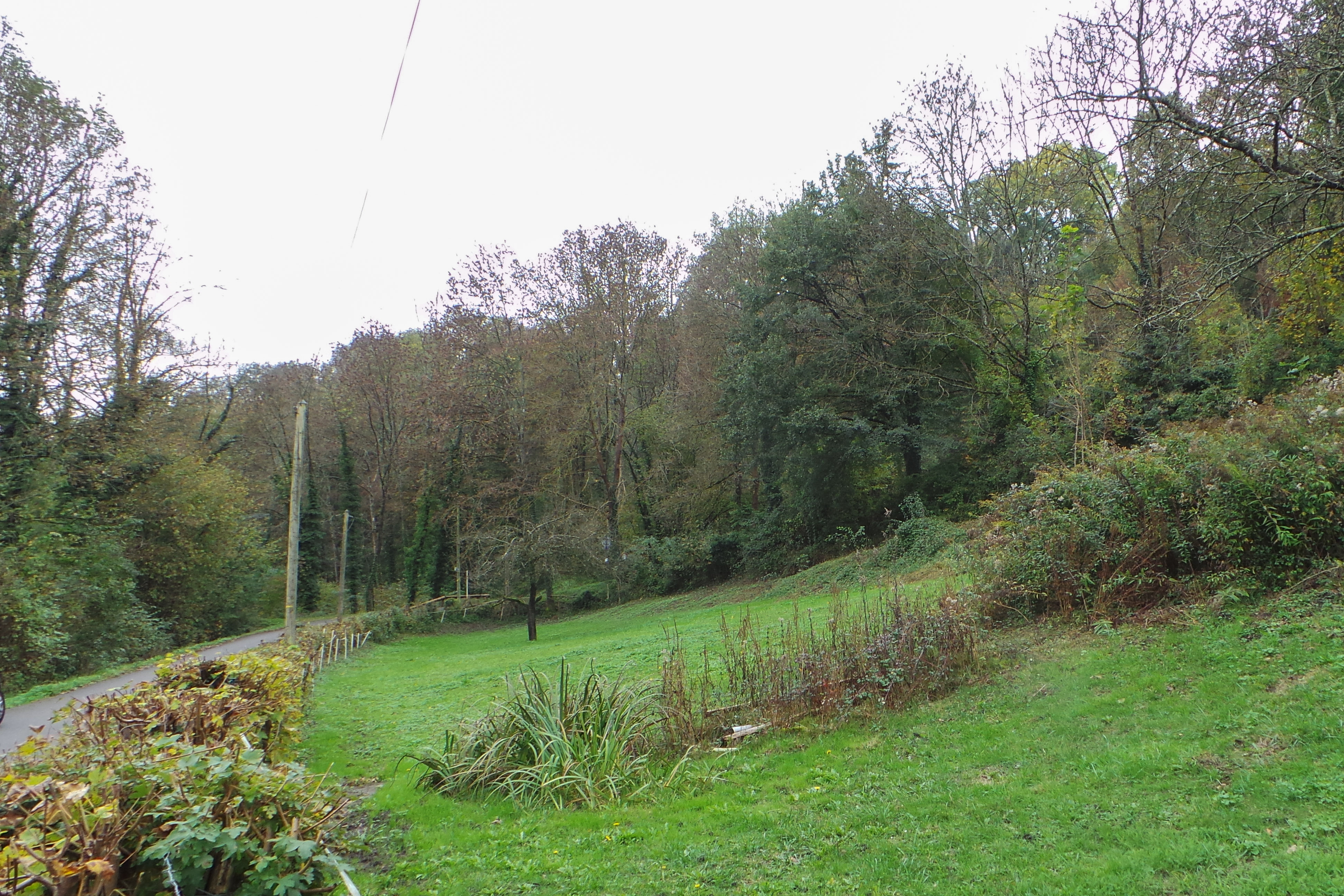
Flanc du vallon de la Fure au lieu-dit Châteaubourg.
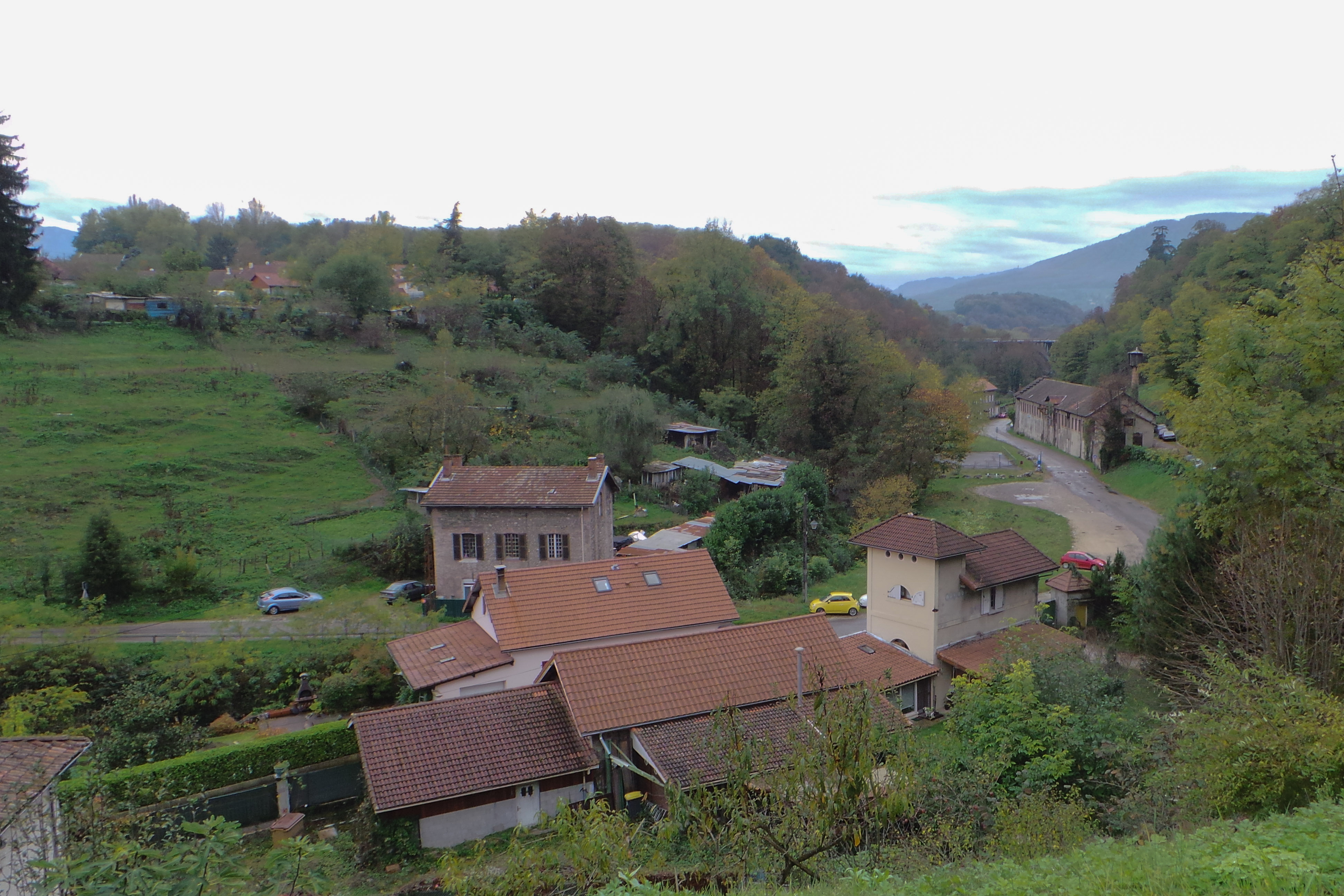
Le vallon de la Fure au lieu-dit Le Bas-Rives.

La superficie de la commune est de 1 093 ha. Son altitude varie entre 475 m et 315 m. Le point culminant se situe au nord-ouest dans la plaine de la Bièvre. L'altitude minimale est de 315 m au niveau de la Fure au lieu-dit la Liampre. L'hôtel de ville se situe à 383 m d'altitude et la gare à 430 m.

Sélection de vues de panneaux indiquant l'altitude de quartiers ou de lieux-dits de Rives.
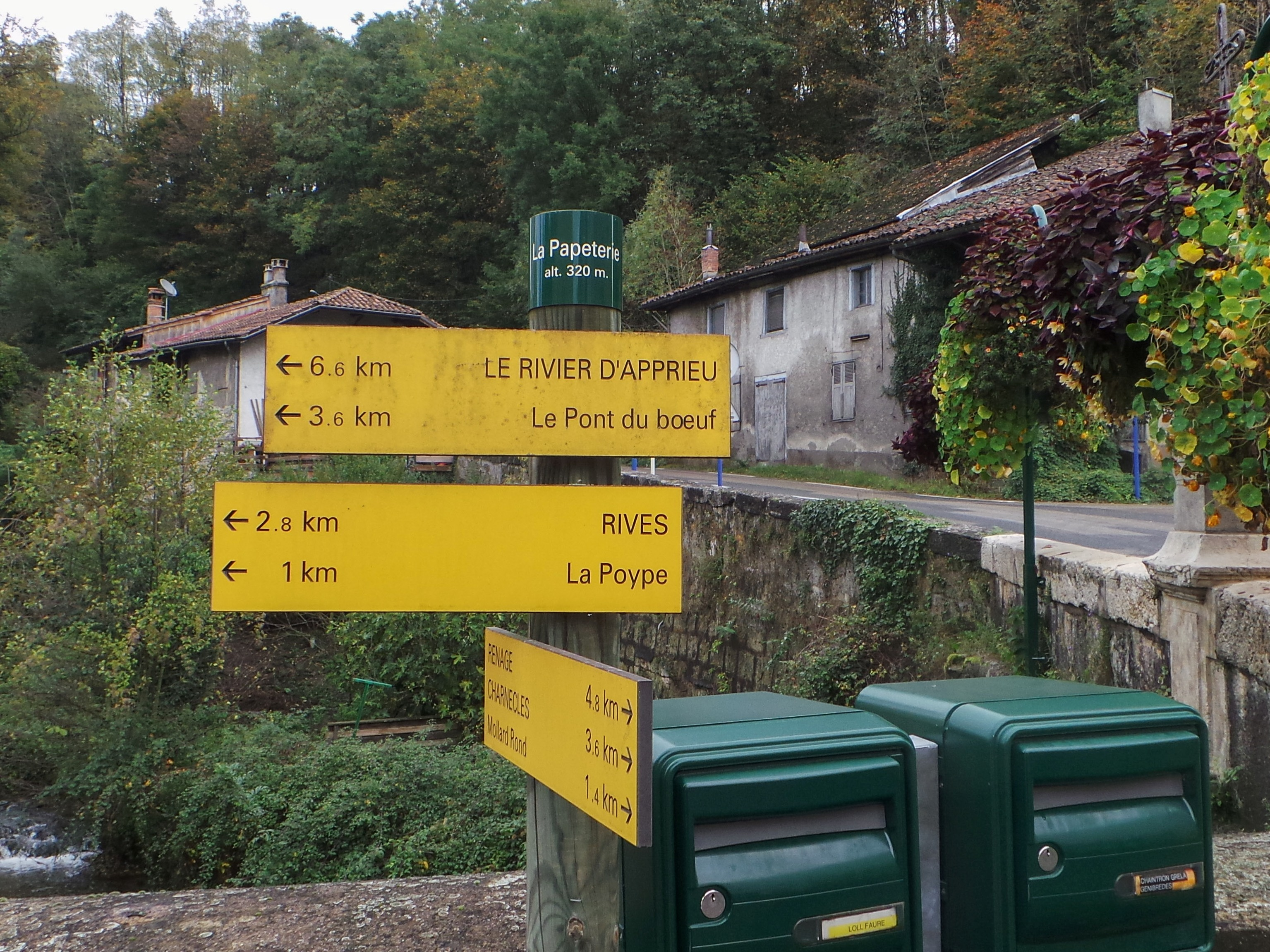
Altitude au niveau du pont du Bas-Rives :  320 m.
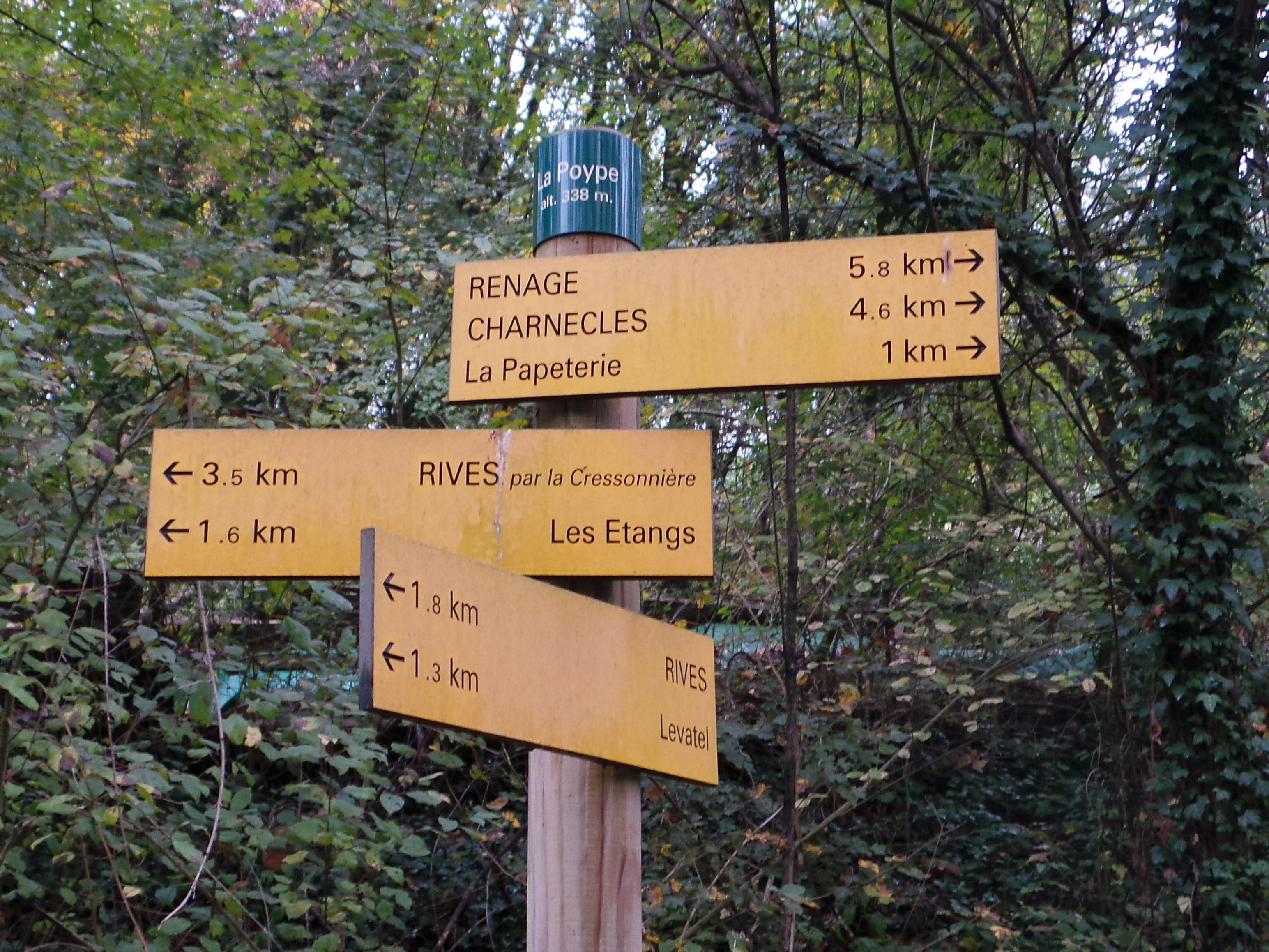
Altitude au lieu-dit la Poype : 338 m.
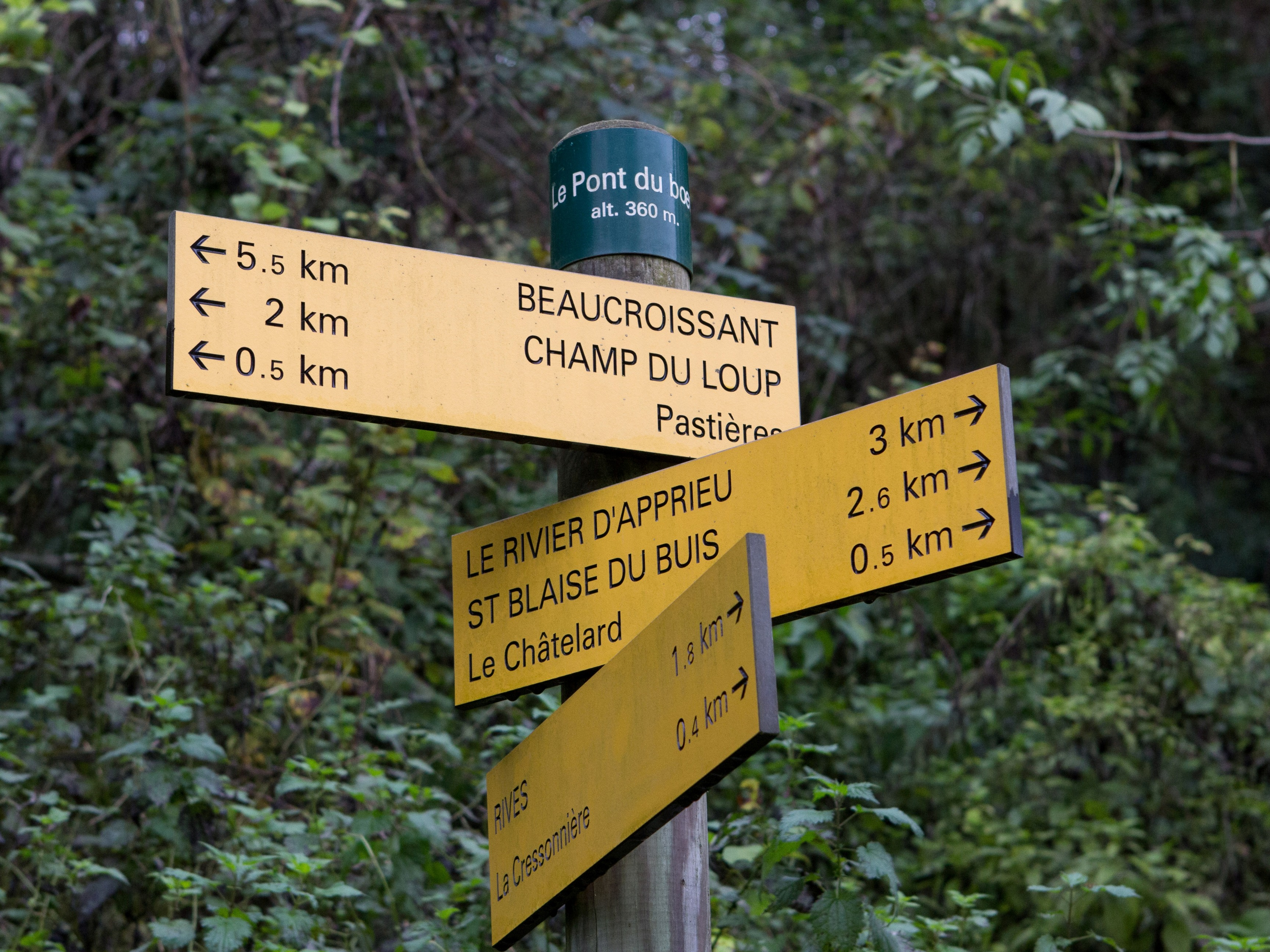
Altitude au lieu-dit le Pont-du-Bœuf : 360 m.
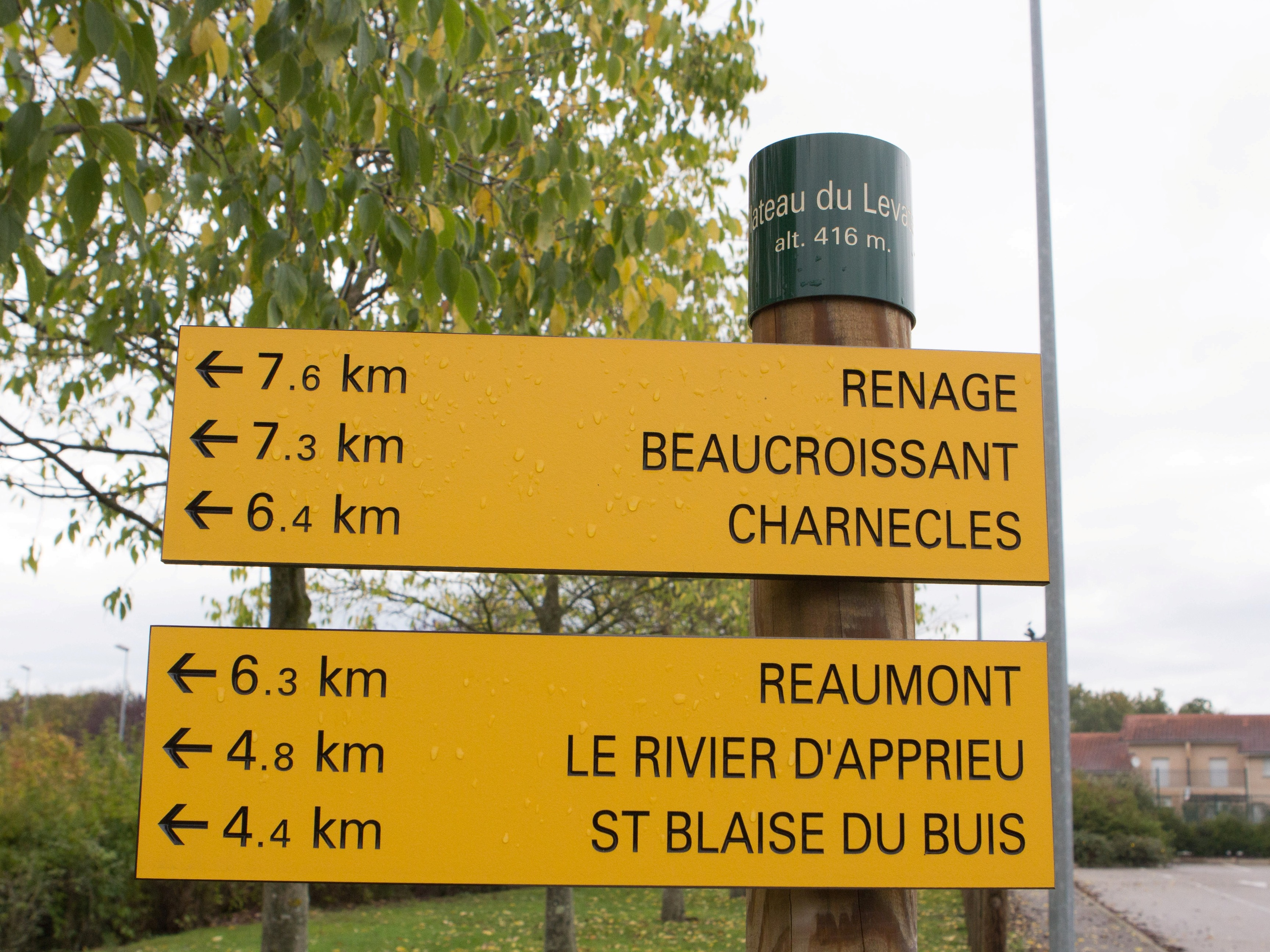
Altitude au niveau du plateau du Levatel : 416 m.

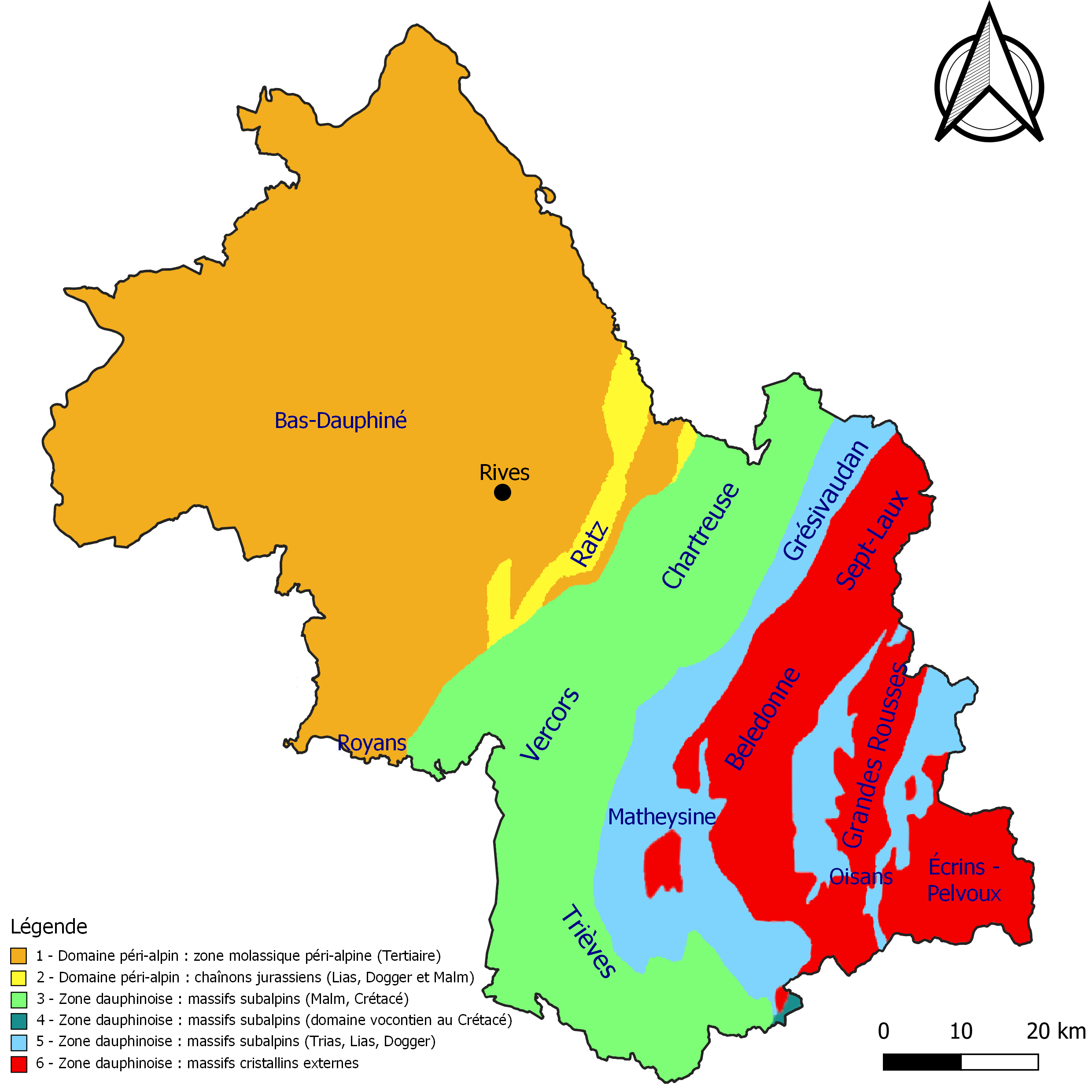
Localisation de Rives dans la carte schématique des zones structurales et des domaines paléogéographiques du département de l'Isère.

Le département de l'Isère, dans lequel se situe le territoire de la commune de Rives, est localisé dans les Alpes occidentales. Il s'étend, d'ouest en est, dans l'avant-pays alpin du Bas-Dauphiné, dans les Préalpes (massif de la Chartreuse et massif du Vercors) et dans les Alpes du Dauphiné (chaîne de Belledonne, massif des Grandes Rousses, massif des Écrins et Massif du Taillefer). Le bassin du Bas-Dauphiné fait partie du domaine géologique péri-alpin, appelé aussi domaine molasique péri-alpin. C'est un bassin sédimentaire datant du Tertiaire (Miocène) composé de couches de roches détritiques épaisses,.
Géologiquement intégré au bassin du Bas-Dauphiné, l'ensemble des terrains affleurants de la commune de Rives sont issus de l'ère géologique Cénozoïque (des périodes géologiques s'étageant du Néogène au Quaternaire).
Le sol des lits et des rives des rivières qui traversent la commune (la Fure et le Réaumont) est constitué d'alluvions actuelles de l'époque Holocène (Fz), composées de graviers, de limon, ou de sable. Alors que sol de la majeure partie du territoire de la commune, plateau de Bièvre et pentes descendantes vers la Fure, est constitué d'alluvions fluvio-glaciaires qui datent des dernières glaciations de Würm de l'époque Pléistocène (FGy). Les sols des bords du vallon de la Fure sont constitués de conglomérats deltaïques surtout calcaires avec lits de sables datant du Tortonien à l'époque du Miocène (m5C). Quelques collines étroites et de très faibles hauteurs (d'environ 10 m), s'élèvent sur le plateau de Bièvre. Leur faciès est composé d'alluvions anciennes fluviatiles à fluvio-glacaires ou fluvio-lacustres, d'origine würmienne (Gy) ou würmienne à post-würmiennes (Fy),.

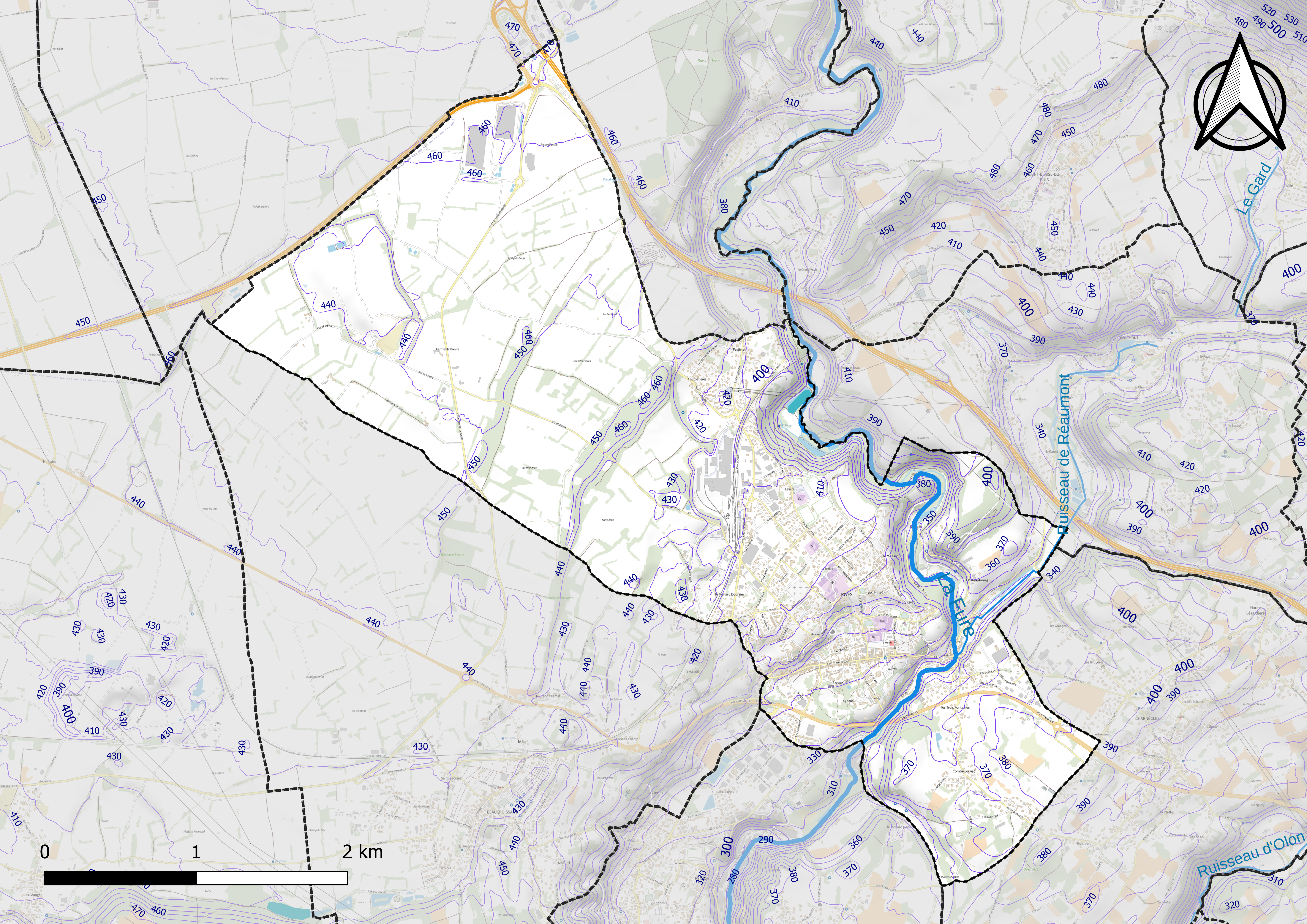
Carte du relief de Rives.
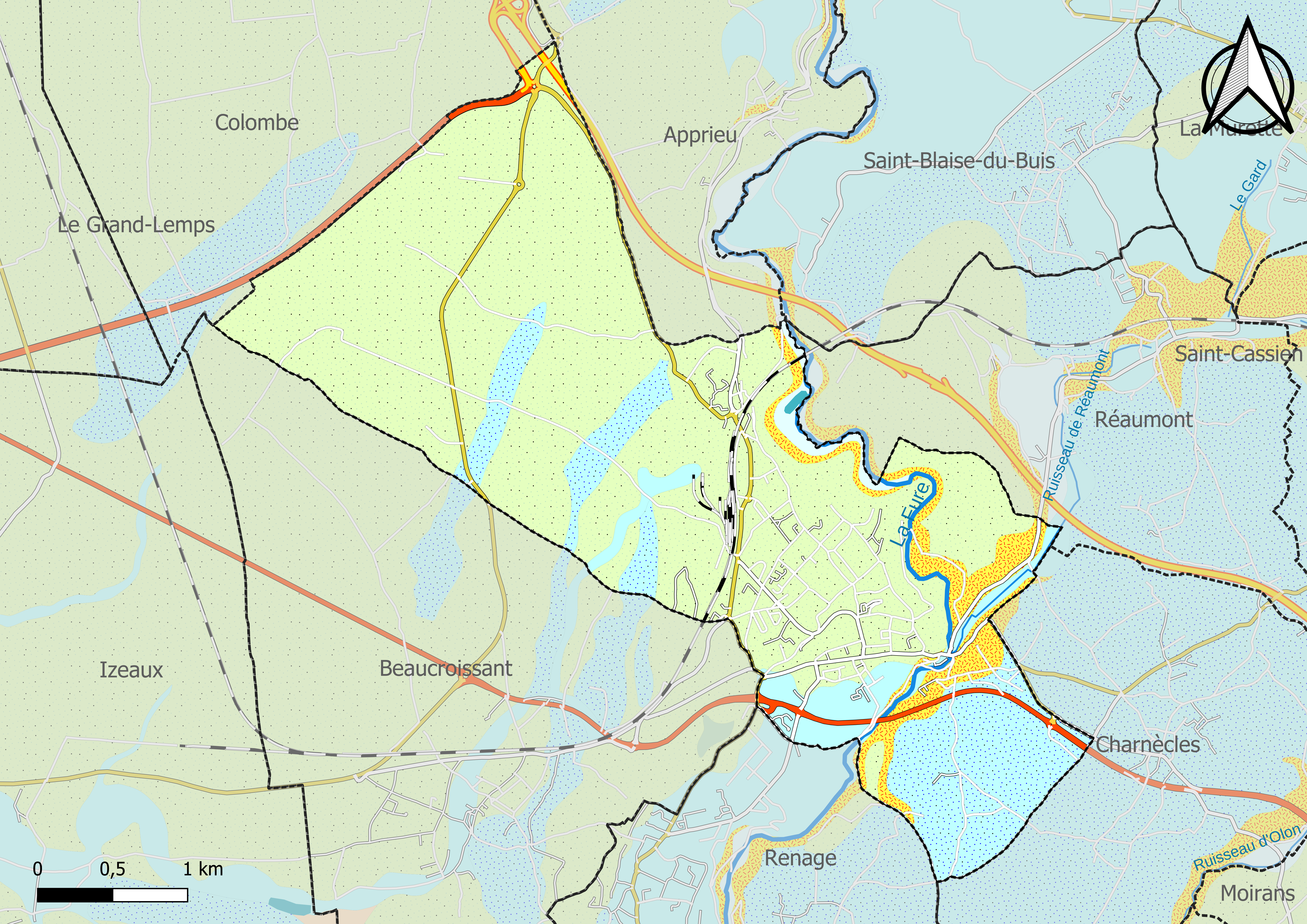
Carte géologique vectorisée et harmonisée de Rives.

|  | Fz :  | Alluvions actuelles et récentes |
|  | Fy :  | Alluvions anciennes (fluviatiles à fluvio-glacaires ou fluvio-lacustres). Würmà post-Würm (?)                                                                       |
|  | FGy : | Alluvions fluvio-glaciaires würmiennes |
|  | Gy :  | Dépôts glaciaires (moraines) principalement du Würm, localement plus tardifs (?) ou plus récents. Dépôts fluvio-glaciaires ou glacio-lacustres localement associés. |

|  | m5C : | Conglomérats deltaïques surtout calcaires avec lits de sables (Tortonien) |

### Risques naturels et technologiques

#### Risques sismiques
L'ensemble du territoire de la commune de Rives est situé en zone de sismicité no 3 (sur une échelle de 1 à 5), comme la plupart des communes située à l'ouest de son territoire, mais non loin de la zone no 4, située vers l'est et le sud-est.
| Type de zone | Niveau            | Définitions (bâtiment à risque normal) |
| ------------ | ----------------- | -------------------------------------- |
| Zone 3       | Sismicité modérée | accélération = 1,1 m/s2                |

### Climat
Pour des articles plus généraux, voir Climat d'Auvergne-Rhône-Alpes et Climat de l'Isère.
En 2010, le climat de la commune est de type climat des marges montargnardes, selon une étude du Centre national de la recherche scientifique s'appuyant sur une série de données couvrant la période 1971-2000. En 2020, Météo-France publie une typologie des climats de la France métropolitaine dans laquelle la commune est exposée à un climat de montagne ou de marges de montagne et est dans la région climatique Alpes du nord, caractérisée par une pluviométrie annuelle de 1 200 à 1 500 mm, irrégulièrement répartie en été.
Pour la période 1971-2000, la température annuelle moyenne est de 11,1 °C, avec une amplitude thermique annuelle de 18 °C. Le cumul annuel moyen de précipitations est de 941 mm, avec 10,2 jours de précipitations en janvier et 6,8 jours en juillet. Pour la période 1991-2020, la température moyenne annuelle observée sur la station météorologique de Météo-France la plus proche, « Coublevie », sur la commune de Coublevie à 9 km à vol d'oiseau, est de 13,0 °C et le cumul annuel moyen de précipitations est de 1 121,0 mm,. Pour l'avenir, les paramètres climatiques de la commune estimés pour 2050 selon différents scénarios d'émission de gaz à effet de serre sont consultables sur un site dédié publié par Météo-France en novembre 2022.
| Mois                                  | jan.          | fév.           | mars          | avril         | mai           | juin          | jui.          | août          | sep.          | oct.          | nov.          | déc.           | année      |
| ------------------------------------- | ------------- | -------------- | ------------- | ------------- | ------------- | ------------- | ------------- | ------------- | ------------- | ------------- | ------------- | -------------- | ---------- |
| Température minimale moyenne (°C)     | 0,8           | 1              | 3,9           | 7,4           | 10,6          | 14,4          | 16,4          | 15,6          | 12,6          | 9,2           | 4,6           | 1,2            | 8,1        |
| Température moyenne (°C)              | 3,9           | 4,9            | 8,9           | 13,3          | 16,1          | 20,4          | 22,8          | 21,7          | 18            | 13,6          | 8,1           | 4,4            | 13         |
| Température maximale moyenne (°C)     | 7             | 8,8            | 13,9          | 19,1          | 21,7          | 26,3          | 29,3          | 27,8          | 23,3          | 18            | 11,7          | 7,5            | 17,9       |
| Record de froid (°C) date du record   | −9,8 11.01.10 | −12,7 05.02.12 | −9 01.03.05   | −1,2 04.04.22 | 1,6 06.05.19  | 3,8 01.06.06  | 8,9 15.07.16  | 8,9 15.08.06  | 3,9 27.09.10  | −1 16.10.09   | −7 27.11.05   | −12,2 20.12.09 | −12,7 2012 |
| Record de chaleur (°C) date du record | 16,8 10.01.15 | 21,4 24.02.20  | 25,6 31.03.21 | 30,3 28.04.12 | 33,6 24.05.09 | 38,2 27.06.19 | 40,1 24.07.19 | 39,7 24.08.23 | 32,4 11.09.18 | 28,8 04.10.10 | 23,9 12.11.18 | 19,3 17.12.19  | 40,1 2019  |
| Précipitations (mm)                   | 85,7          | 74             | 91,8          | 85,4          | 122,4         | 99,1          | 89,1          | 86            | 89,6          | 97,9          | 103,9         | 96,1           | 1 121      |

#### Températures des minimales et maximales enregistrées sur trois ans
- 2012

| Mois                              | jan. | fév. | mars | avril | mai  | juin | jui. | août | sep. | oct. | nov. | déc. |
| --------------------------------- | ---- | ---- | ---- | ----- | ---- | ---- | ---- | ---- | ---- | ---- | ---- | ---- |
| Température minimale moyenne (°C) | 0    | −4,7 | 2,3  | 7     | 10,6 | 14,6 | 15,1 | 15,5 | 11,5 | 8,5  | 3,6  | 0,1  |
| Température maximale moyenne (°C) | 7,2  | 4,2  | 18,4 | 17,6  | 23,4 | 26,9 | 27,7 | 29,5 | 23,2 | 18,1 | 12   | 6,6  |

- 2014

| Mois                              | jan. | fév. | mars | avril | mai  | juin | jui. | août | sep. | oct. | nov. | déc. |
| --------------------------------- | ---- | ---- | ---- | ----- | ---- | ---- | ---- | ---- | ---- | ---- | ---- | ---- |
| Température minimale moyenne (°C) | 1,1  | 2    | 2,7  | 6,8   | 9,2  | 13,9 | 15,1 | 14,3 | 12,1 | 9,5  | 5    | 1,4  |
| Température maximale moyenne (°C) | 8,9  | 11,3 | 12,1 | 16,4  | 21,5 | 27,6 | 24,8 | 25,4 | 24,4 | 21,3 | 13,9 | 7,9  |

- 2016

| Mois                              | jan. | fév. | mars | avril | mai  | juin | jui. | août | sep. | oct. | nov. | déc. |
| --------------------------------- | ---- | ---- | ---- | ----- | ---- | ---- | ---- | ---- | ---- | ---- | ---- | ---- |
| Température minimale moyenne (°C) | 1,6  | 3    | 2,3  | 7,1   | 9,5  | 14,5 | 15,7 | 14,6 | 13   | 6,5  | 3,9  | −3,8 |
| Température maximale moyenne (°C) | 9,3  | 11,3 | 13,4 | 17,1  | 21,3 | 25,8 | 28,8 | 29,1 | 26,6 | 16,8 | 11,6 | 6,6  |

- Ensoleillement

Il n'y a pas de point de mesure officielle de l'ensoleillement à Rives, mais il en existe un à l'aéroport de Grenoble-Isère, celui étant situé à Saint-Etienne-de-Saint-Geoirs à environ une dizaine de kilomètres de la commune de Rives et à une altitude équivalente.
Les données officielle enregistrées sur ce site présentent une moyenne 2 105 heures de soleil annuel entre 2000 et 2015.

### Hydrographie

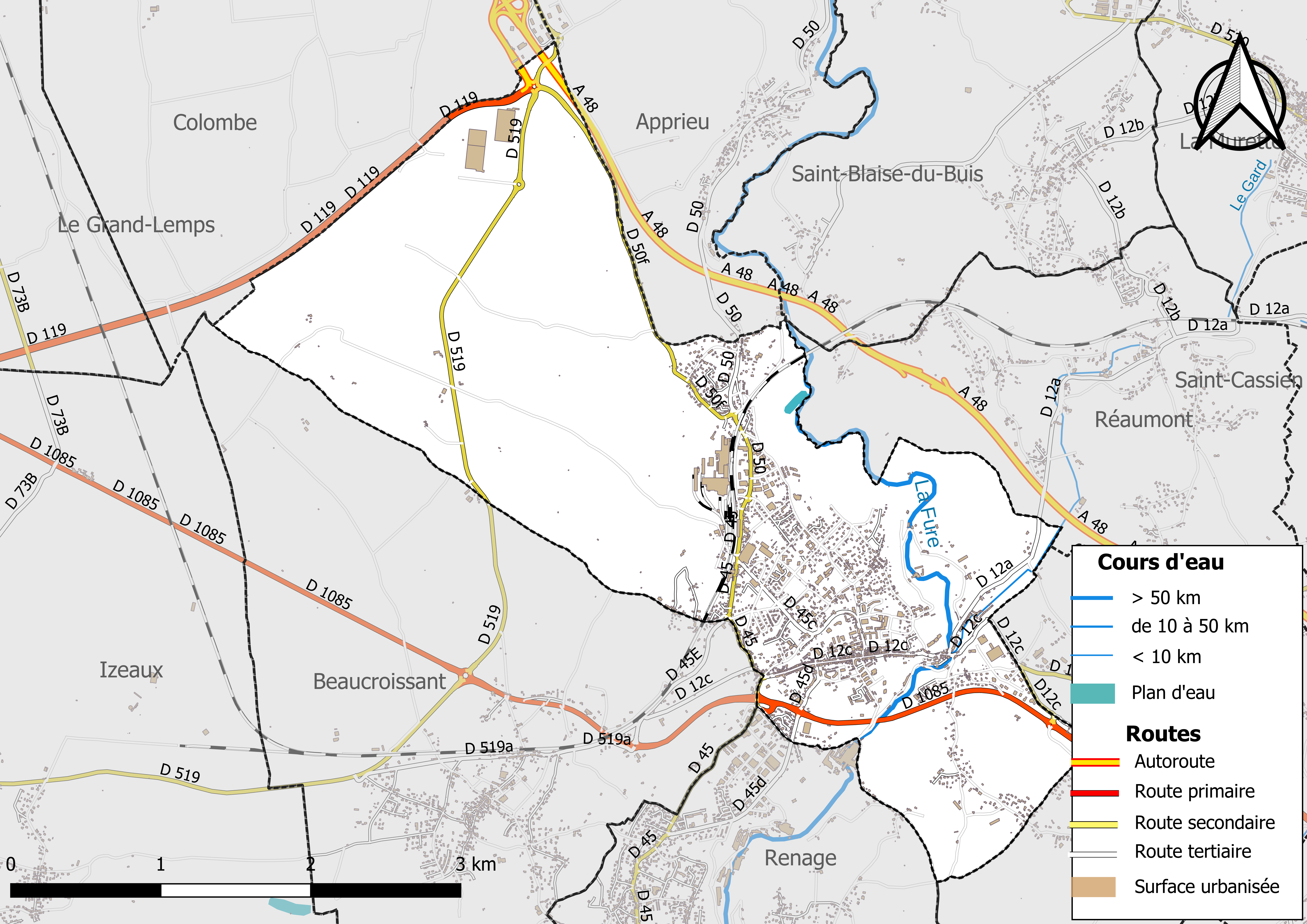
Carte des réseaux hydrographique et routier de Rives.

Le système hydrographique de la commune se compose de deux cours d'eau référencés :
- la rivière la Fure, longue de 26,97 km[21], qui prend sa source au lac de Paladru et rejoint la Morge, un affluent droit de l'Isère, sur le territoire de Tullins à proximité du pont de Saint-Quentin-sur-Isère ;
- le ruisseau le Réaumont, affluent de la Fure, long de 2,95 km[22], qui prend sa source dans la commune de Réaumont et rejoint la Fure au niveau du pont routier du Bas-Rives.

Au nord, la Fure est bordée par deux étangs : l'étang du Pont-du-Bœuf et l'étang de la Cressonière.

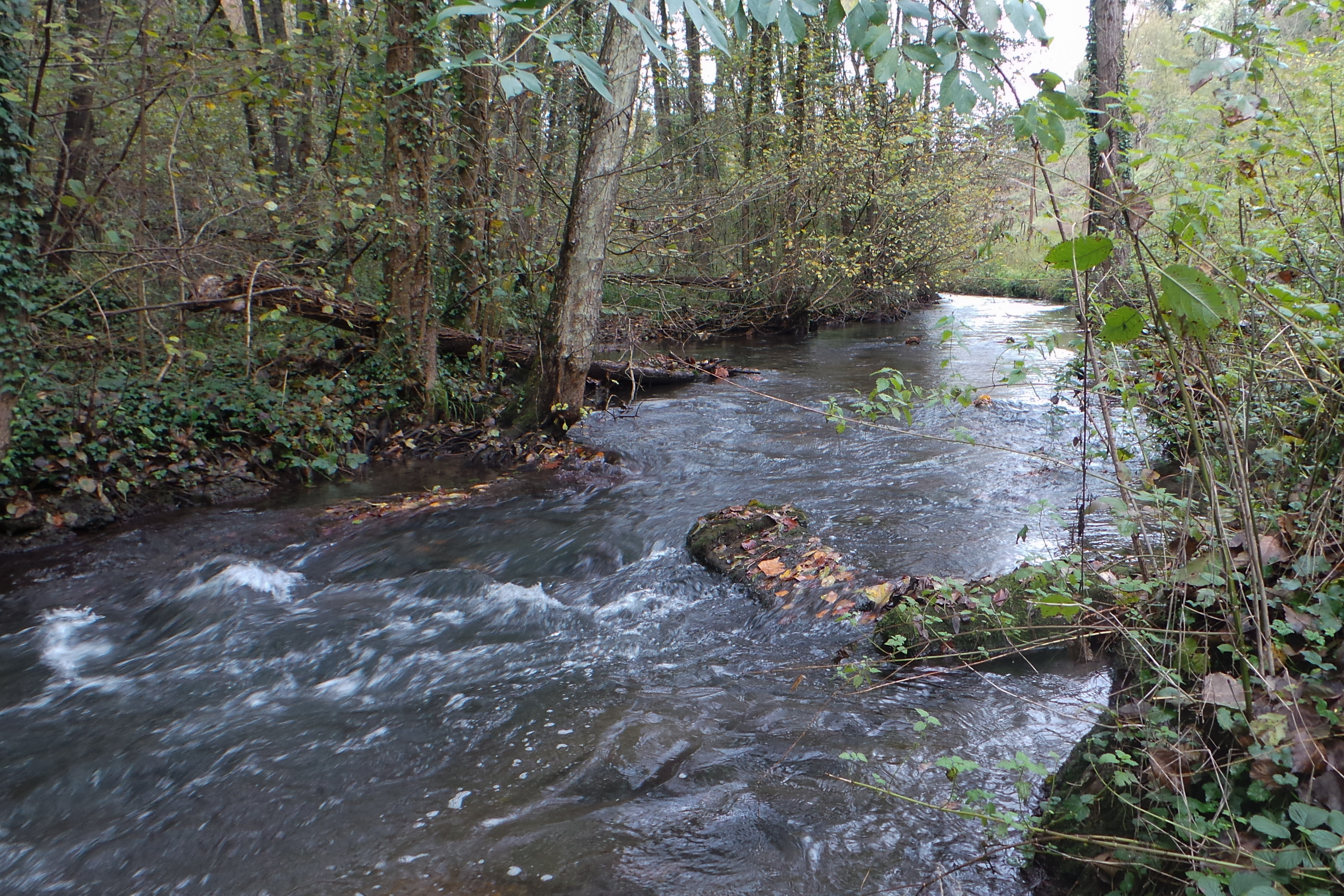
La Fure, au nord de Rives, à son entrée sur le territoire de la commune, au lieu-dit le Pont-au-Bœuf.
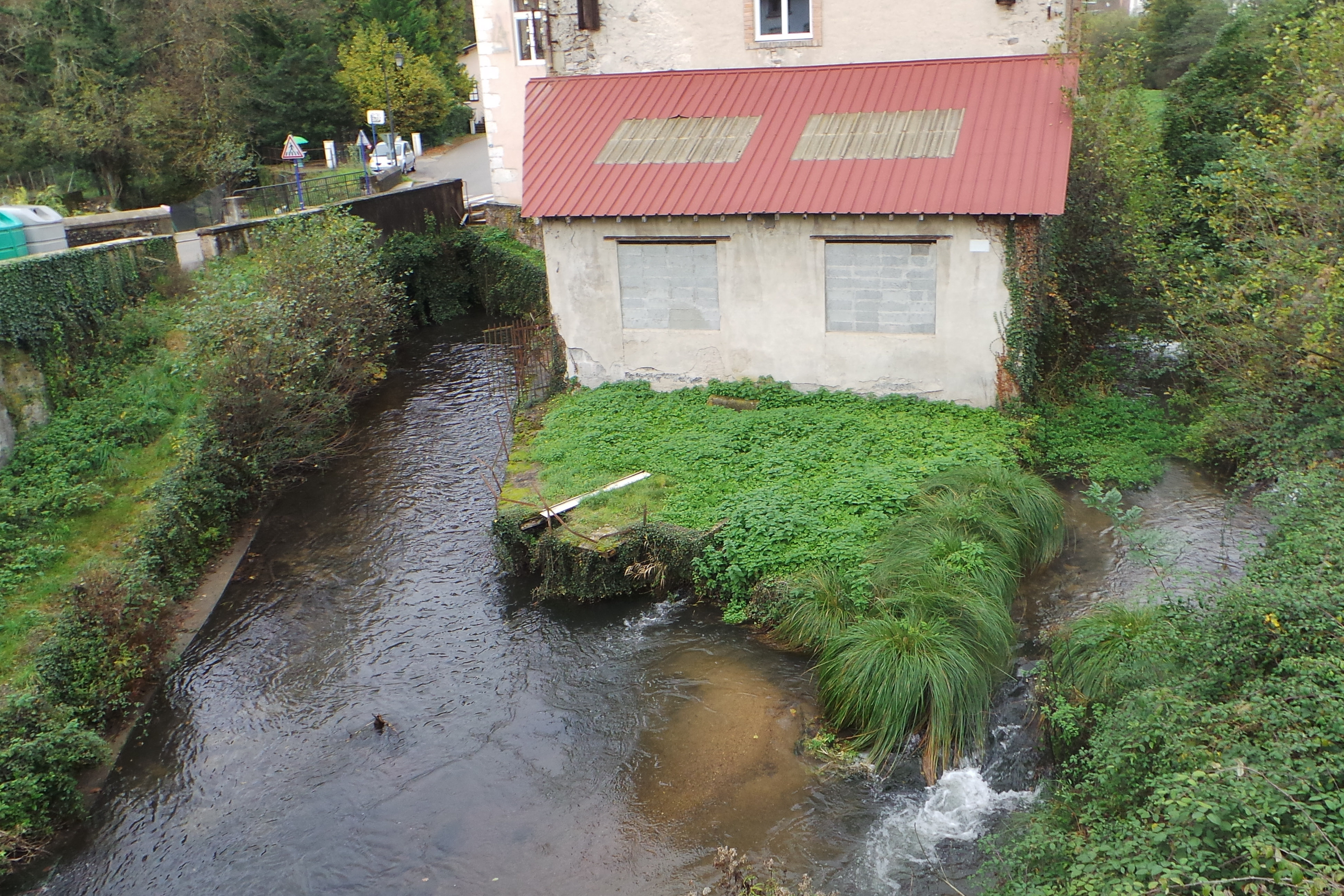
La Fure, et son affluent le Réaumont (à droite) au niveau du quartier le Bas-Rives.
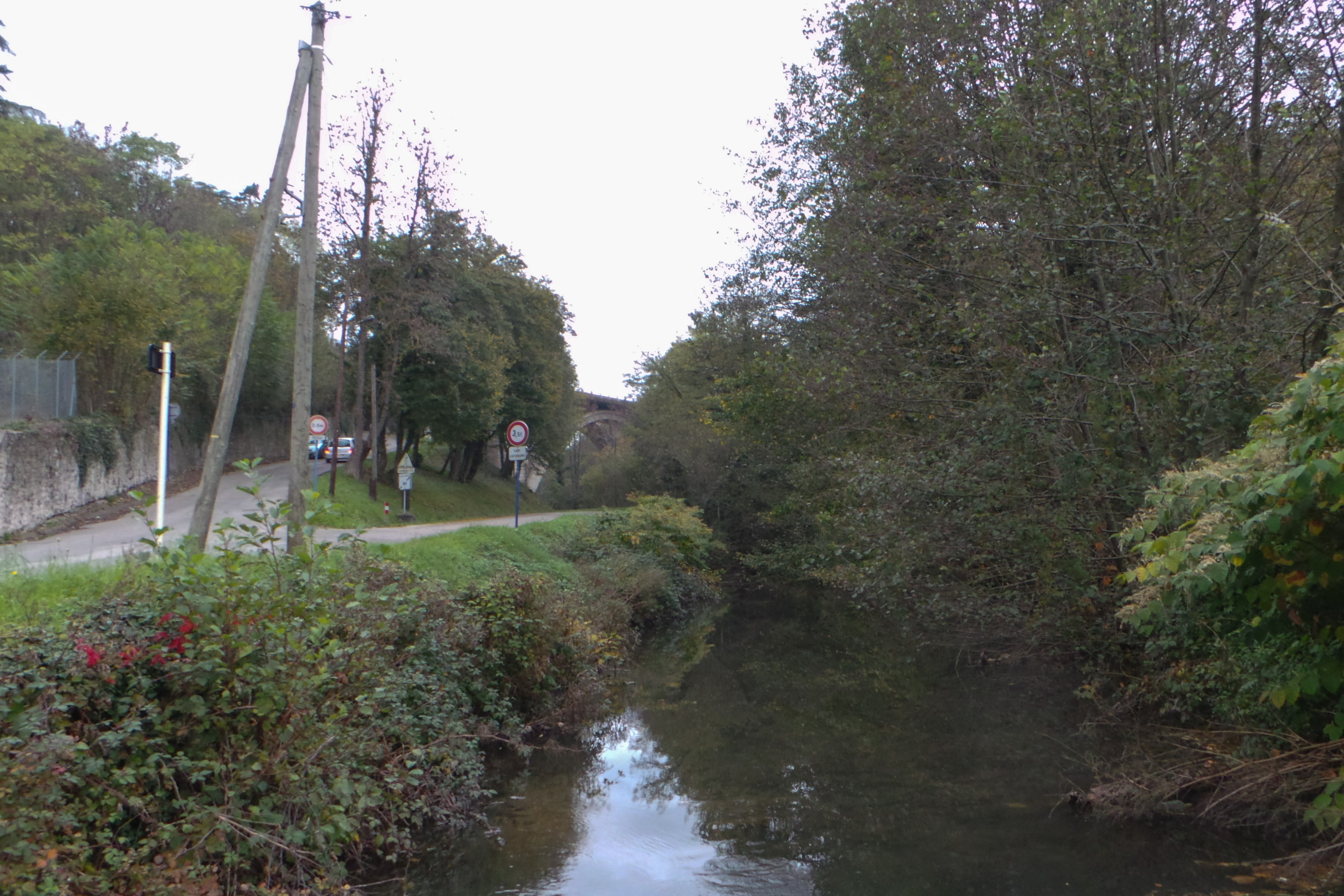
La Fure, au sud de Rives, à sa sortie du territoire de la commune à la limite avec celle de Renage.

## Urbanisme

### Typologie
Au 1er janvier 2024, Rives est catégorisée ceinture urbaine, selon la nouvelle grille communale de densité à sept niveaux définie par l'Insee en 2022.
Elle appartient à l'unité urbaine de Voiron, une agglomération intra-départementale regroupant 15  communes, dont elle est une commune de la banlieue,,. Par ailleurs la commune fait partie de l'aire d'attraction de Grenoble, dont elle est une commune de la couronne,. Cette aire, qui regroupe 204 communes, est catégorisée dans les aires de 700 000 habitants ou plus (hors Paris),.

### Occupation des sols
L'occupation des sols de la commune, telle qu'elle ressort de la base de données européenne d’occupation biophysique des sols Corine Land Cover (CLC), est marquée par l'importance des territoires agricoles (59,2 % en 2018), une proportion sensiblement équivalente à celle de 1990 (59,5 %). La répartition détaillée en 2018 est la suivante : terres arables (39,25 %), zones urbanisées (20,93 %), zones agricoles hétérogènes (19,93 %), forêts (11,56 %), zones industrielles ou commerciales et réseaux de communication (7,06 %), espaces verts artificialisés, non agricoles (1,26%).
| Type d’occupation | 1990      | 1990    | 2018      | 2018    | Bilan    |
| --- | --------- | ------- | --------- | ------- | -------- |
| Territoires artificialisés (zones urbanisées, zones industrielles ou commerciales et réseaux de communication, mines, décharges et chantiers, espaces verts artificialisés ou non agricoles) | 325,21 ha | 28,96 % | 328,55 ha | 29,25 % | 3,33 ha  |
| Territoires agricoles (terres arables, cultures permanentes, prairies, zones agricoles hétérogènes)                                                                                          | 668,03 ha | 59,48 % | 664,69 ha | 59,19 % | −3,33 ha |
| Forêts et milieux semi-naturels (forêts, milieux à végétation arbustive et/ou herbacée, espaces ouverts sans ou avec peu de végétation)                                                      | 129,83 ha | 11,56 % | 129,83 ha | 11,56 % | 0 ha     |

L'IGN met par ailleurs à disposition un outil en ligne permettant de comparer l’évolution dans le temps de l’occupation des sols de la commune (ou de territoires à des échelles différentes). Plusieurs époques sont accessibles sous forme de cartes ou photos aériennes : la carte de Cassini (XVIIIe siècle), la carte d'état-major (1820-1866) et la période actuelle (1950 à aujourd'hui).

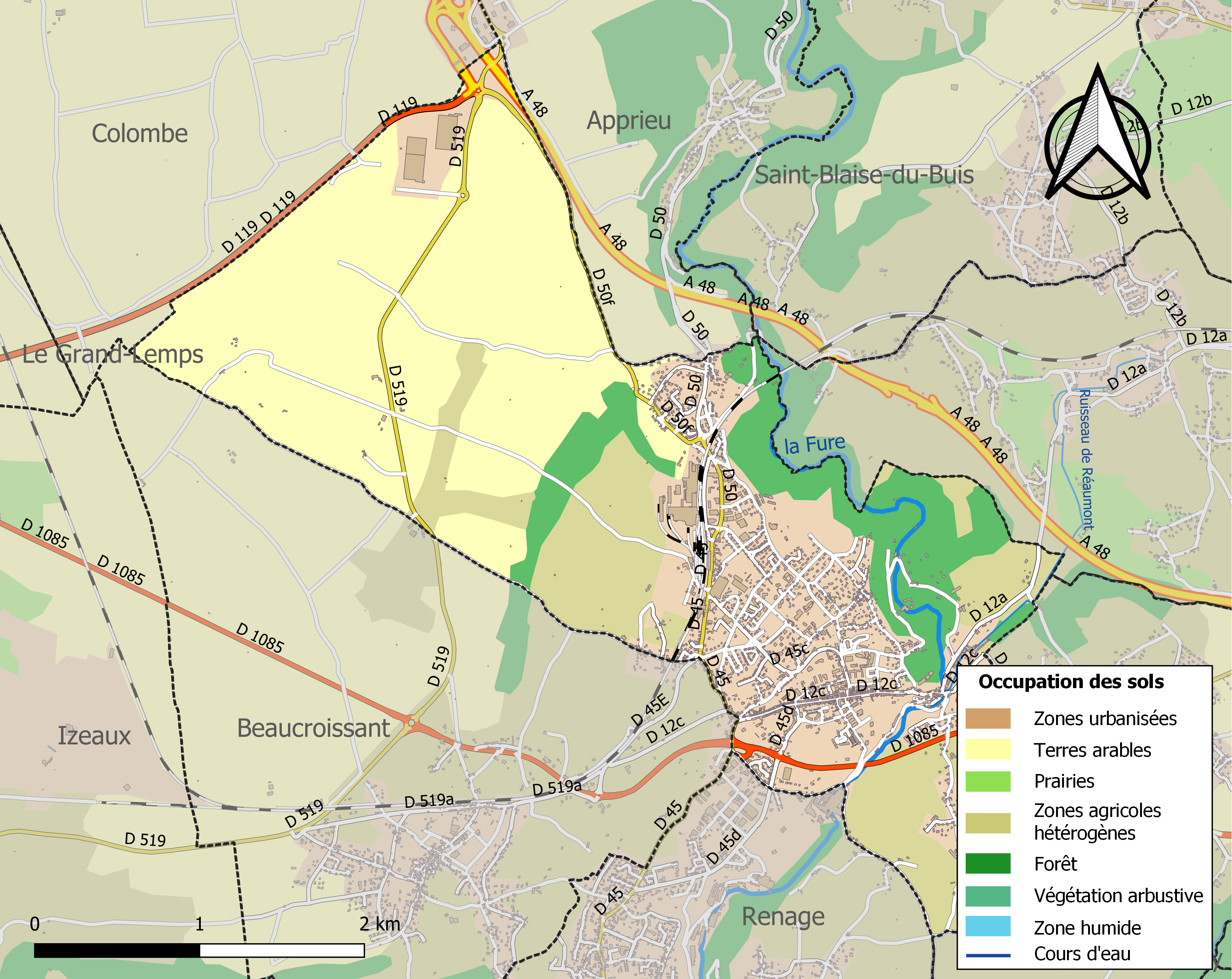
Carte des infrastructures et de l'occupation des sols en 2018 (CLC) de la commune.
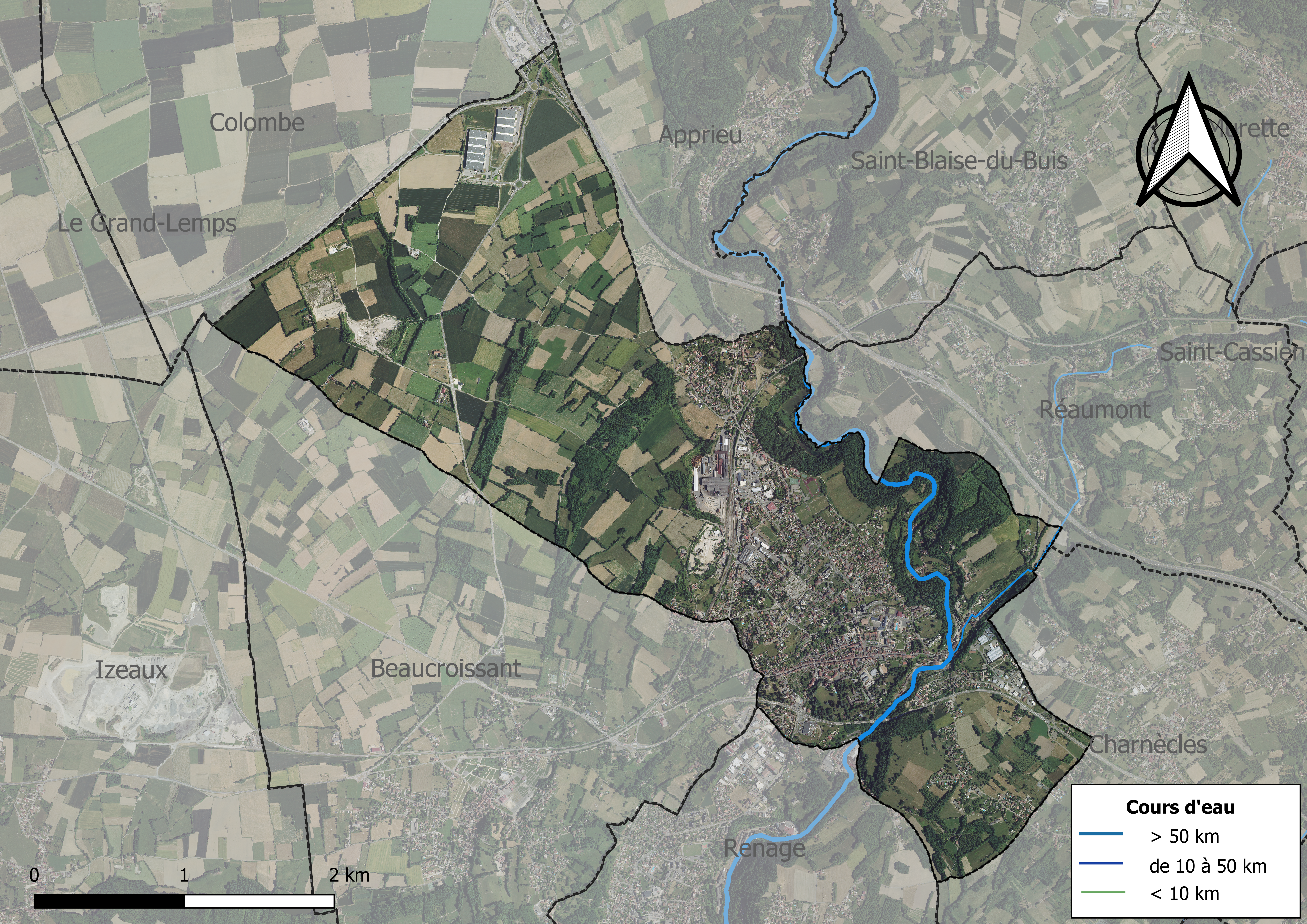
Carte orthophotogrammétrique de la commune.

### Hameaux, lieux-dits et écarts

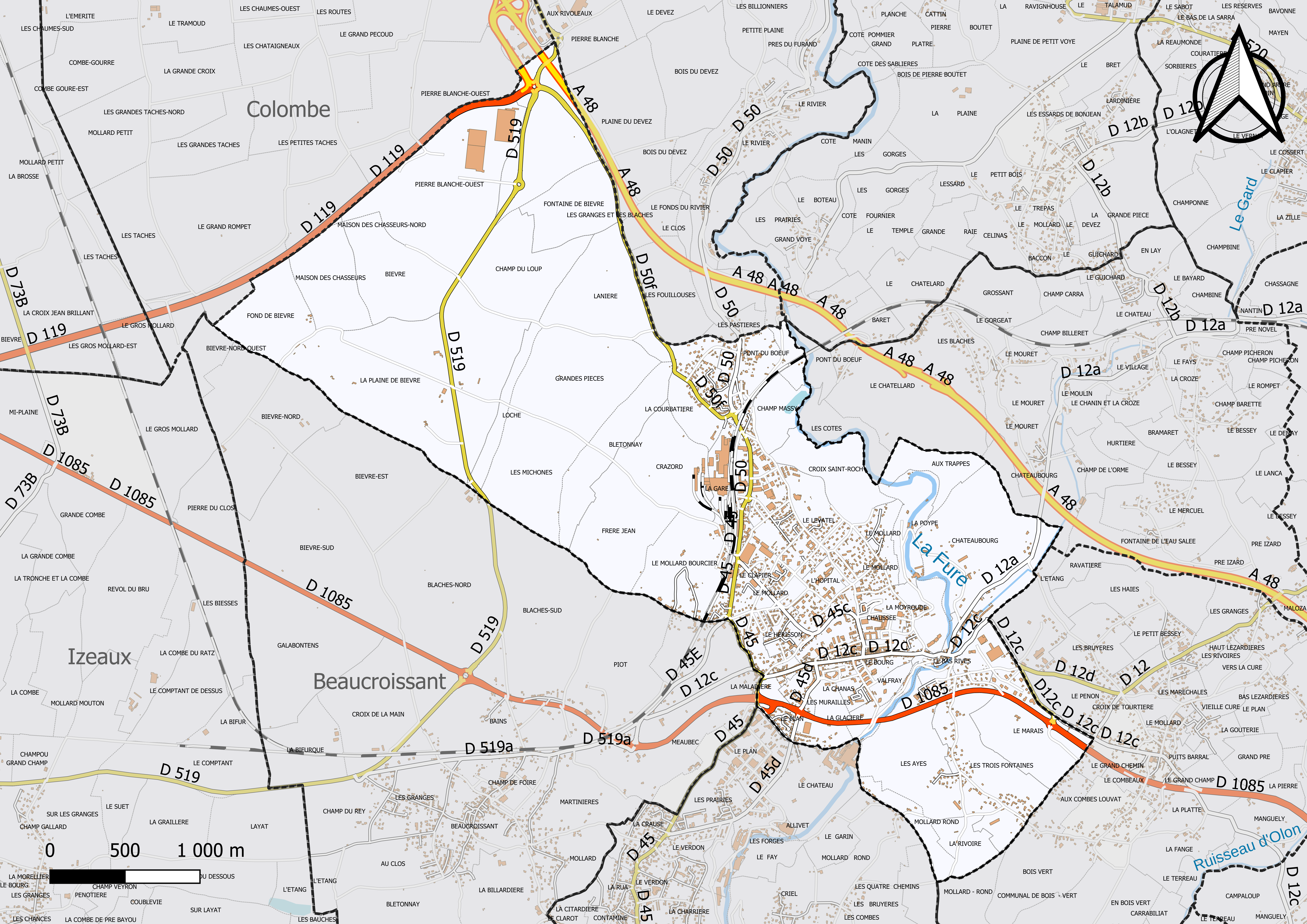
Carte du cadastre de la commune de Rives.

Voici, ci-dessous, la liste la plus complète possible des divers hameaux, quartiers et lieux-dits résidentiels urbains comme ruraux qui composent le territoire de la commune de Rives, présentés selon les références toponymiques fournies par le site géoportail de l'Institut géographique national.
| - Pierre Blanche - Champ du Loup - Les Fouillous - Ferme de Bièvre - Corubatières - Pastières - la Grande Maison - Les Michones | - Frère Jean - Levatel - la Treille - le Mollard - le Mollard Boursier - le Mollard Rond - la Poype - Châteaubourg | - le Bas-Rives (pont sur la Fure) - le Bourgeat - la Chana - Valfray - la Glacière - Les Trois Fontaines - Combe Louvat - les Quatre-Chemins |

### Morphologie urbaine

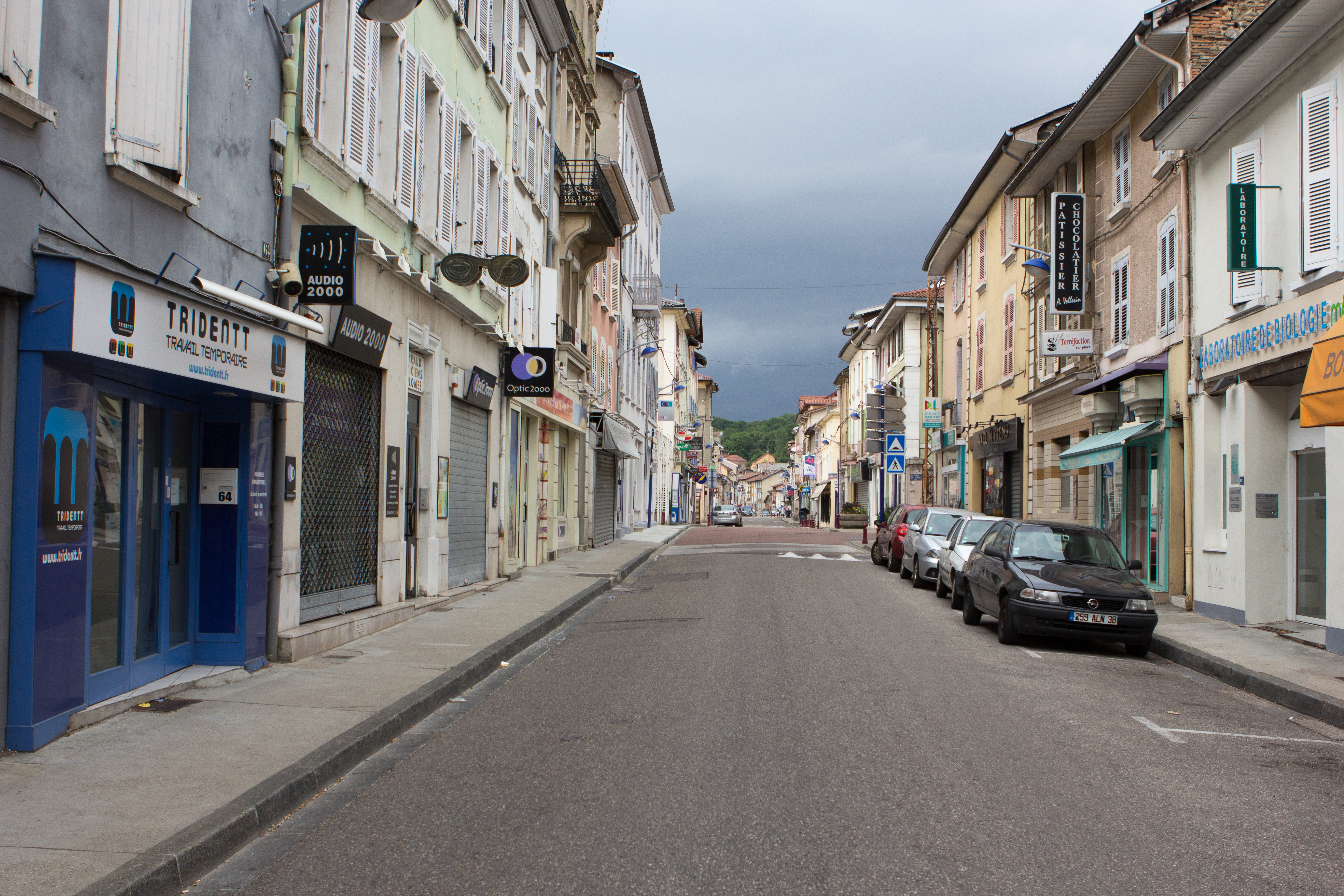
La rue de la République, vue en direction de Lyon.

La ville s'est développée progressivement le long de l'ancienne route nationale 85 (actuelle rue de la République), qui, avant sa déviation, traversait Rives d'ouest en est. Le centre historique de la ville est le quartier du Bas-Rives, situé à la confluence de la Fure et du ruisseau de Réaumont au sud-est du bourg actuel. La ville s'est ensuite étendue vers l'ouest en direction de Lyon, de part et d’autre de la rue de la République, puis sur les hauteurs au nord et sur le plateau de la gare au nord-ouest où se sont développées les industries au cours des XIXe et XXe siècles.
Outre le bourg en lui-même, constituant la majeure partie de l'espace urbain de la commune, un seul hameau notable se détache au sud-est de son territoire : le hameau de Combe-Louvat. Les principaux quartiers de la ville sont :
- les Courbatières et les Pastières, au nord-ouest, séparés du bourg par la voie de chemin de fer ; mais laquelle située en contrebas ne crée aucune rupture de continuité urbaine.
- Le Levatel, le Clapier, la Croix-Saint-Roch, la Treille, la Bourgeat, la Moyroude et le Mollard, sur le plateau et les hauteurs de la ville au nord ;
- la Poype et Châteaubourg, le long de la Fure, au sud-est ;
- le Bas-Rives, les Trois-Fontaines, au sud-est ;
- Valfrey, la Glacière, la Chana et la Maladière, au sud.

Le centre-ville de Rives est essentiellement constitué d'immeubles d'habitation de petites hauteurs construits de part et d'autre des rues principales de la ville. Les rez-de-chaussée des immeubles de la Rue de la République sont majoritairement occupés par des commerces. Le reste de l'habitat, sur les hauteurs de la ville ou sur le plateau, est constitué de petits immeubles résidentiels ou à loyer modéré, de maison de ville ou de pavillons.

### Logements
En 2018, le nombre total de logements dans la commune était de 3 201, alors qu'il était de 2 656 en 2008.
Parmi ces logements, 89,3 % étaient des résidences principales, 1,2 % des résidences secondaires et 9,5 % des logements vacants. Ces logements étaient pour 42,5 % d'entre eux des maisons individuelles et pour 57,4 % des appartements. La proportion des résidences principales propriétés de leurs occupants était de 56,3 %, celles des locataires était de 41,4 %, dont 17,5 % de logements HLM loués vides et 2,3 % logés gratuitement.

Sélection de vues des différents types d'habitations de Rives
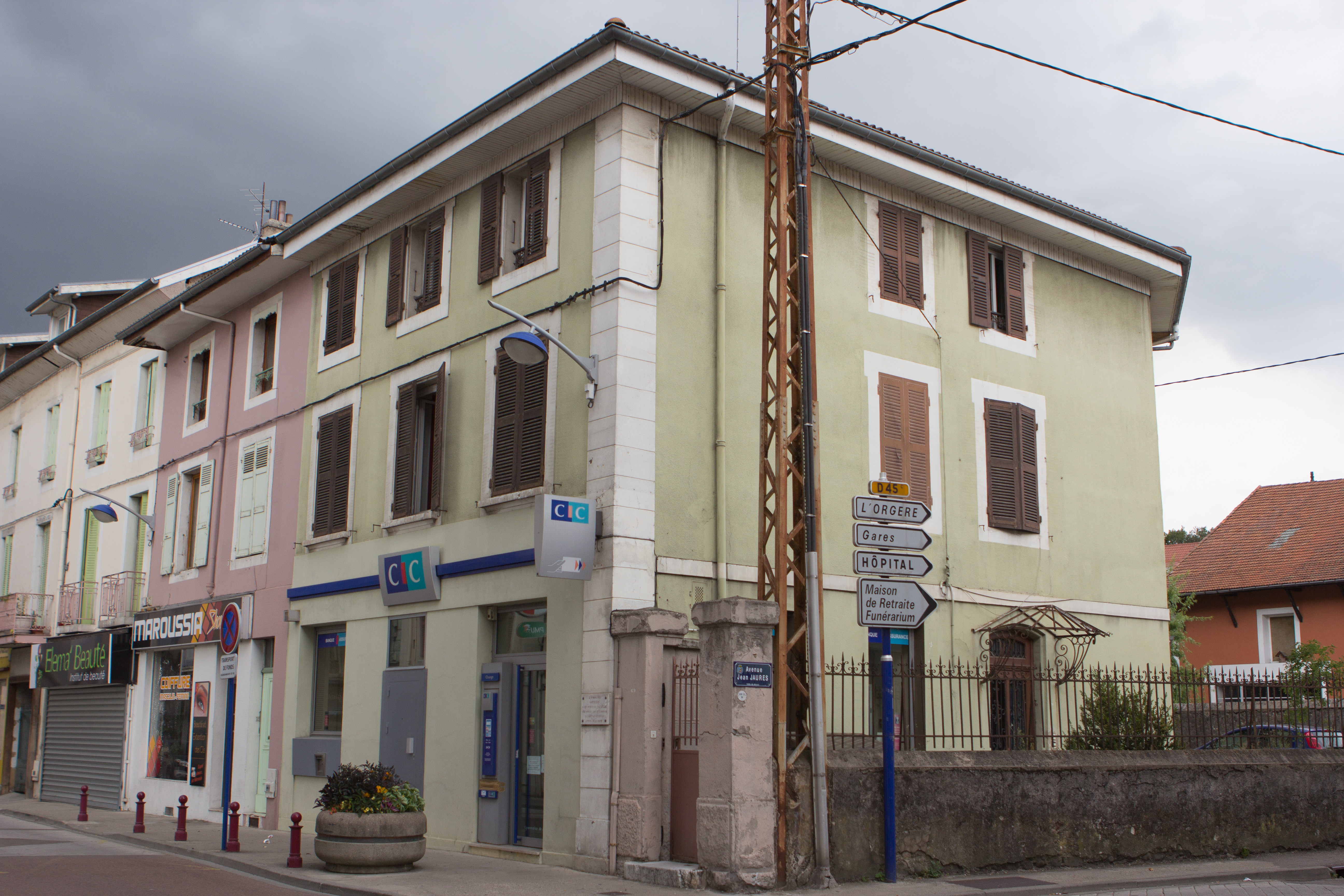
Un petit immeuble d'habitation dans le centre-ville.
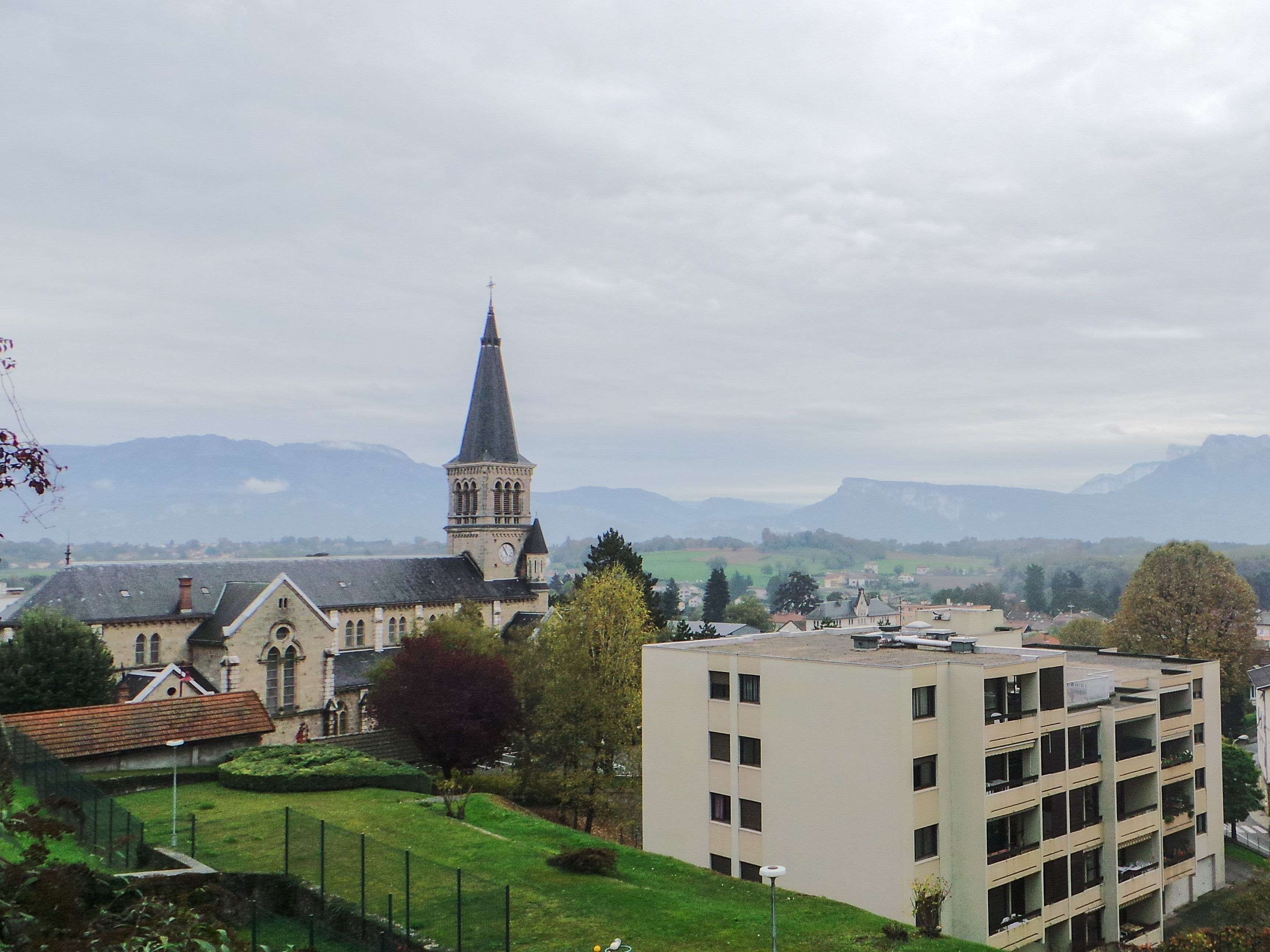
Un immeuble récent sur les hauteurs de Rives.
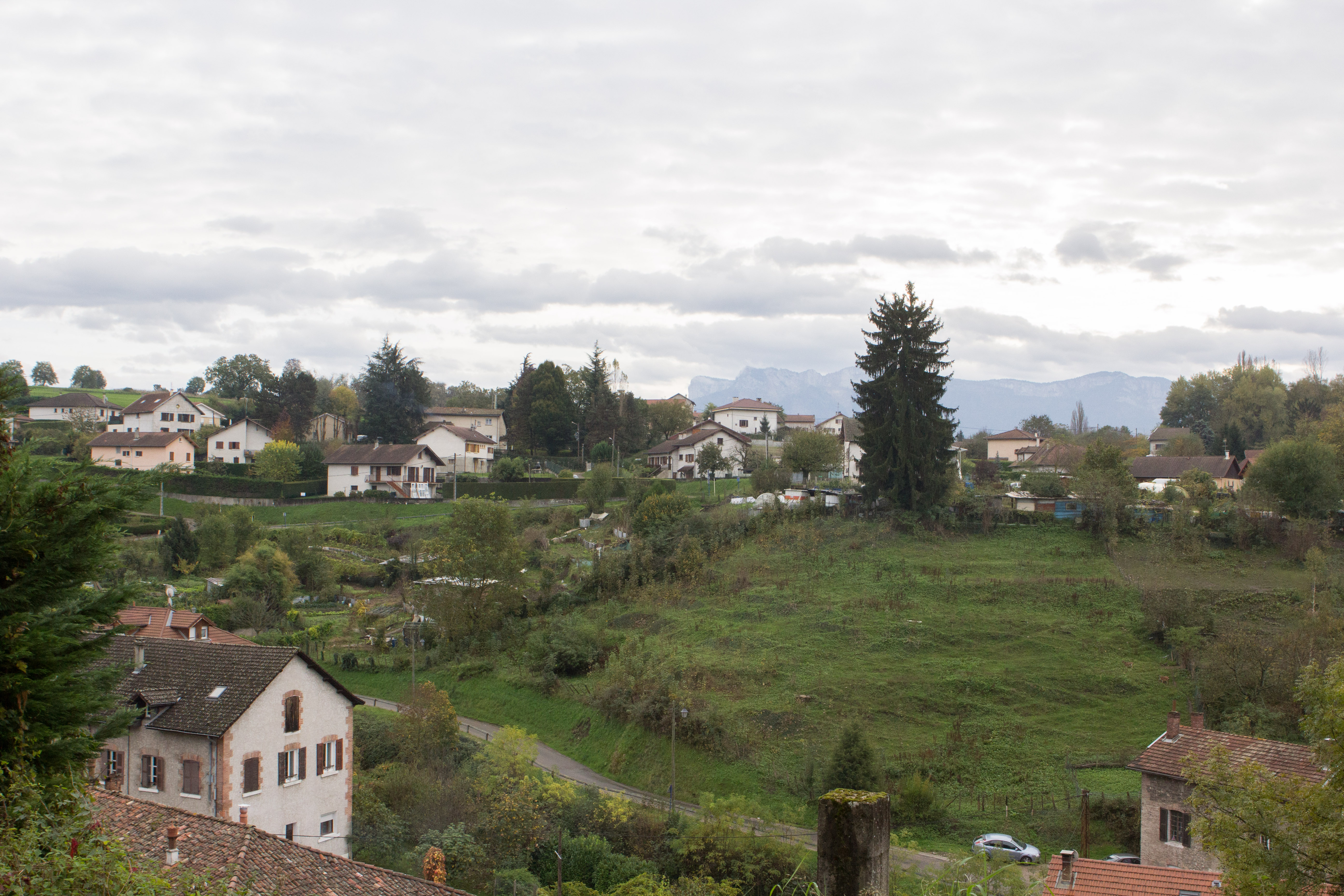
Maisons individuelles dans le quartier des Trois Fontaines.
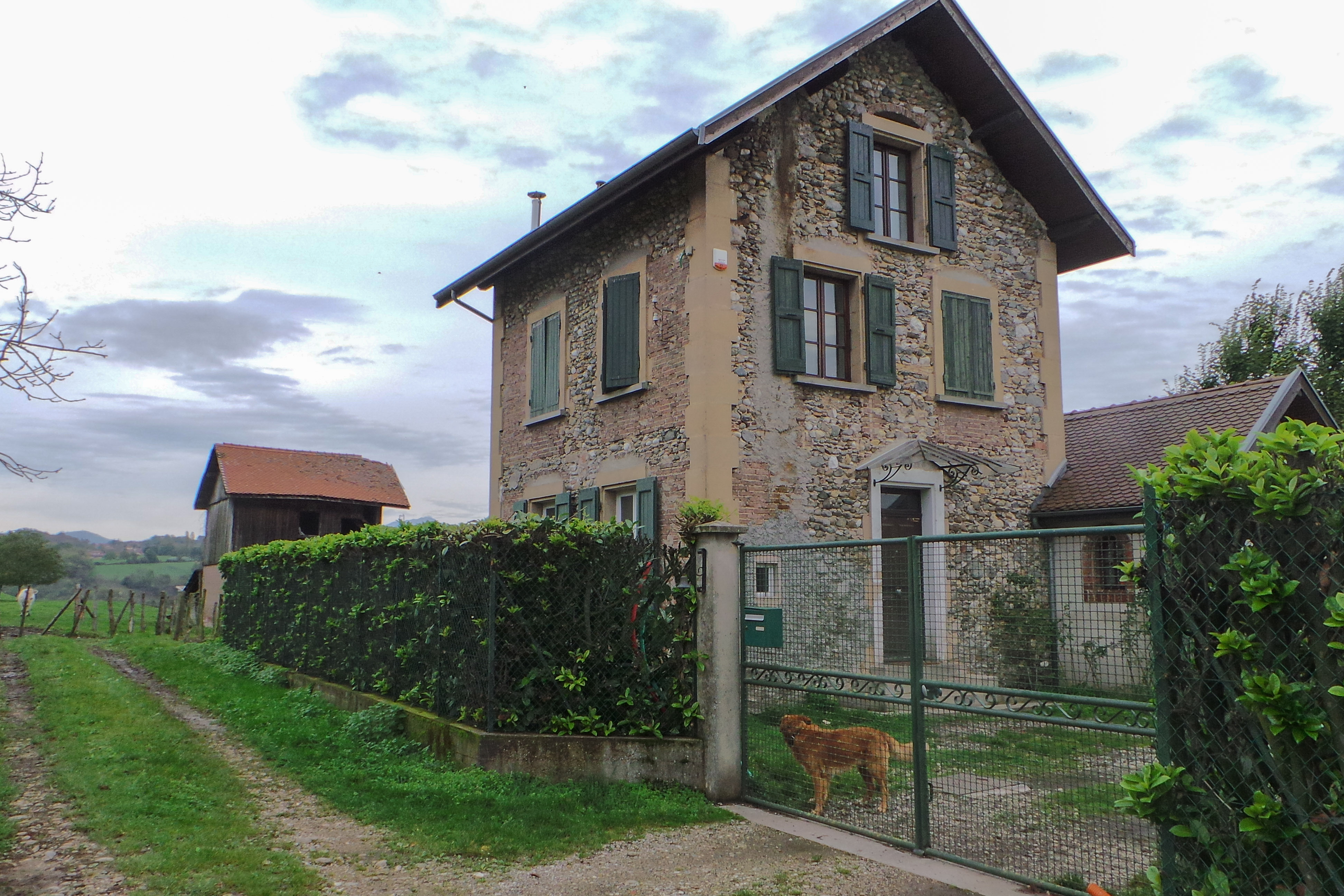
Une maison isolée au lieu-dit Châteaubourg.

Le tableau ci-dessous présente la typologie des logements à Rives en 2018 en comparaison avec celle de l'Isère et de la France entière. Une caractéristique marquante du parc de logements est ainsi une proportion de résidences secondaires et logements occasionnels (1,2 %) nettement inférieure à celle du département (8,3 %) et à celle de la France entière (9,7 %). Concernant le statut d'occupation de ces logements, 56,3 % des habitants de la commune sont propriétaires de leur logement (55,5 % en 2013), contre 61,1 % pour l'Isère et 57,5 pour la France entière.
| Typologie                                                              | Rives                        | Isère                        | France entière               |
| ---------------------------------------------------------------------- | ---------------------------- | ---------------------------- | ---------------------------- |
| Résidences principales                                                 | 89,3 %                       | 84,0 %                       | 82,1 %                       |
| propriétaire locataire (dont logement HLM loué vide) logé gratuitement | 56,3 % 41,4 % (17,5 %) 2,3 % | 61,1 % 36,9 % (13,7 %) 2,0 % | 57,5 % 40,2 % (14,7 %) 2,2 % |
| Résidences secondaires et logements occasionnels                       | 1,2 %                        | 8,3 %                        | 9,7 %                        |
| Logements vacants                                                      | 9,5 %                        | 7,7 %                        | 8,2 %                        |

### Voies de communication et transports

Carte des principales routes traversant Rives.

#### Voies de communication

##### Voies routières
Rives est desservie par l'autoroute A48 (sortie no 9, Rives, située à 5 km au nord-ouest), et principalement par la route départementale D 1085 (ancienne route nationale 85), reliant Lyon à Grenoble, qui traverse de part en part le territoire de la commune dans sa partie sud. D'autres routes départementales relient Rives aux communes voisines : Réaumont au nord par la D 12A, Voiron au nord-ouest par les D 12 et la D 12A, Charnècles à l'ouest par la D 12C et la D 12D, Renage au sud par la D 45, Beaucroissant au sud-ouest par la D 519A et Apprieu au nord-est par la D 50.

##### Voies ferrées

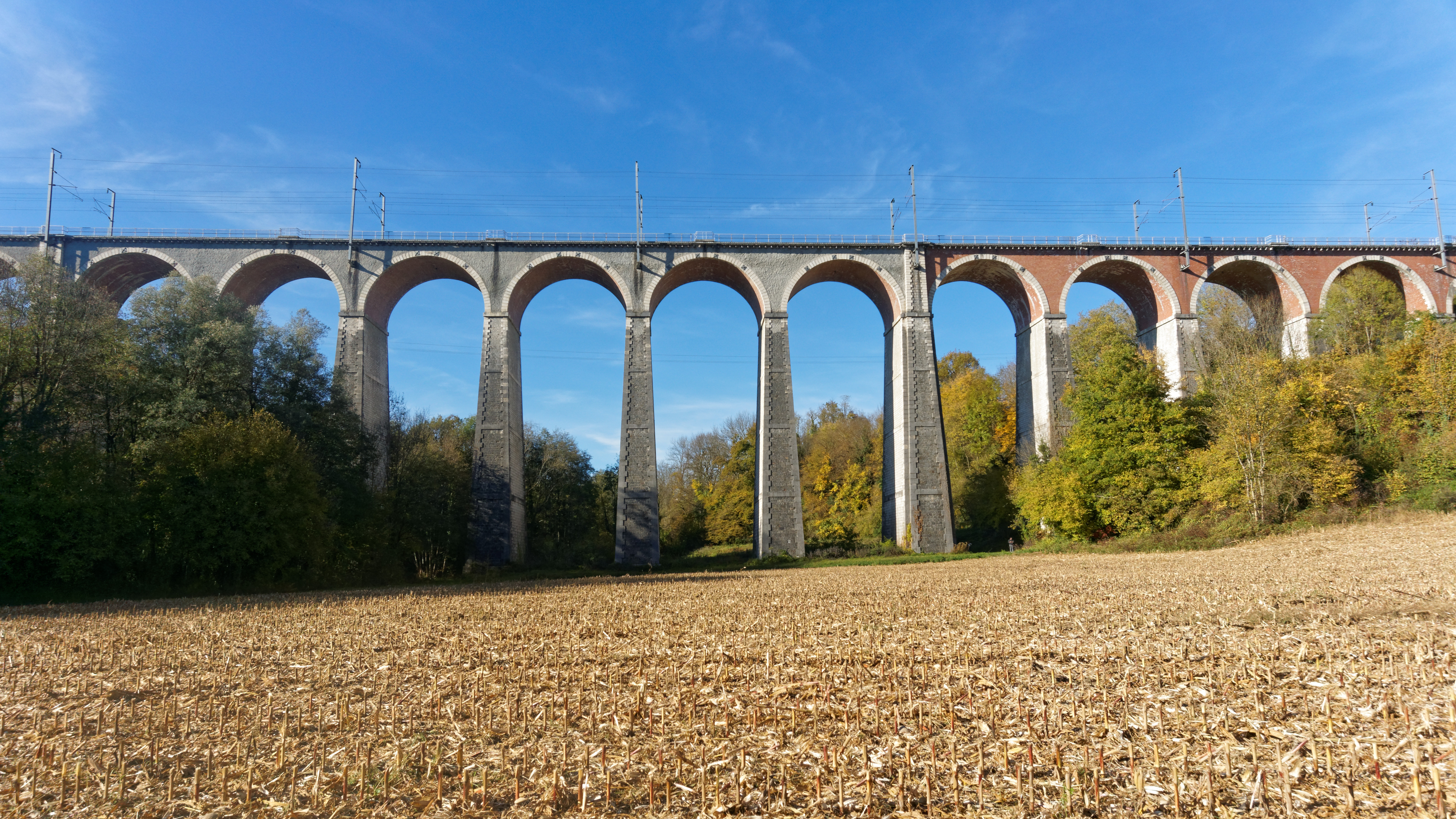
Le viaduc du Pont-du-bœuf.

La ligne ferroviaire de Lyon-Perrache à Marseille-Saint-Charles (via Grenoble) traverse le territoire de la commune du Sud au Nord. À sa sortie du territoire, en direction de Voiron, la ligne franchit la vallée de la Fure grâce à un imposant viaduc ferroviaire dénommé le viaduc du Pont-du-bœuf, haut de 45 m et long 263 m.

#### Transports

##### Autobus

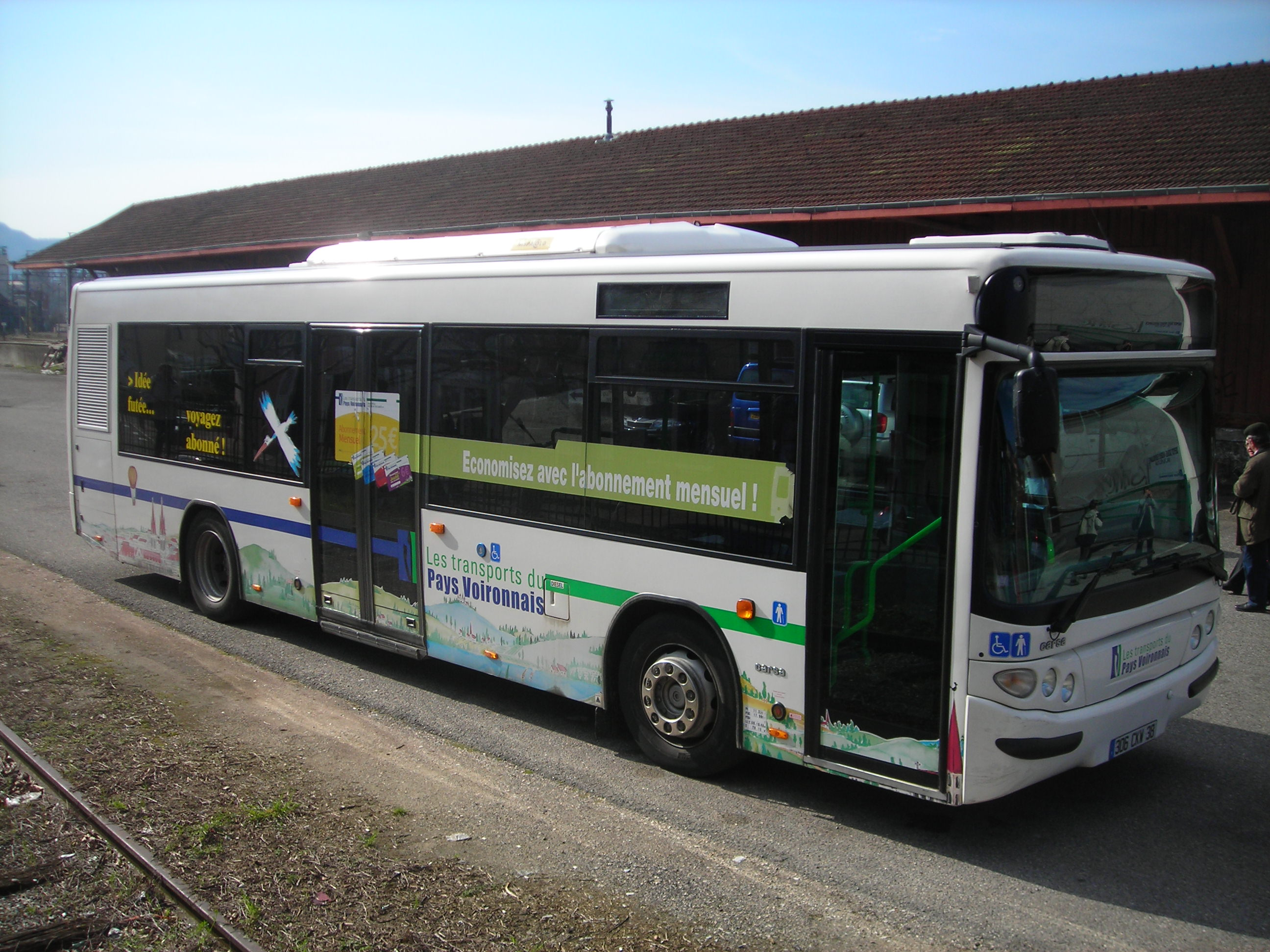
Autobus des transports du pays voironnais.

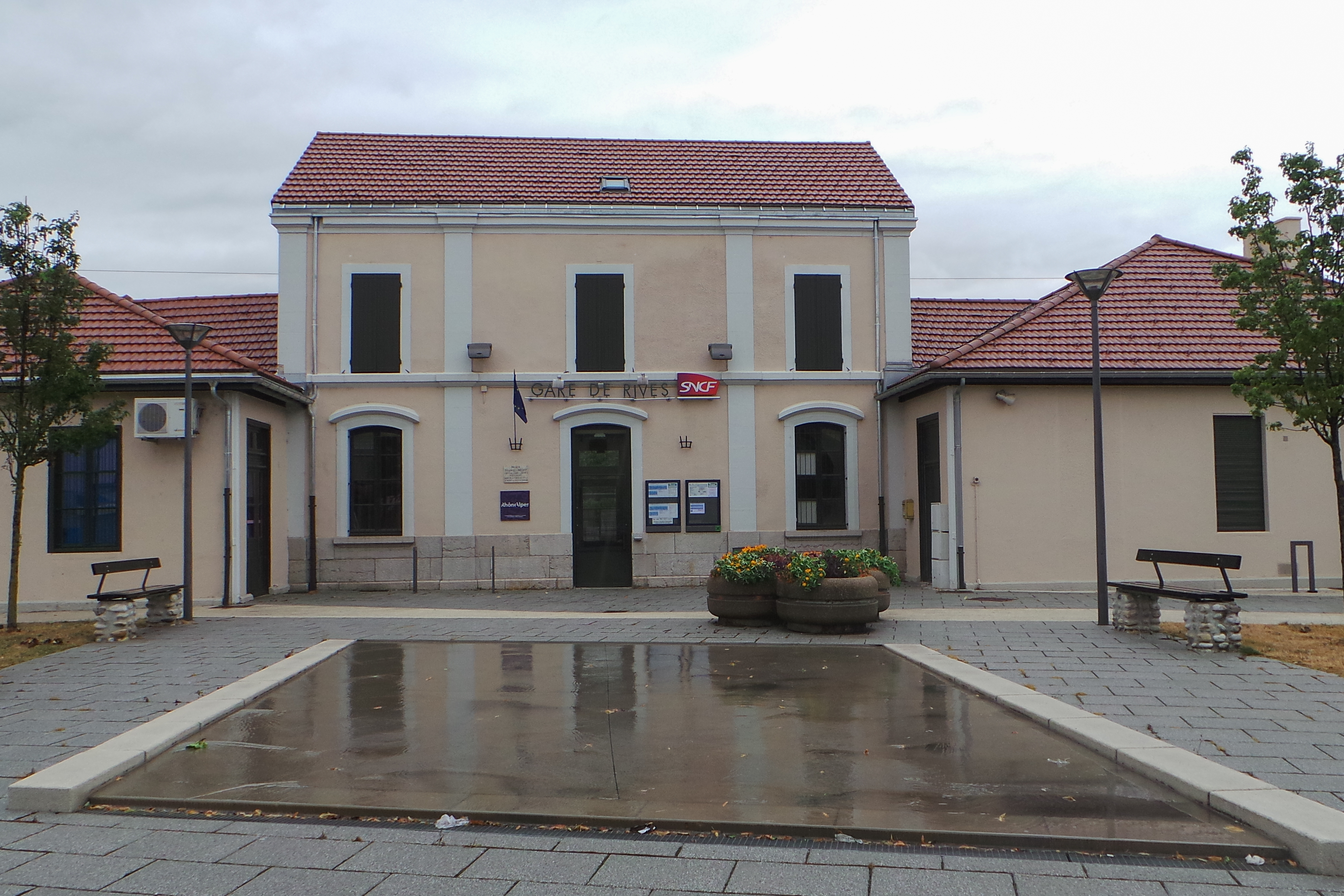
La gare de Rives.

Rives est desservie par deux lignes de bus du réseau Pays voironnais Mobilité :
- la ligne 10, qui circule à l'intérieur de Rives et fait la navette entre la gare SNCF et Renage ou le Bas-Rives avec des arrêts près de la mairie, du centre social, de la gendarmerie, de la maison de retraite et de la zone commerciale ;
- la ligne L, reliant Rives à Voiron et desservant la zone commerciale et la place Saint-Vallier.

##### Autocars
La commune est aussi desservie par trois lignes d'autocars du réseau interurbain de l'Isère :
- la ligne T50, reliant Beaurepaire à Grenoble, à l'arrêt Rives-le Plan ;
- la ligne T51, reliant  La Côte-Saint-André à Grenoble ;
- la ligne T55, reliant La Côte-Saint-André à Voiron, à plusieurs arrêts ;

et par la ligne X08 du réseau régional Cars Région, reliant Beaurepaire à Grenoble, à l'arrêt Rives-ZA Bièvre Dauphiné.

##### Transport ferroviaire
La gare de Rives, desservie par les trains TER Rhône-Alpes (relation de Lyon-Perrache à Grenoble-Universités-Gières), permet de relier Lyon, Bourgoin-Jallieu, La Tour-du-Pin, Saint-André-le-Gaz, Voiron et Grenoble. En outre, la gare est la tête de ligne des navettes TER Rhône-Alpes Rives - Voiron - Moirans - Voreppe - Grenoble - Échirolles - Grenoble-Universités-Gières, cadencées aux 20 minutes.

## Toponymie
Le site de la commune de Rives évoque un manque de données mais cite tout de même les différents noms de la cité durant l'époque médiévale, tels que « Rivis » au Xe siècle, « Riparium » au XIIe siècle et « Ripoe » au XIVe siècle.
Dénommé « Castrum Rivis » au Xe siècle soit le château sur la rive, il existe 279 noms de lieux recensés sur la commune.
Ses habitants sont appelés les Rivois.

## Histoire

### Antiquité

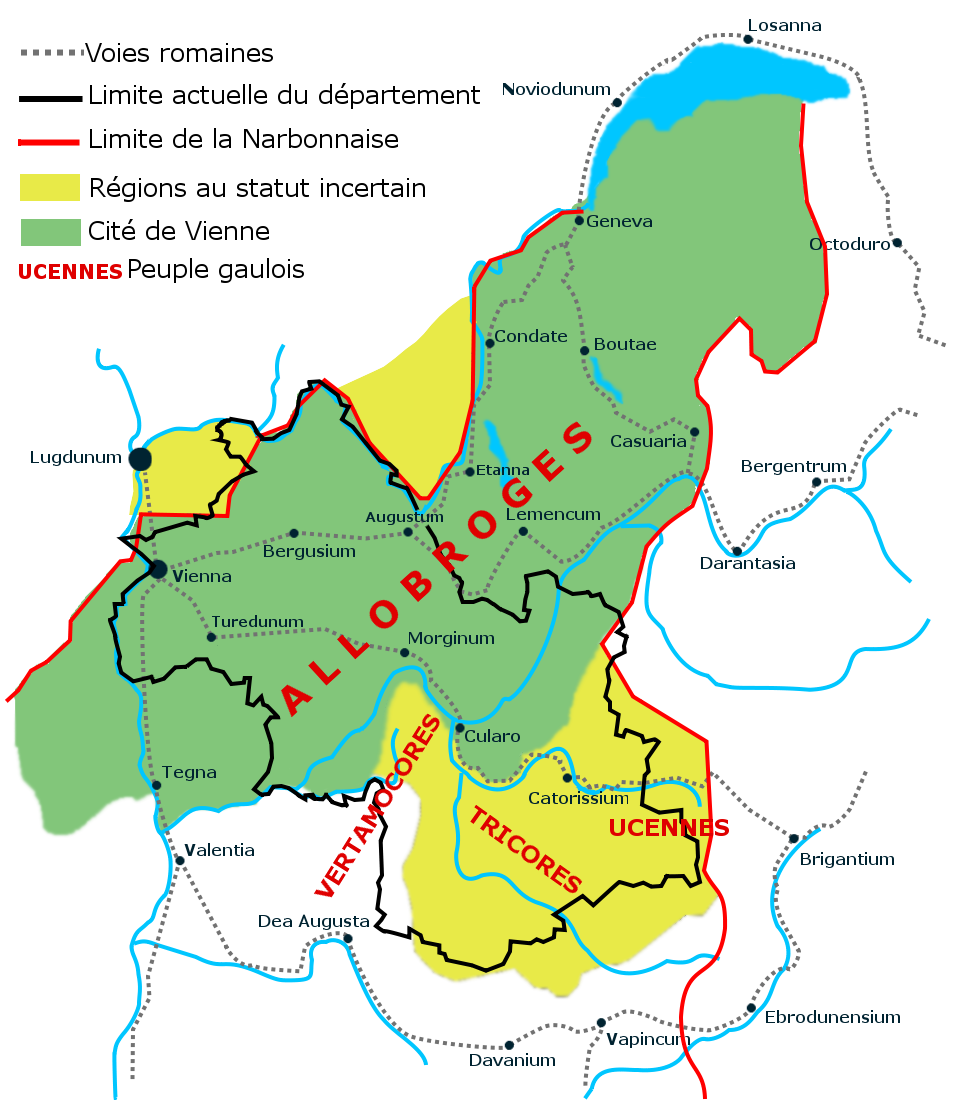
Le territoire des Allobroges à l'Antiquité. Rives se situe à proximité de l'ancienne cité de Morginum, actuelle Moirans.

Les premières traces d'occupation du territoire de la commune datent de l'époque gauloise (Second âge du fer) datés du IIIe siècle av. J.-C. ; des fouilles réalisées en 1873 au lieu-dit le Plan par Gratien Charvet, ont mis au jour des armes et des objets gaulois en fer : trois épées, deux fragments de fourreaux d'épées, trois lances, une fibule, un anneau en fer et un baudrier porte-épée, très remarquable exemple de l'art de la ferronnerie gauloise. Ces objets ont été trouvés dans le sol, à 80 cm de profondeur, dans une sépulture de guerriers Gaulois incinérés en cet endroit avec leurs armes.
Durant l'Antiquité, la région de Rives est peuplée par les Allobroges, un peuple gaulois dont le territoire était situé entre l'Isère, le Rhône et les Alpes du Nord. À partir de -121, ce territoire, nommé Allobrogie, est intégré dans la province romaine du Viennois avec pour capitale la cité de Vienne qui était aussi le siège de l’ancien diocèse romain de Vienne. Ainsi, et jusqu'au Haut Moyen Âge, le territoire communal fait partie du Viennois.
La découverte d'objets romains, tels qu'une médaille d'argent d'Antonin le Pieux, une clé romaine et des amas de tuiles romaines, trouvés dans un jardin près d'un vallon de la Fure, témoigne d'un habitat gallo-romain sur le territoire de la commune.

### Moyen Âge

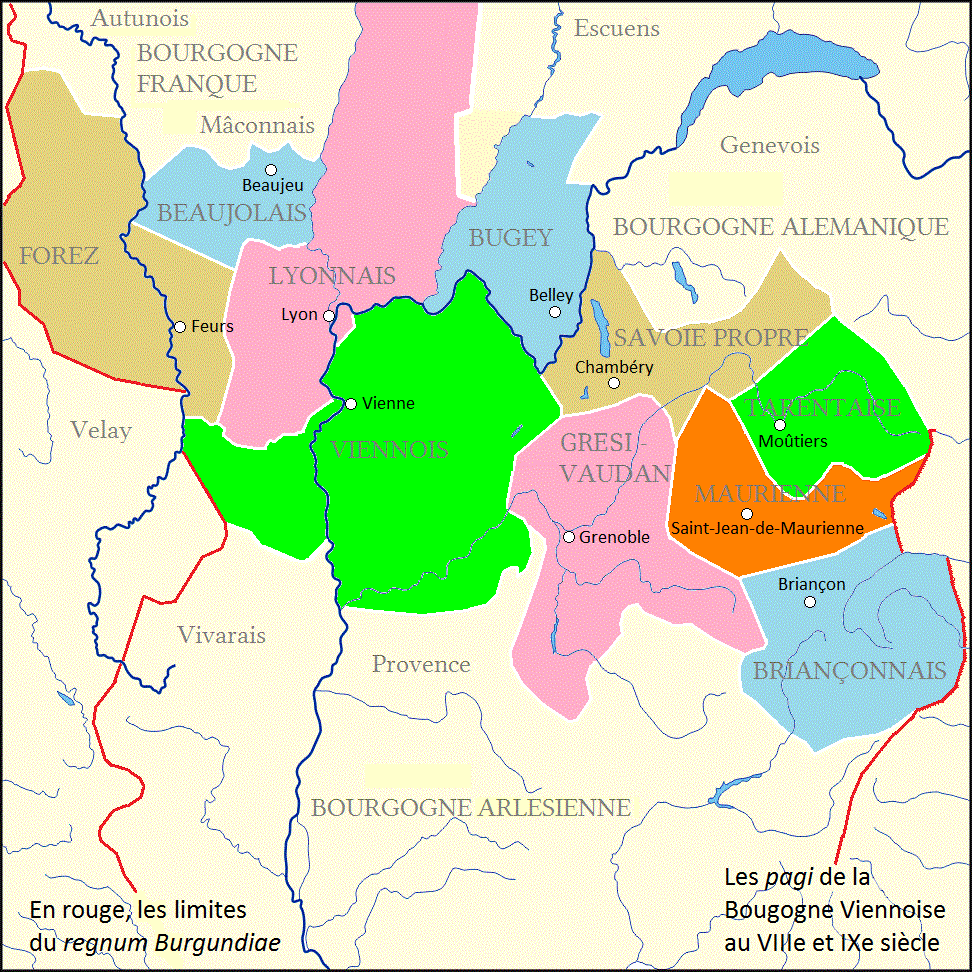
L'ancien pagus Viennensis, Rives se situe à la limite est du Viennois et nord-ouest du Grésivaudan.

En 1030, l'archevêque de Vienne, inféode le comté de Vienne, issu de l'ancien pagus carolingien Viennensis, à Guigues le Vieux, comte d'Albon et qui est considéré comme le premier dauphin, pour la partie sud ; et à Humbert aux Blanches Mains, comte de Savoie et fondateur de la maison de Savoie, pour la partie nord et est. Le territoire de Rives se situe alors à la limite des deux comtés, à la frontière des régions du Viennois et du Grésivaudan.

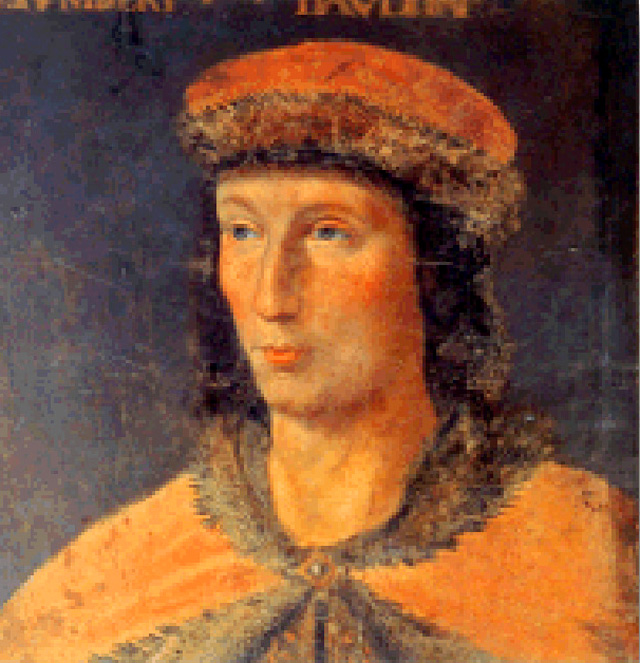
Le dauphin Humbert II de Viennois

Au XIIe siècle, le fief de Rives relève des seigneurs de Tullins qui dépendent de la maison d'Hauterives. Les seigneurs d'Hauterives se fondent par la suite dans la maison de Clermont.
En 1284, les terres de Rives appartiennent à Eynard de Chateauneuf, seigneur de Tullins. Elles le demeurent jusqu'en 1340, année du rattachement de la seigneurie à celles d'Humbert II, dernier dauphin de Viennois.
Par les ordonnances de 1339 et 1349, Humbert II prononce la démolition des forges de fer de la vallée du Grésivaudan, de Bellecombe jusqu'à Voreppe. Cette décision est prise afin de permettre aux étudiants de la nouvelle université de Grenoble de pouvoir acheter du bois de chauffage qui était jusqu’à lors principalement utilisé dans les fourneaux ce qui rendait son prix élevé. Les forgerons, ainsi chassés du Grésivaudan, s'établissent alors dans le « Seuil de Rives », qui se situe à la limite occidentale de la vallée ; ce qui contribue à l'établissement de nombreuses forges et aciéries à Rives au cours du Bas Moyen Âge,.
Par le traité de Romans de 1349 (traité connu sous le nom de « transport » du Dauphiné), Humbert II, endetté, vend le Dauphiné au roi de France Philippe VI moyennant la somme de 200 000 florins. La province, à laquelle Rives appartient, devient alors une dépendance du royaume de France. Gouverné par gouverneur le Dauphiné conserve cependant une certaine autonomie jusqu’en 1457.

### Époque moderne

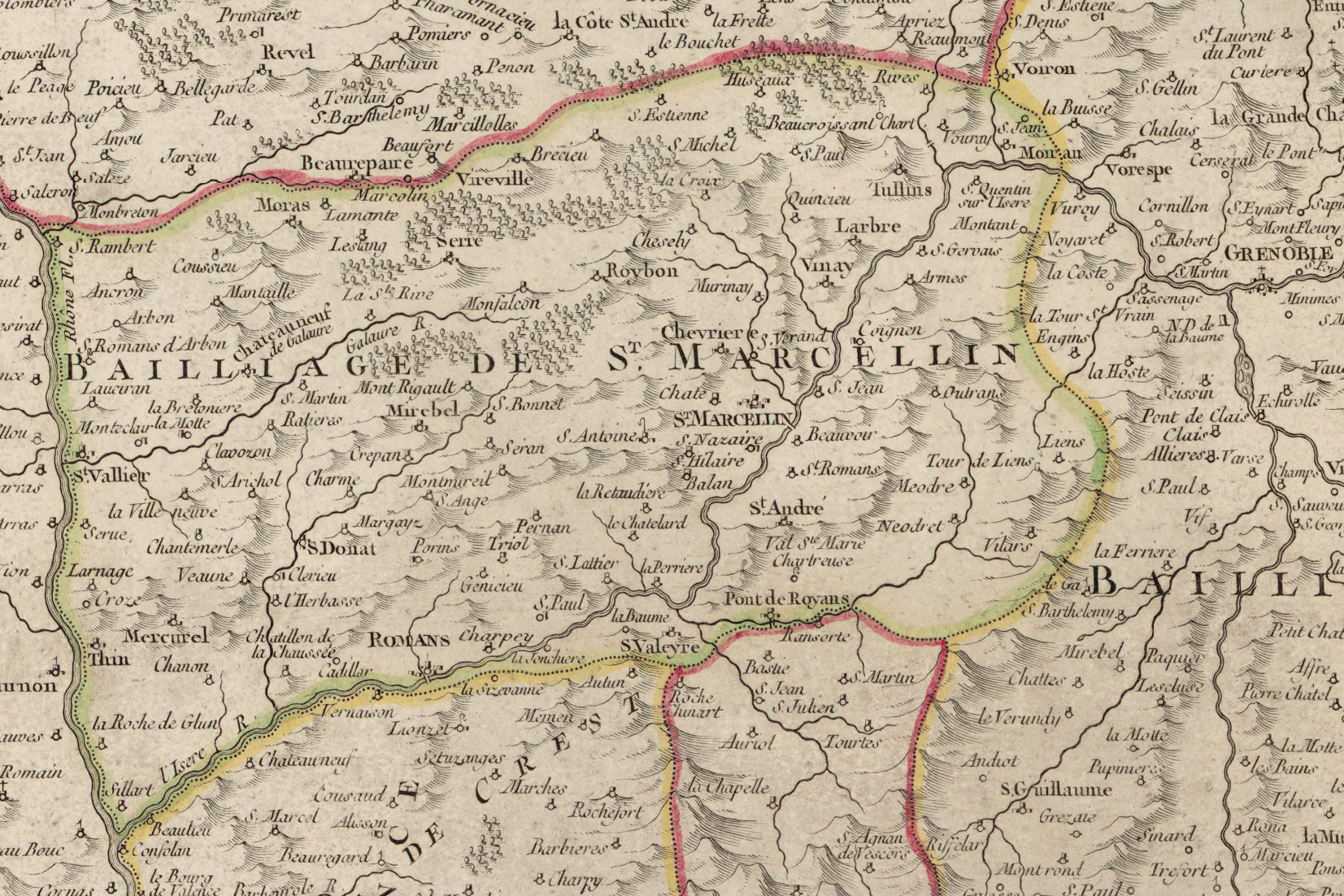
Bailliage de Saint-Marcellin en 1751.

Durant l'Ancien Régime, la paroisse de Rives fait partie du bailliage de Saint-Marcellin au sein du gouvernement général du Dauphiné.
Outre l’industrie de l'acier qui se développe depuis le Moyen Âge, notamment pour la fabrication d'épées et de lances, l'industrie papetière apparaît à Rives au cours du XVIe siècle. Les eaux de la Fure, qui servent déjà aux aciéries, sont utilisées pour faire tourner les moulins à papier. Un premier moulin est installé dans le quartier du Bas-Rives, au bord du Réaumont, en 1571. En 1573, les premières papeteries produisant des papiers filigranés s'établissent à Rives.
Pendant quatre siècles, les épées fabriquées à Rives, appelées « épées rivoises », font la réputation de la ville dans toute la France. C'est aussi durant toute cette période que de nombreuses taillanderies s'installent à Rives, le long de la Fure. Les forges Charvet, initialement installées à Renage (au lieu-dit Alivet) et fondées par des Tyroliens, s'étendent progressivement à Rives jusqu'à la Poype,.

### Époque contemporaine

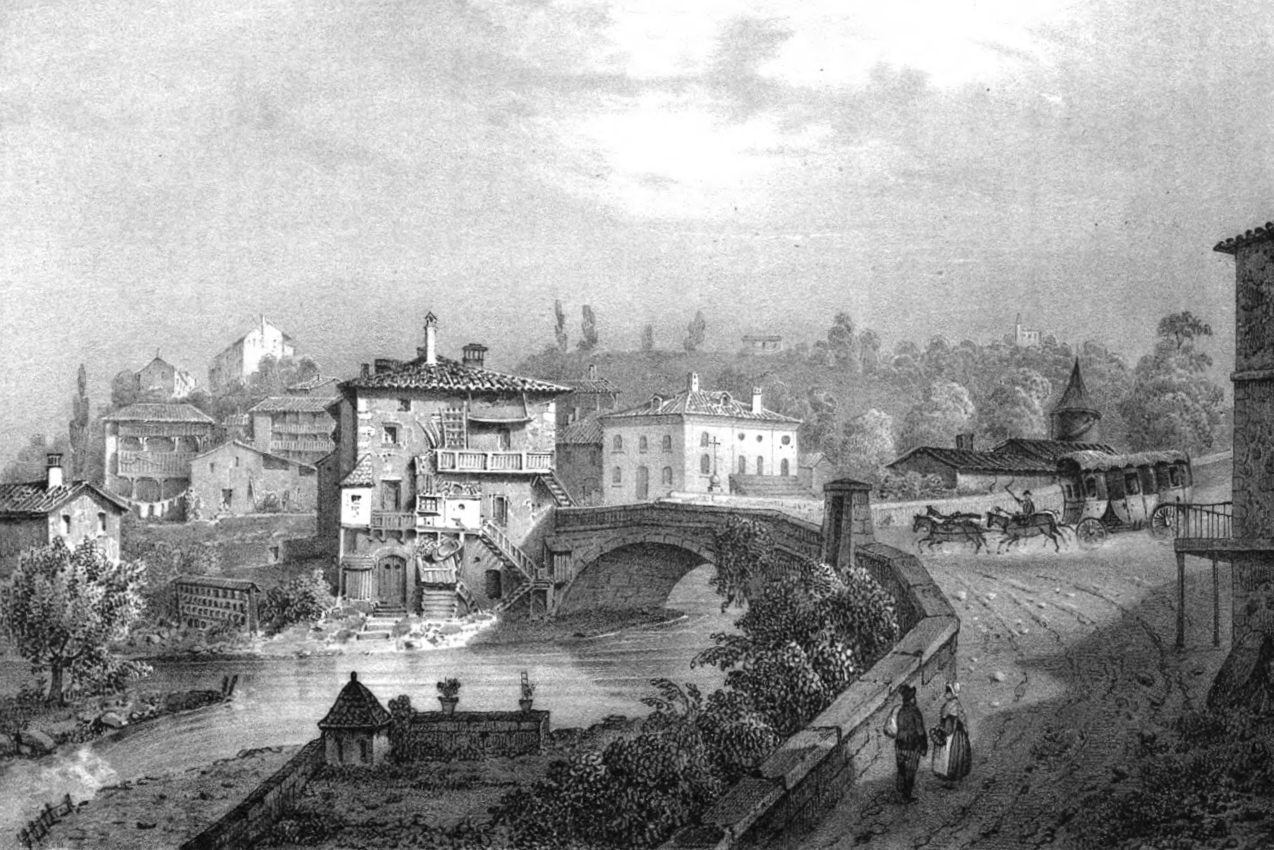
Vue du Bas-Rives au début du XIXe siècle.

Jusqu'au début du XXe siècle, l'entreprise BFK (Blanchet Frères et Kléber) est un signe de qualité. Dans les années 1950, les papeteries de Rives fusionnent avec trois autres groupes pour former Arjomari qui fut le premier groupe papetier de France. Arjomari devient par la suite ArjoWiggins. le site la papeterie ArjoWiggins de Rives est fermé en 2013, le site de Charavines (à quelques kilomètres au nord) subira le même sort quelques mois plus tard. L'industrie papetière reste présente sur le territoire de la commune puisque l'entreprise Allimand, fondée par deux frères originaires de Vienne, descendants de Johannes Alleman / Jean Alliman (vers 1709-1765 Givors), maître verrier germanophone arrivé à Givors en provenance de Miellin en Franche-Comté lors de la création de la verrerie royale en 1749, Antoine dit "Étienne" Allimand (1819 Vienne - 1861 Rives) et Benoît dit "Antoine" Allimand (1832 Vienne - 1902 Rives), qui fabrique des machines à papier subsiste depuis 1850 et emploie encore 170 salariés. Les Riquichaux dans une période avant la Seconde Guerre mondiale, ont géré la fabrication de papier-monnaie pour le compte de la monnaie de l'État français (monnaie de Paris) à Rives bien avant Chamalière, lieu actuel de la fabrication de l'euro.[réf. nécessaire]
L'industrie métallurgique a également été présente dans l'histoire de la ville, notamment l'aciérie Experton dans le quartier de la gare de Rives (une usine est toujours en service), ainsi que l'aciérie Gourju dans le quartier Pastieres, avec comme origine Bonpertuis près de Paladru dépendant aussi de Gourju.

## Politique et administration

### Découpage territorial

#### Commune: territoire et institution
La paroisse de Rives devient formellement « commune de Rives » en 1793. Aucun événement de restructuration majeure du territoire, de type suppression, cession ou réception de territoire, n'a affecté la commune depuis sa création.

#### Circonscriptions administratives et électorales de rattachement
La commune de Rives est rattachée administrativement à l’arrondissement de Grenoble et politiquement au canton de Tullins et à la neuvième circonscription de l'Isère.

#### Collectivités territoriales
La commune est rattachée sur le plan administratif au département de l'Isère et à la région Auvergne-Rhône-Alpes, à la fois circonscriptions administratives de l'État et collectivités territoriales.

#### Intercommunalités
La commune est membre de la communauté d'agglomération du Pays voironnais qui regroupe trente-quatre communes.

### Tendances politiques et résultats

#### Conseil municipal et maire
Depuis les élections municipales de 2014, le conseil municipal de Rives, commune de plus de 1 000 habitants, est élu au scrutin proportionnel de liste à deux tours (sans aucune modification possible de la liste), pour un mandat de six ans renouvelable. Il est composé de 29 membres. L'exécutif communal, est constitué par le maire, élu par le conseil municipal, parmi ses membres, pour un mandat de six ans, c'est-à-dire pour la durée du mandat du conseil.
| Période                                  | Période  | Identité                   | Étiquette | Qualité                                 |
| ---------------------------------------- | -------- | -------------------------- | --------- | --------------------------------------- |
| 1792                                     |          | Michel Joseph Martel       |           | Notaire                                 |
| Les données manquantes sont à compléter. |          |                            |           |                                         |
| 1831                                     | 1848     | Victor Joseph Blanchet     |           | Industriel papetier, conseiller général |
| Les données manquantes sont à compléter. |          |                            |           |                                         |
| 1850                                     | 1864     | Jean-Antoine Didier Kléber |           | Industriel papetier                     |
| 1864                                     | 1879     | Louis Alphonse Kléber      |           | Industriel papetier, conseiller général |
| Les données manquantes sont à compléter. |          |                            |           |                                         |
| 1882                                     | 1892     | Louis Alphonse Kléber      |           | Industriel papetier, conseiller général |
| Les données manquantes sont à compléter. |          |                            |           |                                         |
| 1897                                     | 1919     | Victor Henri Blanchet      | ERD       | Industriel papetier et député           |
| 1919                                     | 1940     | Séraphin Buisset           | SFIO      | Député                                  |
| Les données manquantes sont à compléter. |          |                            |           |                                         |
| 1959                                     | 1977     | Robert Puy                 |           | Médecin                                 |
| 1977                                     | 1983     | Roger Menu                 | PS        |                                         |
| 1983                                     | 1995     | Christian Rettmeyer        |           | Chef d'entreprise                       |
| 1995                                     | 2020     | Alain Dezempte             | PS        | Professeur d'histoire-géographie        |
| juillet 2020                             | En cours | Julien Stevant             | DVD       | Responsable commercial                  |

#### Finances communales
En 2014, la commune disposait d’un budget de 9 684 000 € dont 7 553 000 € de fonctionnement et 2 131 000 € d’investissement, financés à 38,08 % par les impôts locaux avec des taux d’imposition fixés à 13,85 % pour la taxe d'habitation et 32,08 % et 64,62 % pour la taxe foncière sur le bâti et le non-bâti. Cette même année, la dette cumulée de la commune s’élevait à 6 652 000 €.
L’Insee attribue à la commune le code 38 1 23 337. La commune de Rives est enregistrée au répertoire des entreprises sous le code SIREN 213 803 372.

### Services publics

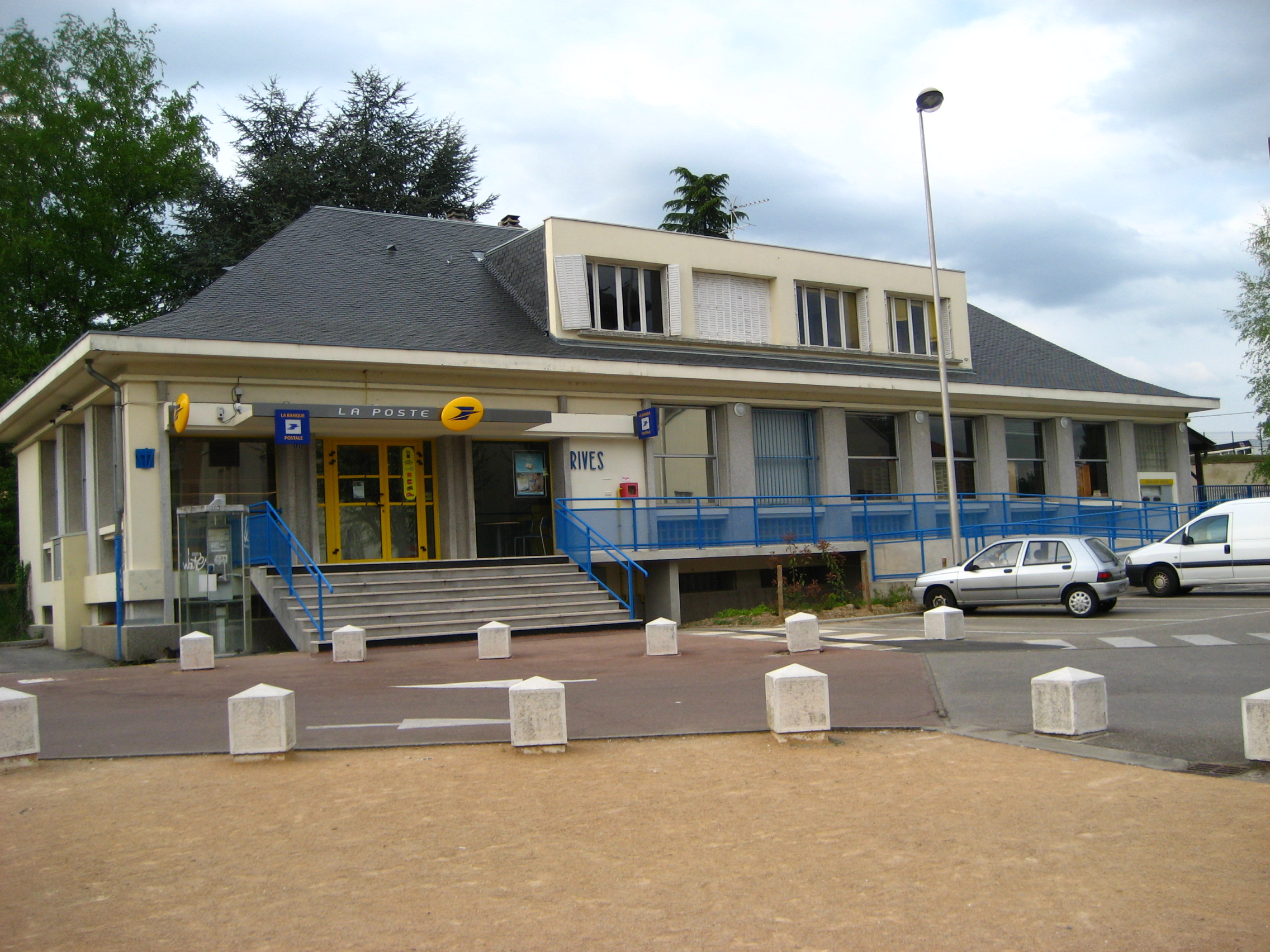
La poste de Rives.

La commune dispose d’un bureau de poste, d'une agence de Sécurité sociale et d'une trésorerie publique.
La sécurité de la commune est assurée par la brigade territoriale de proximité de gendarmerie de Renage. En outre, Rives dispose d'une police municipale. Le Centre d'incendie et de secours (CIS) le plus proche est celui de Beaucroissant dit de Parménie.
Rives relève du tribunal d'instance de Grenoble, du tribunal de grande instance de Grenoble, de la cour d'appel de Grenoble, du tribunal pour enfants de Grenoble, du conseil de prud'hommes de Grenoble, du tribunal de commerce de Grenoble, du tribunal administratif de Grenoble et de la cour administrative d'appel de Lyon.

### Jumelages
| Rives (Isère) Forlì del Sannio Cabeceiras de Basto |

Rives a développé des associations de jumelage avec :
- Forlì del Sannio (Italie) depuis 2006, située à 808 km à vol d'oiseau[62],[63] ;
- Refojos de Basto (municipalité de Cabeceiras de Basto) (Portugal), située à 1 170 km à vol d'oiseau[64].

## Population et société

### Démographie
L'évolution du nombre d'habitants est connue à travers les recensements de la population effectués dans la commune depuis 1793. Pour les communes de moins de 10 000 habitants, une enquête de recensement portant sur toute la population est réalisée tous les cinq ans, les populations de référence des années intermédiaires étant quant à elles estimées par interpolation ou extrapolation. Pour la commune, le premier recensement exhaustif entrant dans le cadre du nouveau dispositif a été réalisé en 2006.

En 2022, la commune comptait 6 599 habitants, en évolution de +3,84 % par rapport à 2016 (Isère : +3,07 %, France hors Mayotte : +2,11 %).
| 1793  | 1800  | 1806  | 1821  | 1831  | 1836  | 1841  | 1846  | 1851  |
| ----- | ----- | ----- | ----- | ----- | ----- | ----- | ----- | ----- |
| 1 429 | 1 530 | 1 715 | 2 050 | 2 014 | 2 226 | 2 270 | 2 413 | 2 339 |

| 1856  | 1861  | 1866  | 1872  | 1876  | 1881  | 1886  | 1891  | 1896  |
| ----- | ----- | ----- | ----- | ----- | ----- | ----- | ----- | ----- |
| 2 334 | 2 506 | 2 507 | 2 543 | 2 541 | 2 975 | 2 983 | 3 083 | 3 032 |

| 1901  | 1906  | 1911  | 1921  | 1926  | 1931  | 1936  | 1946  | 1954  |
| ----- | ----- | ----- | ----- | ----- | ----- | ----- | ----- | ----- |
| 3 110 | 3 178 | 3 156 | 3 033 | 3 280 | 3 139 | 2 837 | 2 842 | 3 139 |

| 1962  | 1968  | 1975  | 1982  | 1990  | 1999  | 2006  | 2011  | 2016  |
| ----- | ----- | ----- | ----- | ----- | ----- | ----- | ----- | ----- |
| 3 902 | 4 589 | 5 007 | 5 115 | 5 403 | 5 620 | 5 745 | 6 046 | 6 355 |

| 2021  | 2022  | - | - | - | - | - | - | - |
| ----- | ----- | - | - | - | - | - | - | - |
| 6 622 | 6 599 | - | - | - | - | - | - | - |

### Enseignement
Rives est située dans l'académie de Grenoble. La ville administre deux écoles primaires publiques : l'école Libération et l'école Victor-Hugo, ainsi que deux écoles maternelles : l’école Pierre-Perret et l’école Aimé-Césaire (anciennement nommée école Valfray). En outre, la ville dispose d'une école primaire privée, l'école Sainte-Geneviève.
Le département gère le collège Robert-Desnos situé à Rives. Les lycées de proximité sont : le lycée Edouard-Herriot et le lycée polyvalent Ferdinand-Buisson, tous deux situés à Voiron, ainsi que le lycée Pierre-Béghin de Moirans. Le lycée d'enseignement agricole le plus proche est celui de La Côte-Saint-André.

Sélection de vues des établissements scolaires de Rives.
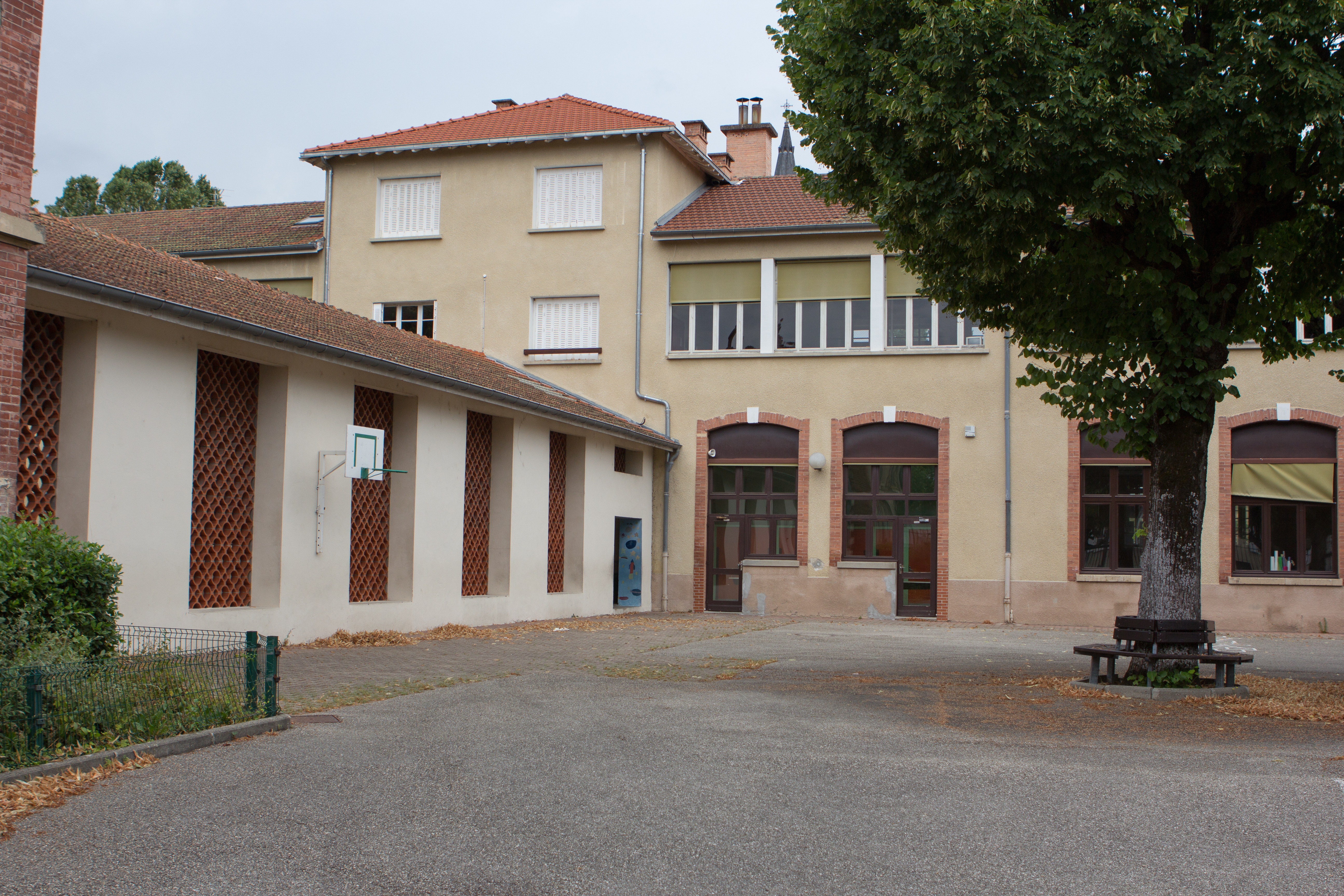
L'école de la Libération.
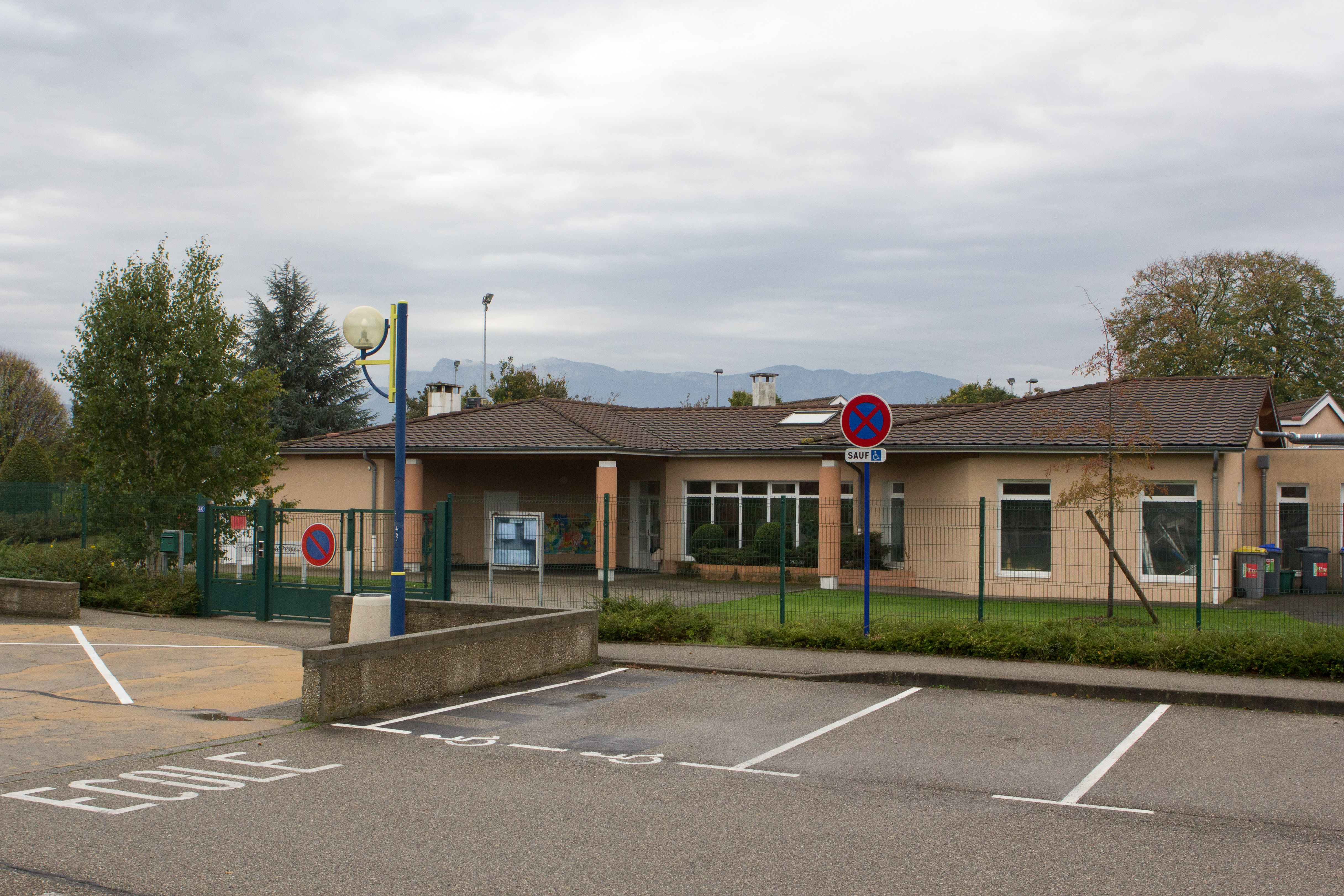
L'école Pierre-Perret.
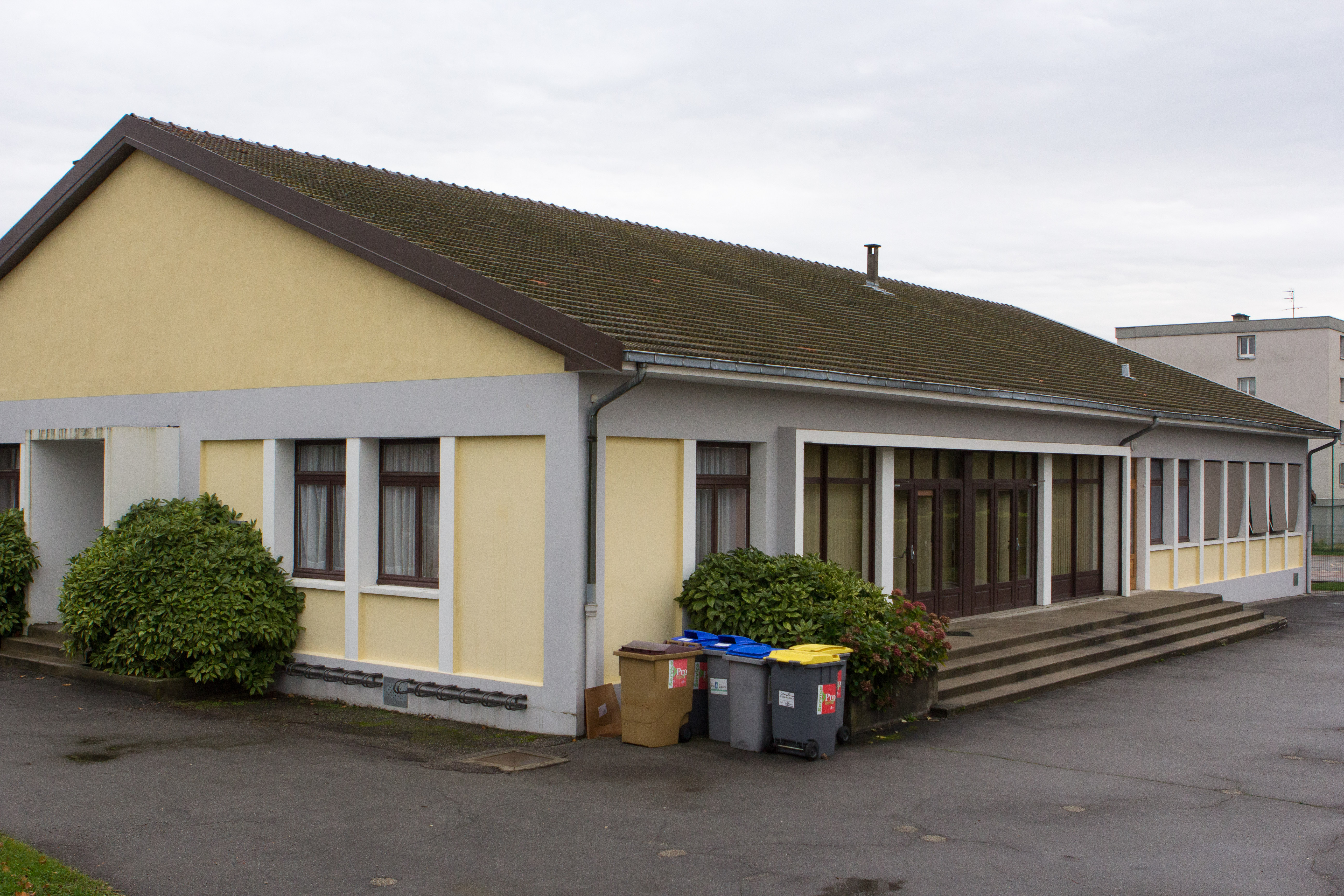
L'ecole Victor-Hugo.
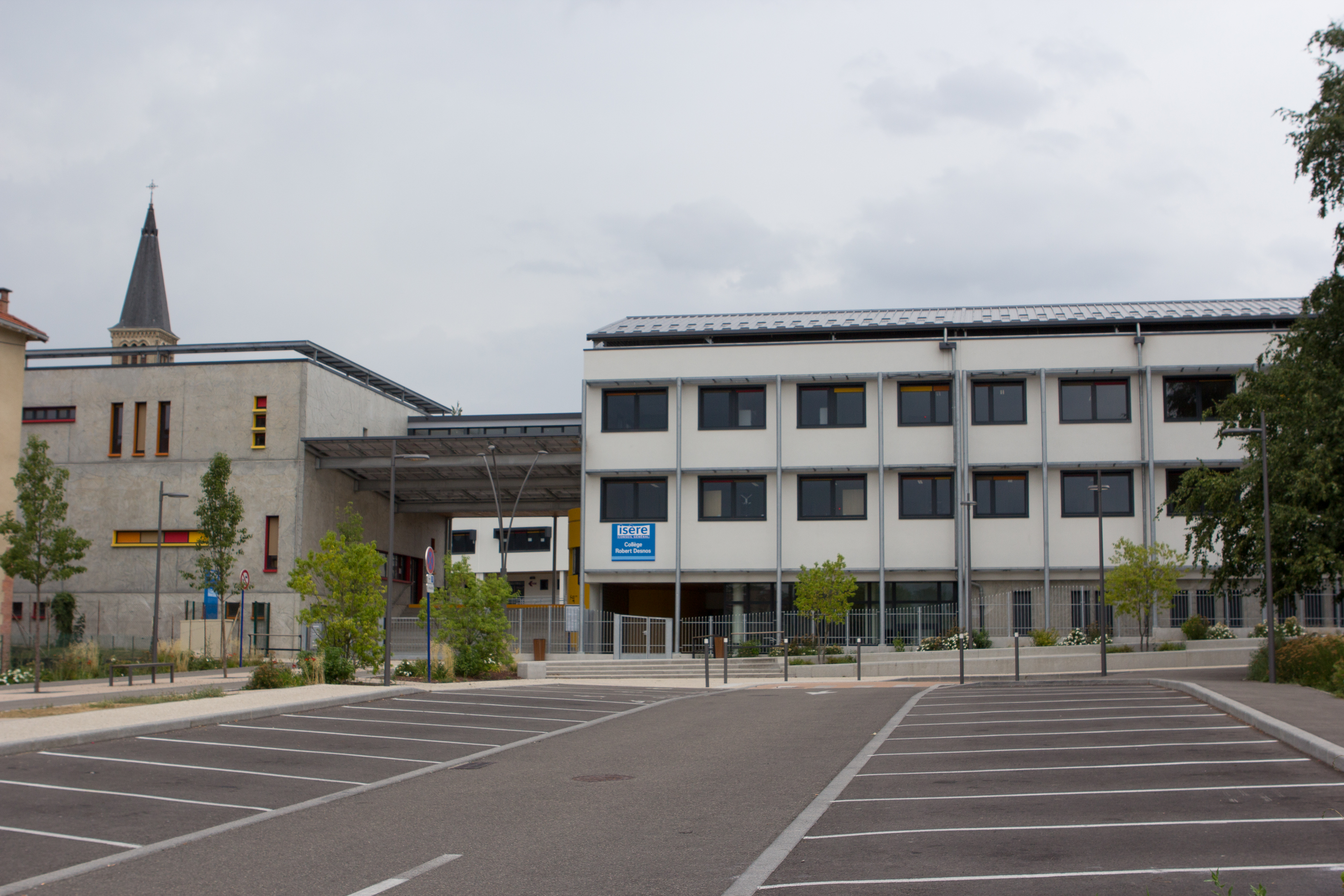
Le collège Robert Desnos.

### Manifestations culturelles et festivités

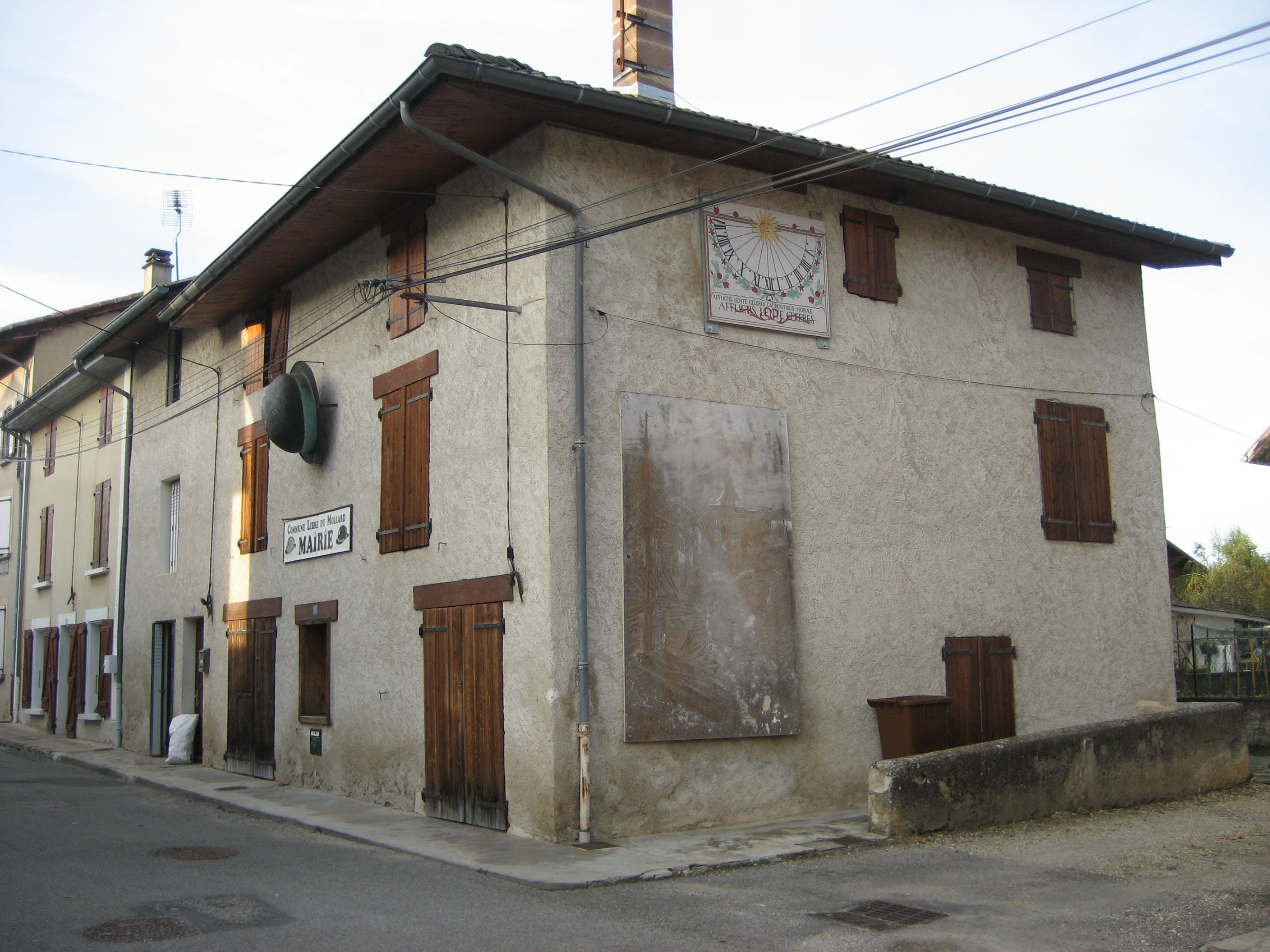
La mairie de la commune libre du Mollard.

La « Commune libre du Mollard » est une association loi de 1901 créée en 1946 qui anime « joyeusement » la vie culturelle et festive de Rives. Le président de l'association est le maire de la commune libre. Ses membres se font appeler les « Melons de Rives » en référence au chapeau melon qu'ils portent lors des cérémonies. À l'instar de nombreuses autres communes libres, celle du Mollard dispose d'un garde champêtre et d'un curé. Les principales activités de la Commune libre du Mollard sont : l'organisation de concours de jeux de société (belote, loto, etc.), d'une kermesse et d'un pucier. L'association participe au corso du 14 juillet, où elle dispose de son propre char. Elle procède chaque année, en septembre, aux vendanges et au pressage du vin de la Treille. L’association est très impliquée dans la vie locale par ses animations telles que le banquet des anciens ou la distribution de cadeaux aux très jeunes enfants de la ville en décembre. Sa devise est « Faire le bien en s'amusant ». Elle publie un petit journal trimestriel, le Petit communard, qui relate les activités de l'association et commente la vie locale.
Une fois par an, en février ou en mars, la ville de Rives organise un salon du livre.
Une maison des jeunes et de la culture, située à l'Orgère, propose de nombreuses activités à tous publics quels que soient les âges. Elle gère aussi le centre de loisirs sans hébergement des Trois Fontaines qui accueille les 4-12 ans pendant toutes les vacances scolaires. Elle organise également des camps d'adolescents (12-17 ans).

### Santé

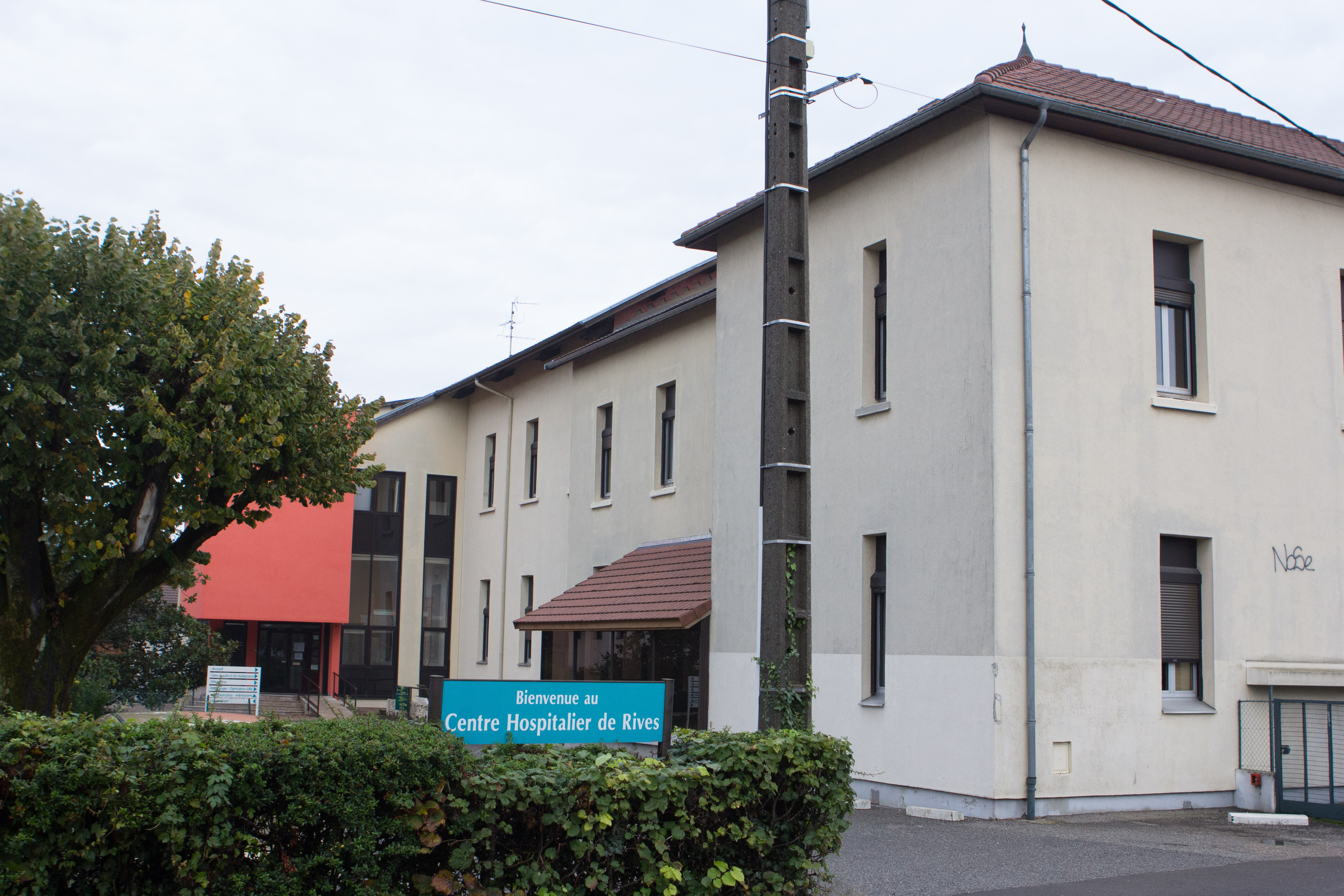
Le centre hospitalier de Rives.

La ville de Rives dispose d'un centre hospitalier d'une capacité de 252 lits et équipé d'un service de radiologie.
Outre les médecins exerçant à l'hôpital, sept autres médecins, deux ophtalmologues, une sage-femme, un gynécologue, huit chirurgien-dentistes, deux pharmacies, un cabinet de radiologie et un laboratoire d'analyses sont installés dans la commune,,,.

### Sports
La commune dispose de plusieurs structures sportives :
- un boulodrome situé au Mollard ;
- un gymnase intercommunal scolaire, un gymnase municipal et une salle de dojo (la salle Romuald-Geynet), proches des écoles et du collège à proximité de la place de la Libération ;
- un parcours de santé à proximité des étangs de la Cressonière et du Pont-du-Bœuf ;
- une piscine municipale à proximité du collège ;
- un stade d’athlétisme (le stade Charvet) et une piste d'athlétisme extérieure (la piste Serge-Vollerin), situés au Levatel ;
- quatre courts de tennis situés au Levatel ;
- une piste de skatepark, situé à Valfray, une autre route de la Liampre ;
- un terrain multisports, en gazon synthétique, de petite dimension pour la pratique du football, du basket, du volley et de la course-à-pied situé au Taillefer[80].

Sélection de vues des structures sportives de Rives.
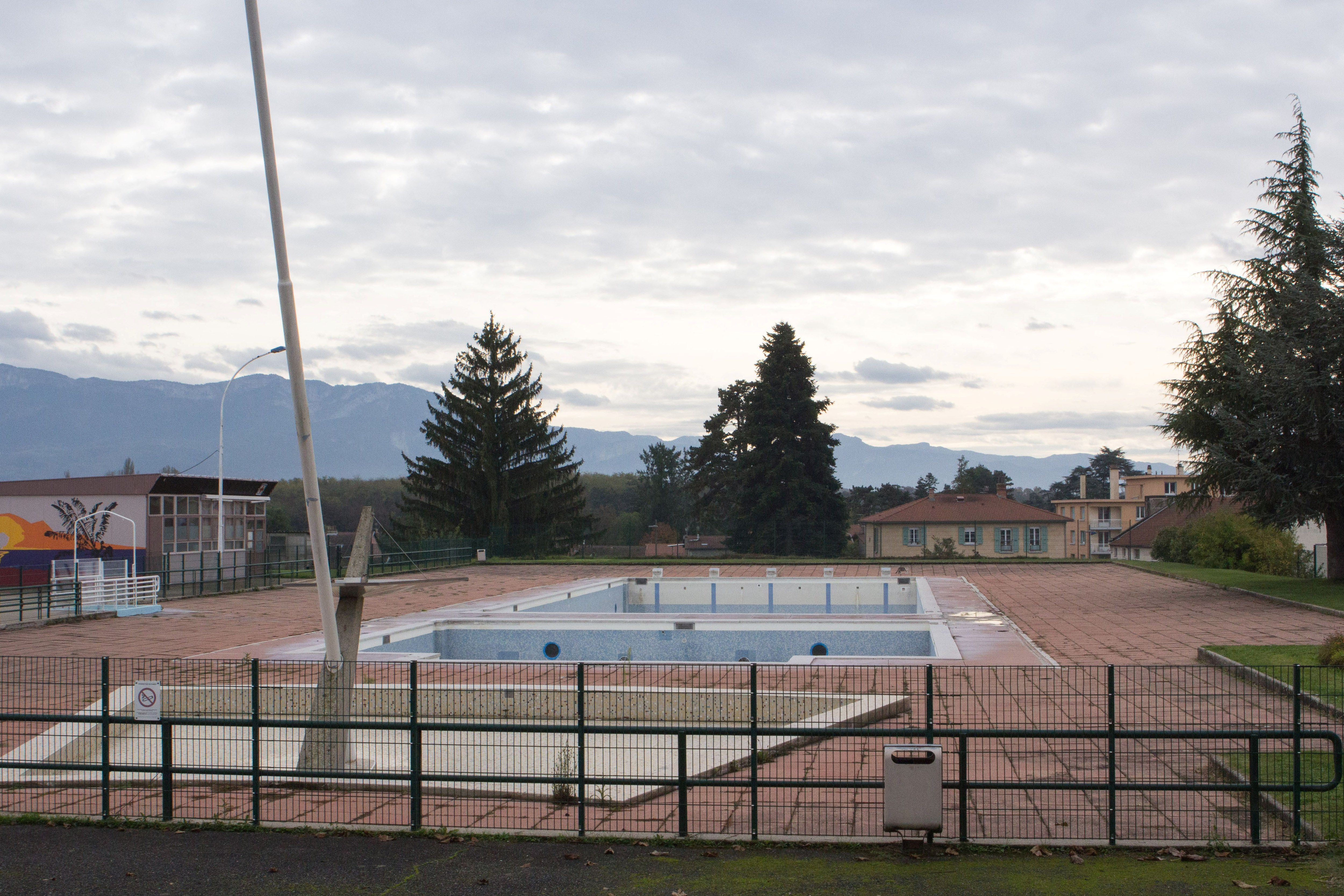
La piscine.
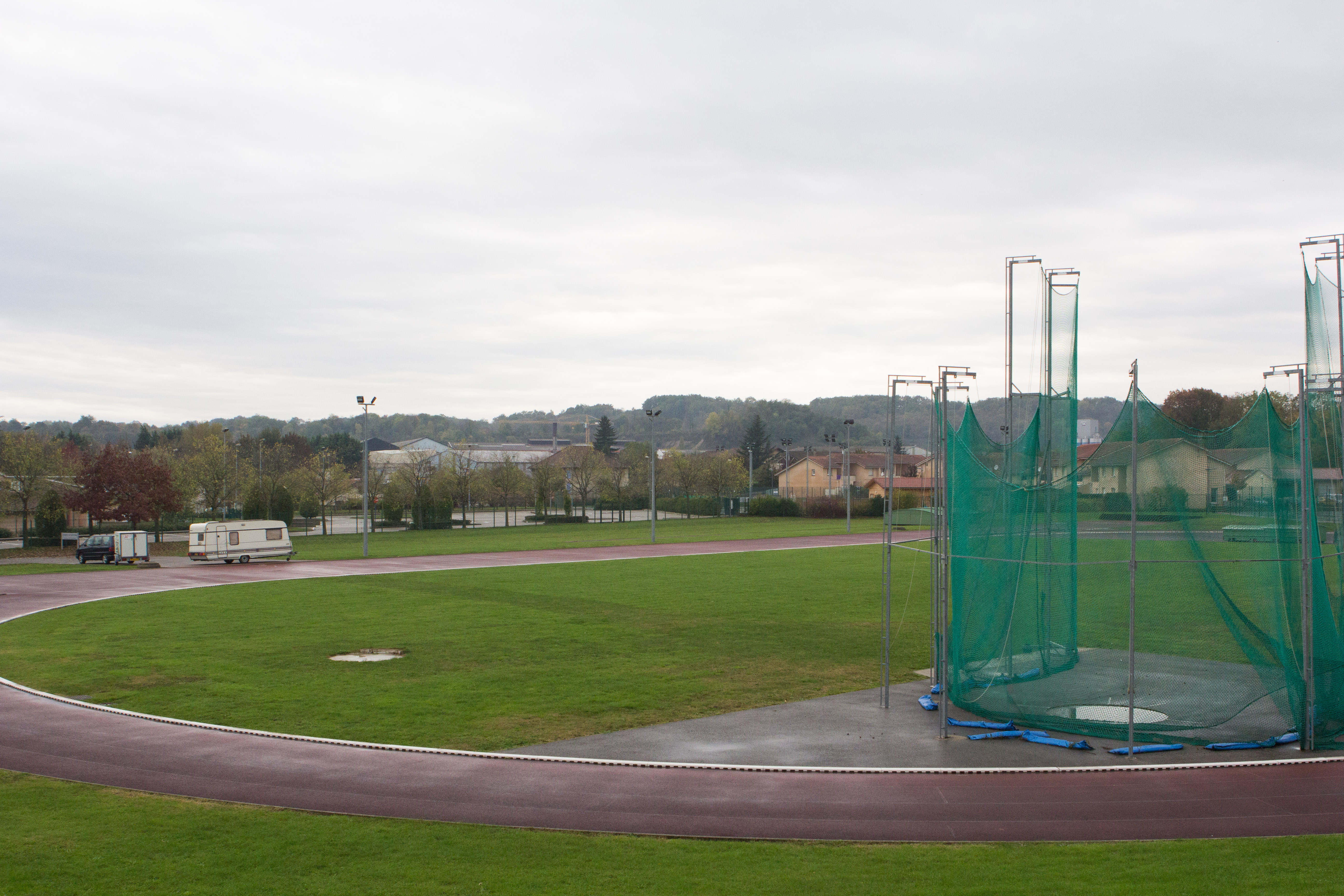
le stade d'athlétisme.
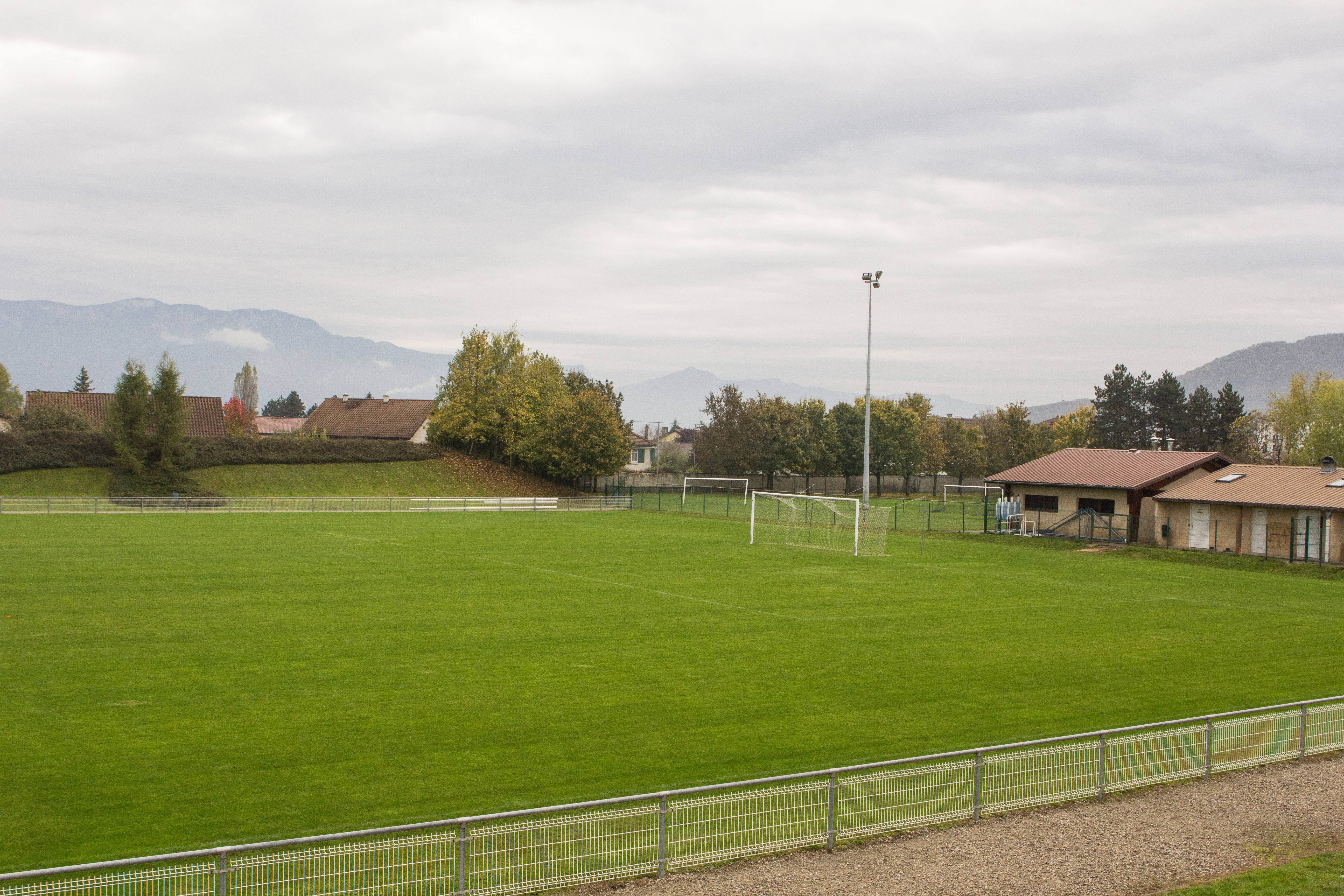
Le terrain de football du Levatel.
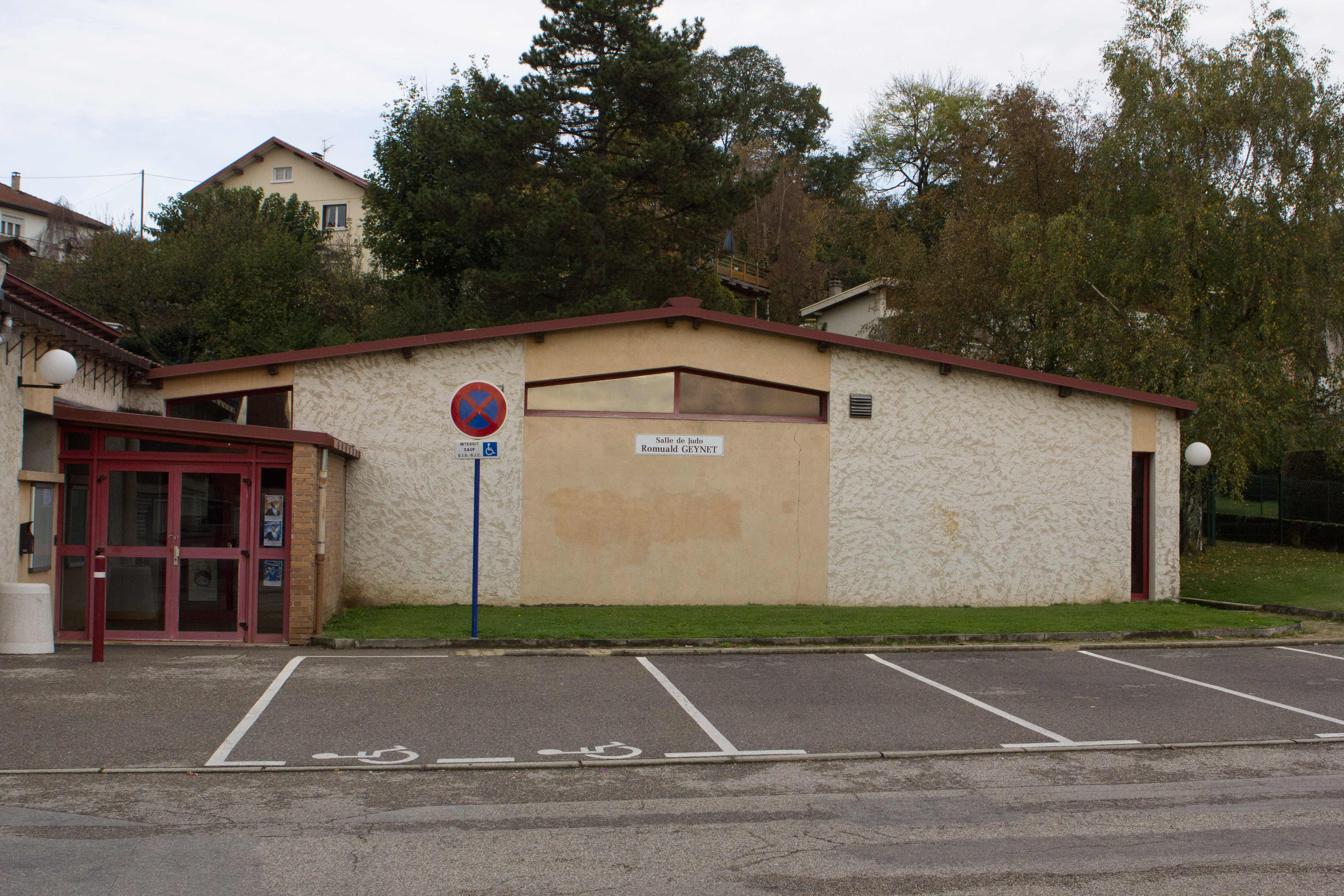
La salle de judo.
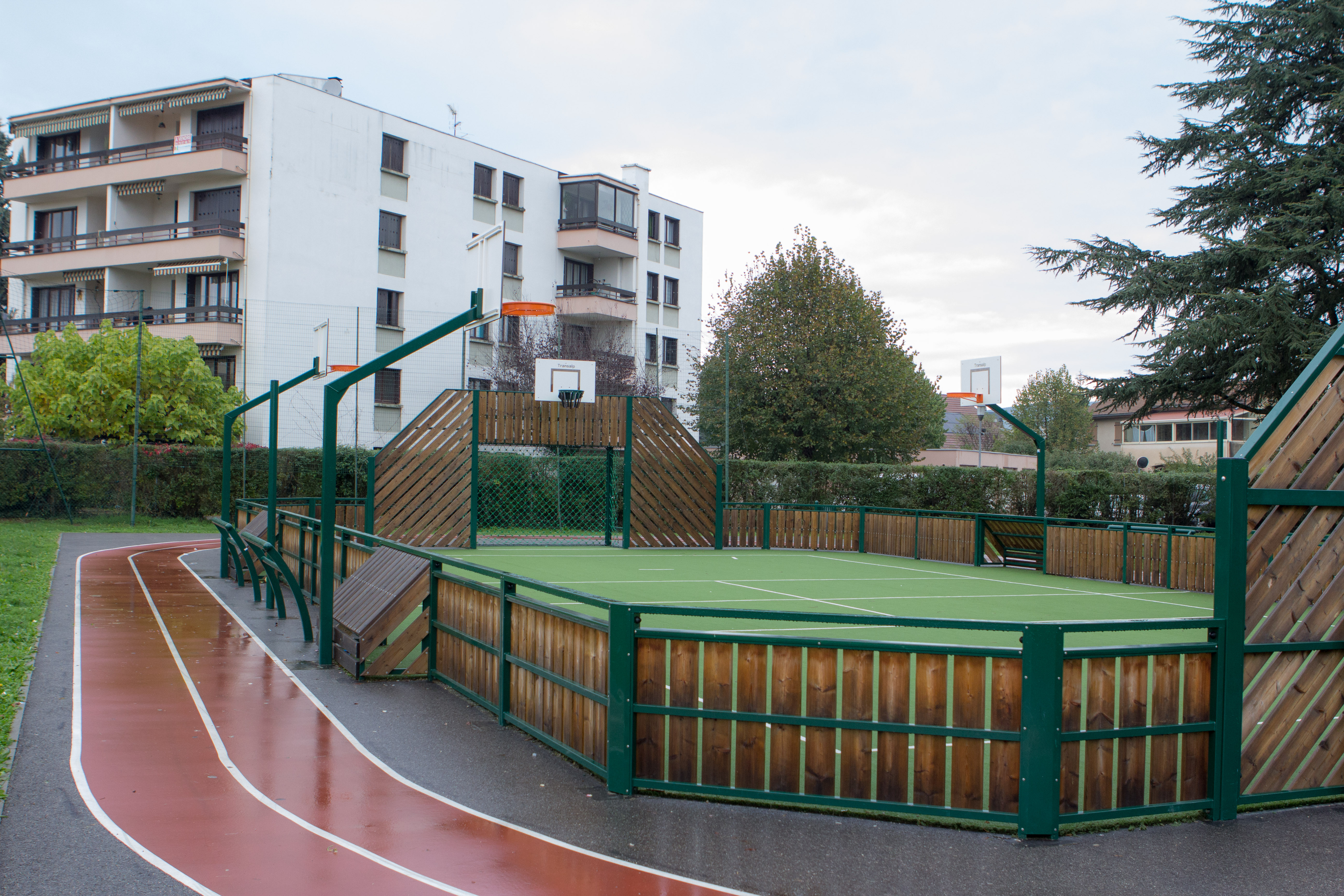
Le terrain multisports.

### Médias

#### Presse écrite
Le quotidien régional Le Dauphiné libéré, dans son édition locale Chartreuse et Sud-Grésivaudan, ainsi que l’hebdomadaire Les Affiches de Grenoble et du Dauphiné, relatent les informations locales.
L’information institutionnelle est assurée par plusieurs publications périodiques : le Journal de Rives, journal municipal d’information diffusé par la ville ; le journal du Pays Voironnais, magazine de la Communauté d'agglomération du Pays voironnais ; Isère Magazine, mensuel diffusé par le conseil général de l'Isère et le Rhône-Alpes, trimestriel diffusé par le conseil régional de Rhône-Alpes.

#### Télévision
La commune est en outre dans le bassin d’émission des chaînes de télévision France 3 Alpes (France 3 Grenoble) et de téléGrenoble Isère, ainsi que de la radio locale France Bleu Isère.

#### Téléphonie mobile
Bien que située en zone rurale, Le territoire de Rives ne possède quasiment aucune zone blanche où la couverture téléphonique ne serait pas assurée. On peut dénombrer six antennes du réseau 4G installées sur le territoire et appartenant à quatre opérateurs différents.
| Opérateurs       | 3G  | 4G  |
| ---------------- | --- | --- |
| Orange           | Oui | Oui |
| Bouygues Telecom | Oui | Oui |
| SFR              | Oui | Oui |
| Free             | Oui | Oui |

### Cultes
Le territoire de la commune de Rives fait partie de la paroisse catholique Sainte-Croix au sein du diocèse de Grenoble-Vienne. Le lieu de culte est l'église Saint-Valère.

## Économie

### Emplois, revenus et niveau de vie
En 2018, le nombre de ménages fiscaux était de 2 850 et le revenu disponible médian par ménage était de 21 320 € dans la commune contre une moyenne de 22 950 € au niveau départemental.
En 2018, la population âgée de 15 à 64 ans s'élevait à 4 082 personnes, parmi lesquelles on comptait 76,7 % d'actifs dont 67,5 % ayant un emploi et 9,2 % de chômeurs.
|                           | 2008 | 2008    | 2018 | 2018   |
| Nb.                       | %    | Nb.     | %    |        |
| Population active         | 2891 | 73,70 % | 3131 | 76,7 % |
| Actifs ayant un emploi    | 2628 | 67,0 %  | 2755 | 67,5 % |
| Chômeurs                  | 263  | 6,7 %   | 376  | 9,2 %  |
| Population inactive       | 1031 | 26,30 % | 951  | 23,3 % |
| Élèves, étudiants         | 353  | 9,0 %   | 355  | 8,7 %  |
| Retraités ou préretraités | 298  | 7,6 %   | 273  | 6,7 %  |
| Autres inactifs           | 380  | 9,7 %   | 327  | 8 %    |
| Total                     | 3922 | 100%    | 4082 | 100%   |

On comptait 2 319 emplois dans la zone d'emploi en 2018, contre 2 621 en 2008. Le nombre d'actifs ayant un emploi résidant dans la zone d'emploi étant de 2 777, l'indicateur de concentration d'emploi est de 83,5 %, ce qui signifie que la zone d'emploi offre un peu moins d'un emploi pour un habitant actifs. Ainsi, 23,9 % des actifs de 15 ans ou plus ayant un emploi et résidant à Rives travaillent dans une commune extérieure.

### Secteurs d'activité

#### Entreprises et commerces
Au 31 décembre 2019, Rives comptait 545 établissements dont : 
- 37 dans l'industrie manufacturière, les industries extractives et autres ;
- 97 dans la construction ;
- 140 dans le commerce de gros et de détail, les transports, l'hébergement et la restauration ;
- 12 dans l'information et la communication ;
- 19 dans les activités financières et d'assurance ;
- 27 dans les activités immobilières ;
- 76 dans les activités spécialisées, scientifiques et techniques et activités de services administratifs et de soutien ;
- 19 dans l'administration publique, enseignement, santé humaine et action sociale
- 58 dans d'utres activités de services ; .

En 2020, 75 entreprises ont été créées à Rives, dont 66 sont des entreprises individuelles.
Les sociétés industrielles suivantes sont installées sur le territoire de la commune :
- Allimand (fabrication de machines pour l'industrie papetière);
- Lippi Fortex (grillages);
- Ateliers & Laminoirs de Rives (depuis 1810, groupe Experton, puis groupe Forlam), 170 p.

La commune a longtemps été le siège des Papeteries de Rives, jusqu'à leur fermeture en 2011.
Le centre-ville comporte de nombreux commerces alimentaires et autres, des banques, des agences d'assurances, des agences immobilières, des coiffeurs, etc. La plupart de ces commerces se situent essentiellement sur l'axe principal, le long de la rue de la République. Ainsi qu'un supermarché Carrefour Market et une supérette Casino.

Sélection de vues de commerces et d'entreprises de Rives
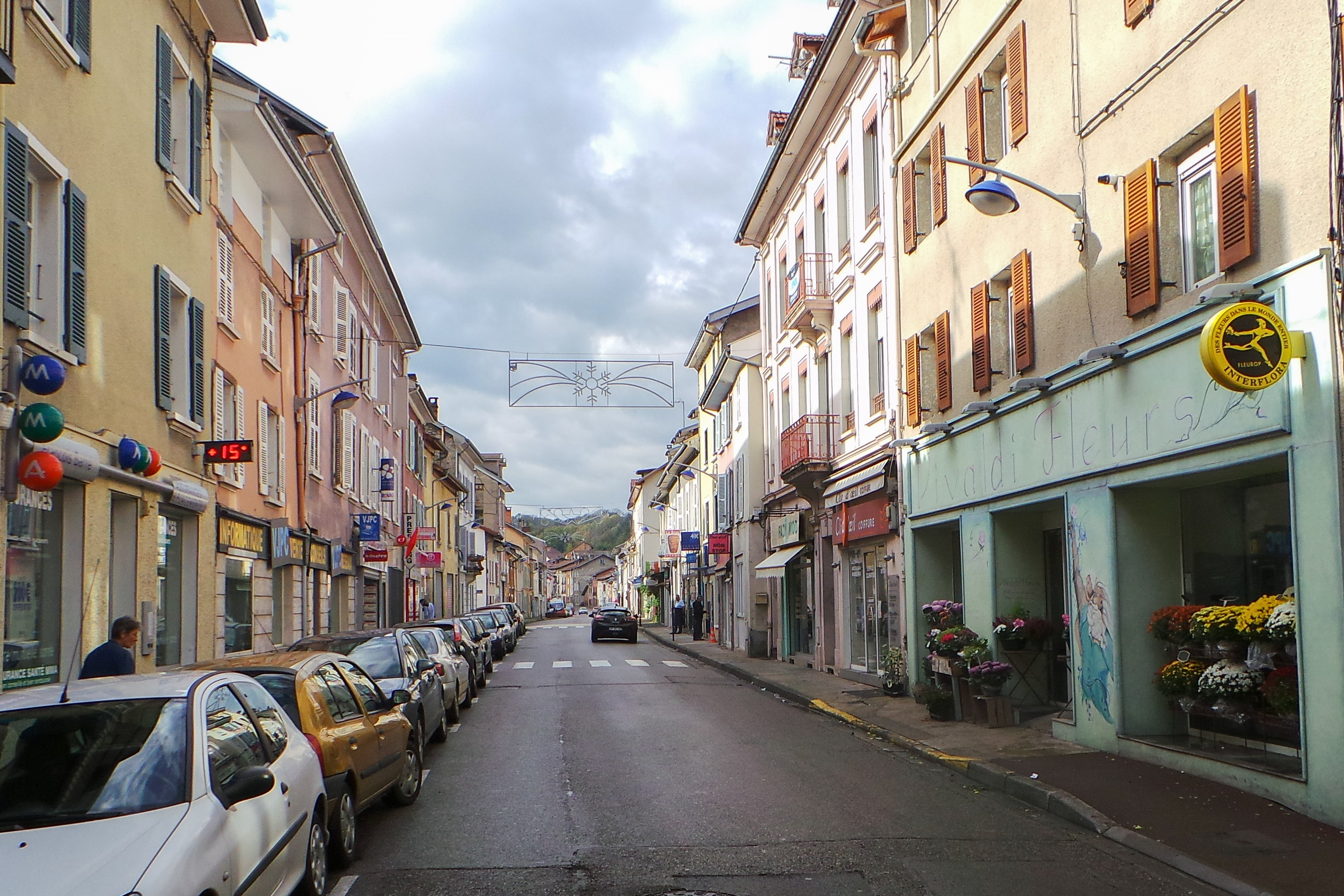
Commerces de la rue de la République.
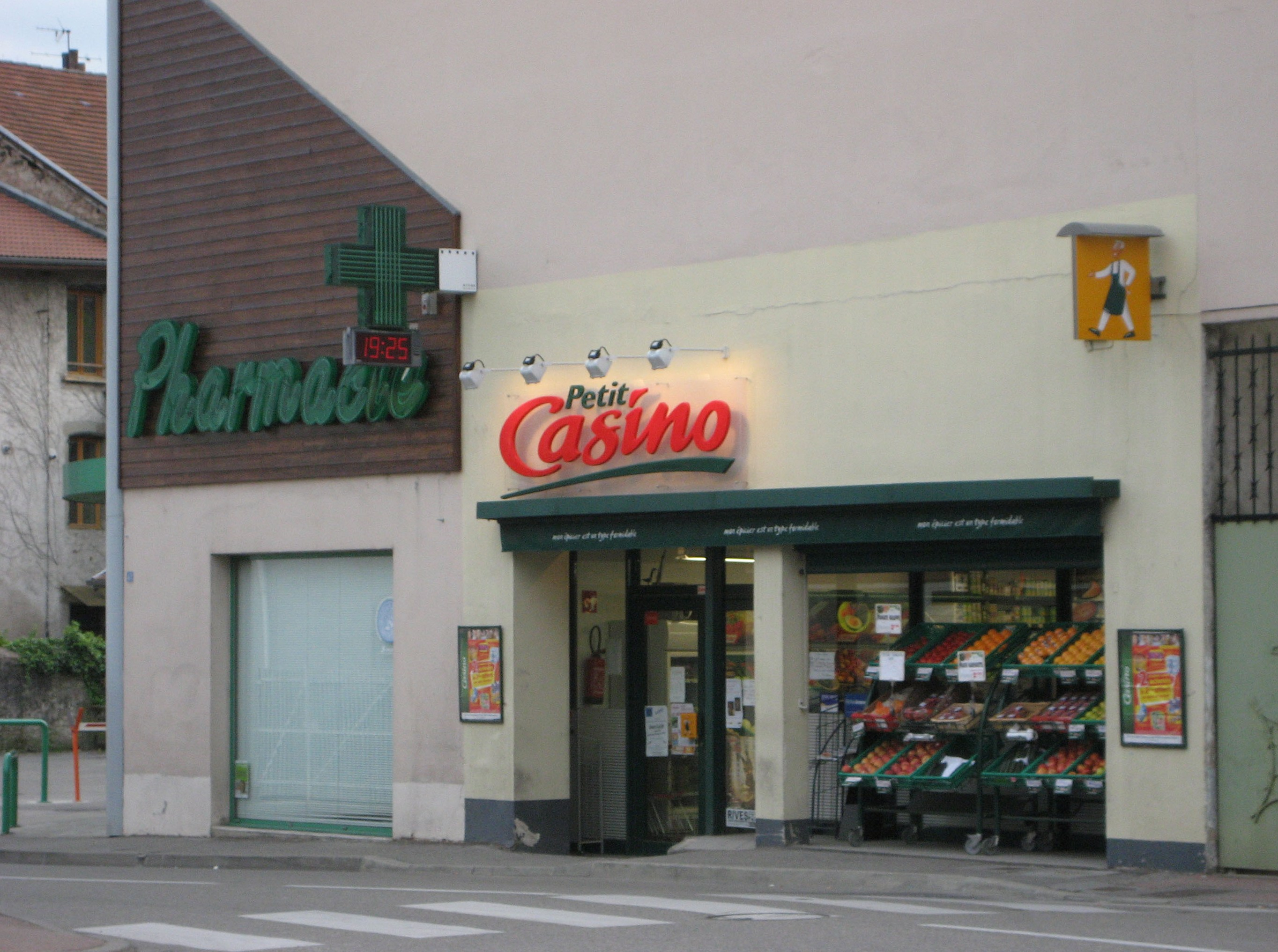
La supérette du centre-ville.
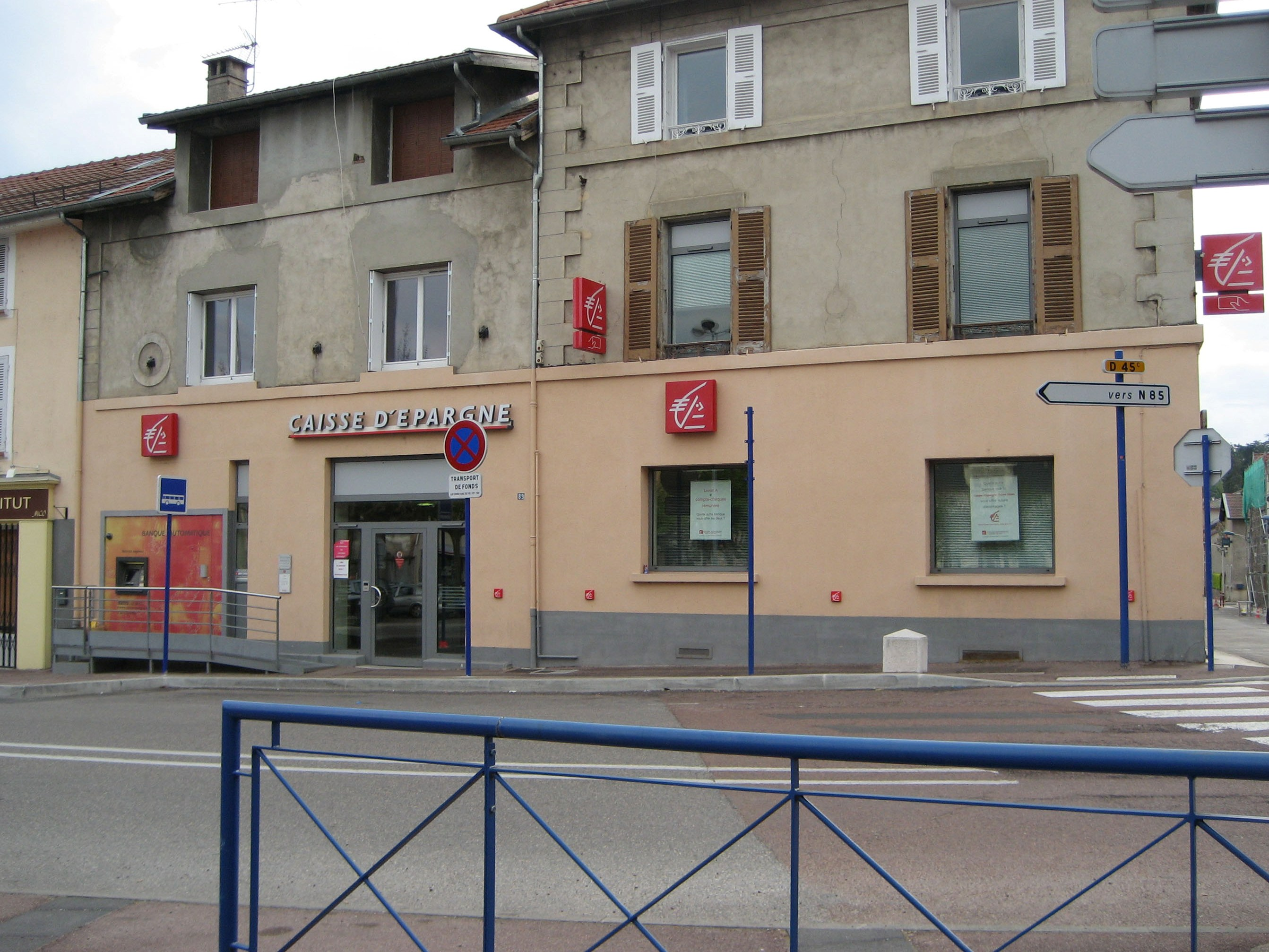
Agence bancaire de la Caisse d'Épargne.
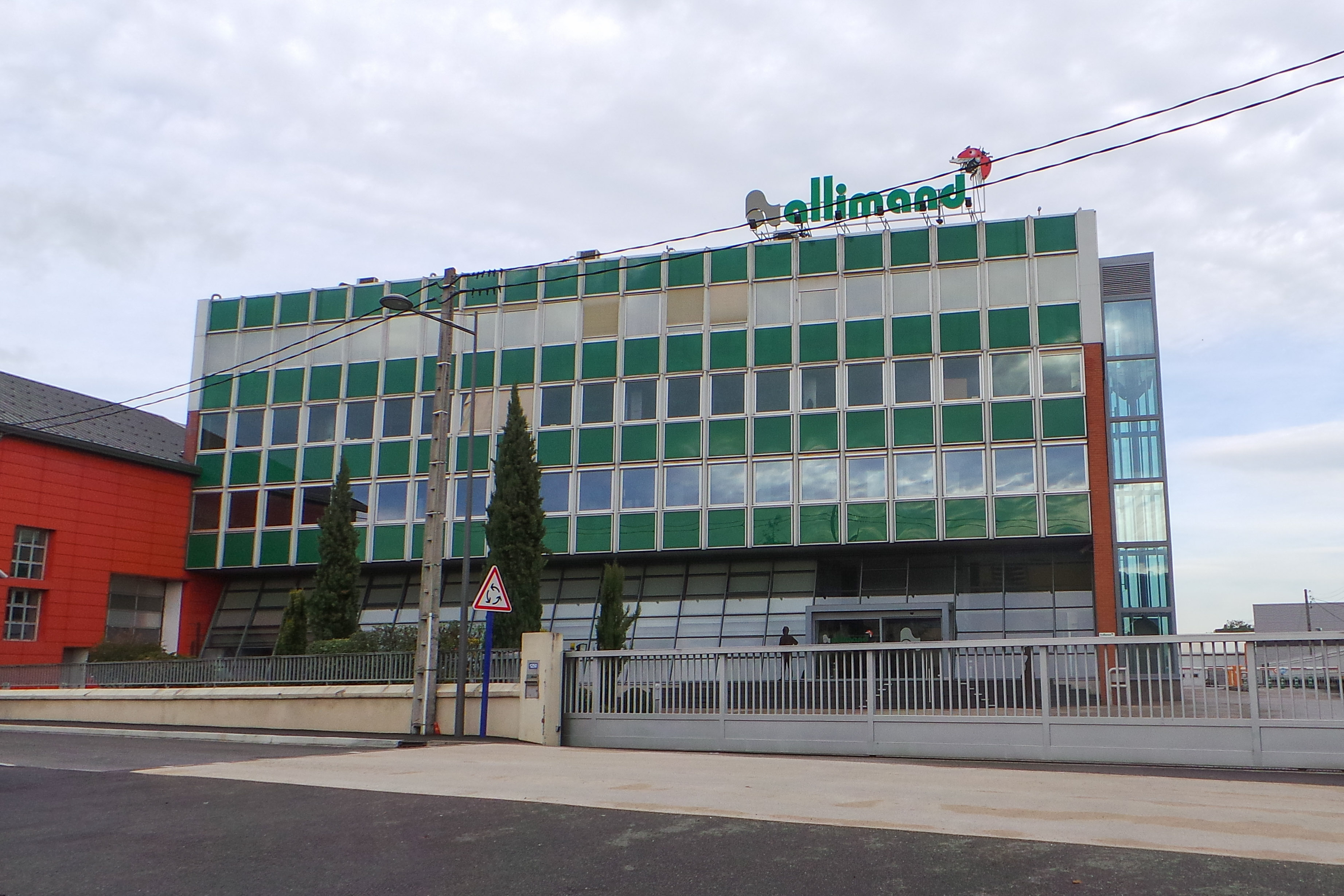
L'entreprise Allimand.

Rives compte également une zone artisanale d'activité, Les Trois fontaines, située à l'entrée est de la ville.

#### Agriculture
La commune est située dans la petite région agricole dénommée le « Bas-Dauphiné ». En 2010, l'orientation technico-économique de l'agriculture sur la commune sont les granivores mixtes.
Le tableau ci-dessous présente les principales caractéristiques des exploitations agricoles de Rives, observées sur une période de 22 ans : 
|                                         | 1988                 | 2000                 | 2010                 |
| Dimension économique                    | Dimension économique | Dimension économique | Dimension économique |
| --------------------------------------- | -------------------- | -------------------- | -------------------- |
| Nombre d’exploitations (u)              | 20                   | 11                   | 10                   |
| Travail (UTA)                           | 21                   | 16                   | 12                   |
| Surface agricole utilisée (ha)          | 376                  | 390                  | 372                  |
| Cheptel (u)                             | 648                  | 520                  | 568                  |
| Cultures                                |                      |                      |                      |
| Superficies en terres labourables (ha)  | 171                  | 219                  | 19                   |
| Superficie en cultures permanentes (ha) | 8                    | s                    | s                    |
| Superficie toujours en herbe (ha)       | 198                  | 167                  | 174                  |
| Céréales (ha)                           | 114                  | 128                  | 106                  |
| dont blé tendre (ha)                    | 42                   | 58                   | 54                   |
| dont maïs-grain et maïs-semence (ha)    | 56                   | 40                   | 38                   |
| Tournesol (ha)                          | s                    | s                    | 41                   |
| Colza et navette (ha)                   | 14                   | s                    | s                    |

Rives est une des communes d'un secteur de vignobles pouvant revendiquer le label IGP « Coteaux-du-grésivaudan », comme la plupart des communes de la moyenne vallée de l'Isère (Grésivaudan et cluse de Voreppe).

## Culture locale et patrimoine

### Lieux et monuments

#### Patrimoine naturel
- La motte castrale de la Poype, du XIe siècle[90].
- Les étangs la Cressonière et du Pont-du-Bœuf, le long de la Fure.
- La parc de l'Orgère.
- Le parc du Temps des Cerises.
- Le parc Valfray.

#### Patrimoine religieux
- L'ancienne église du prieuré Saint-Vallier datant du XIIe siècle[90], située dans le quartier du Mollard. Après l’inauguration de la nouvelle église, l'édifice est utilisé comme cinéma ou théâtre dans les années 1940 et sert aussi à diverses activités culturelles ou associatives. Il est actuellement occupé par un facteur d'orgue[91],[92].
- L'église Saint-Valère de Rives, datant de la fin du XIXe siècle, construite par l'architecte Alfred Berruyer[90],[92].
- La chapelle des Papeteries (ou Chapelle Blanchet), située au Bas-Rives, construite en 1847 par la famille Blanchet sous la direction de l'architecte Alfred Berruyer. Elle est rénovée en 2006.
- La chapelle russe dans le cimetière communal de Rives.

Sélection de vues du patrimoine religieux de Rives.
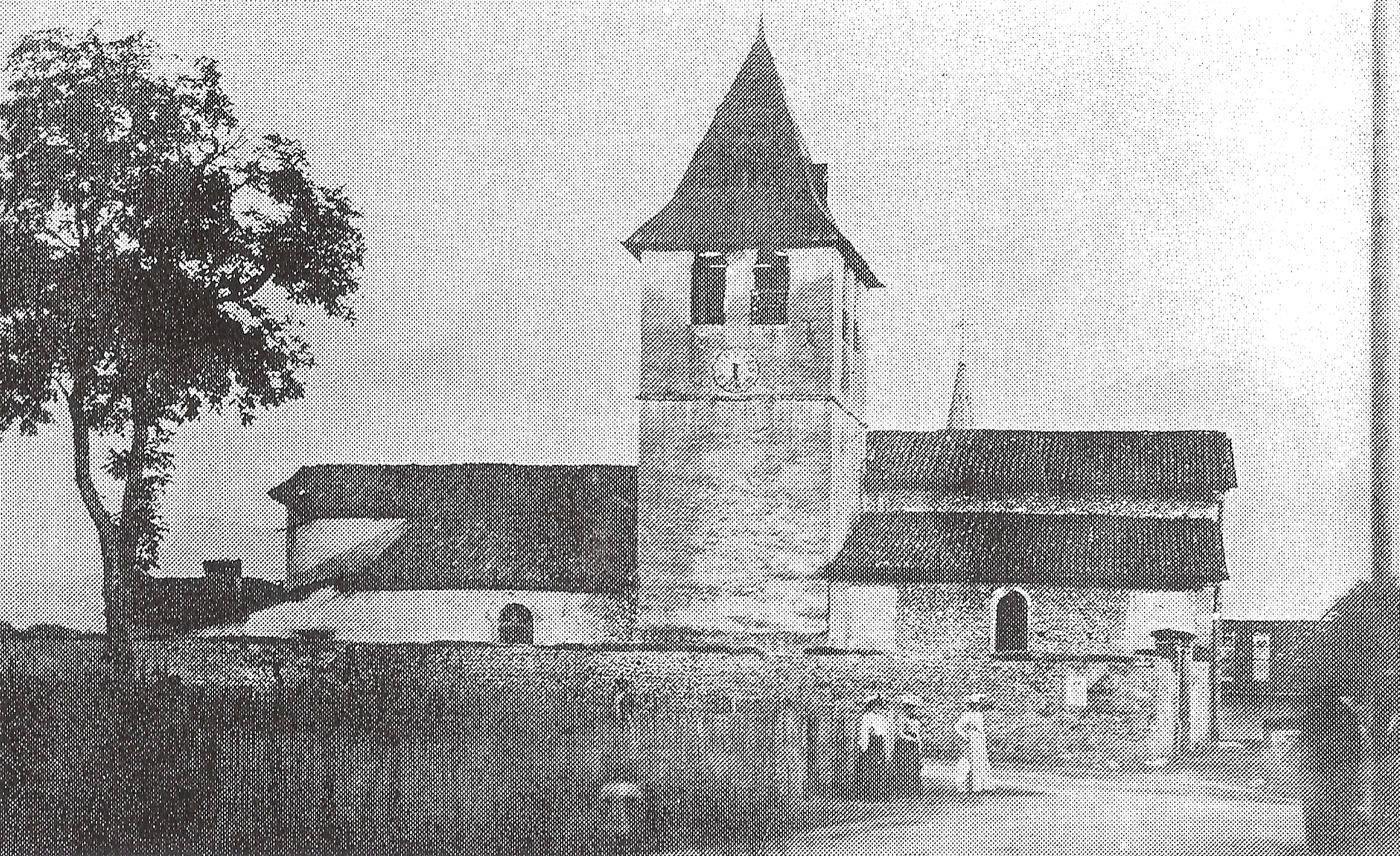
Le prieuré Saint-Vallier au début du XXe siècle.
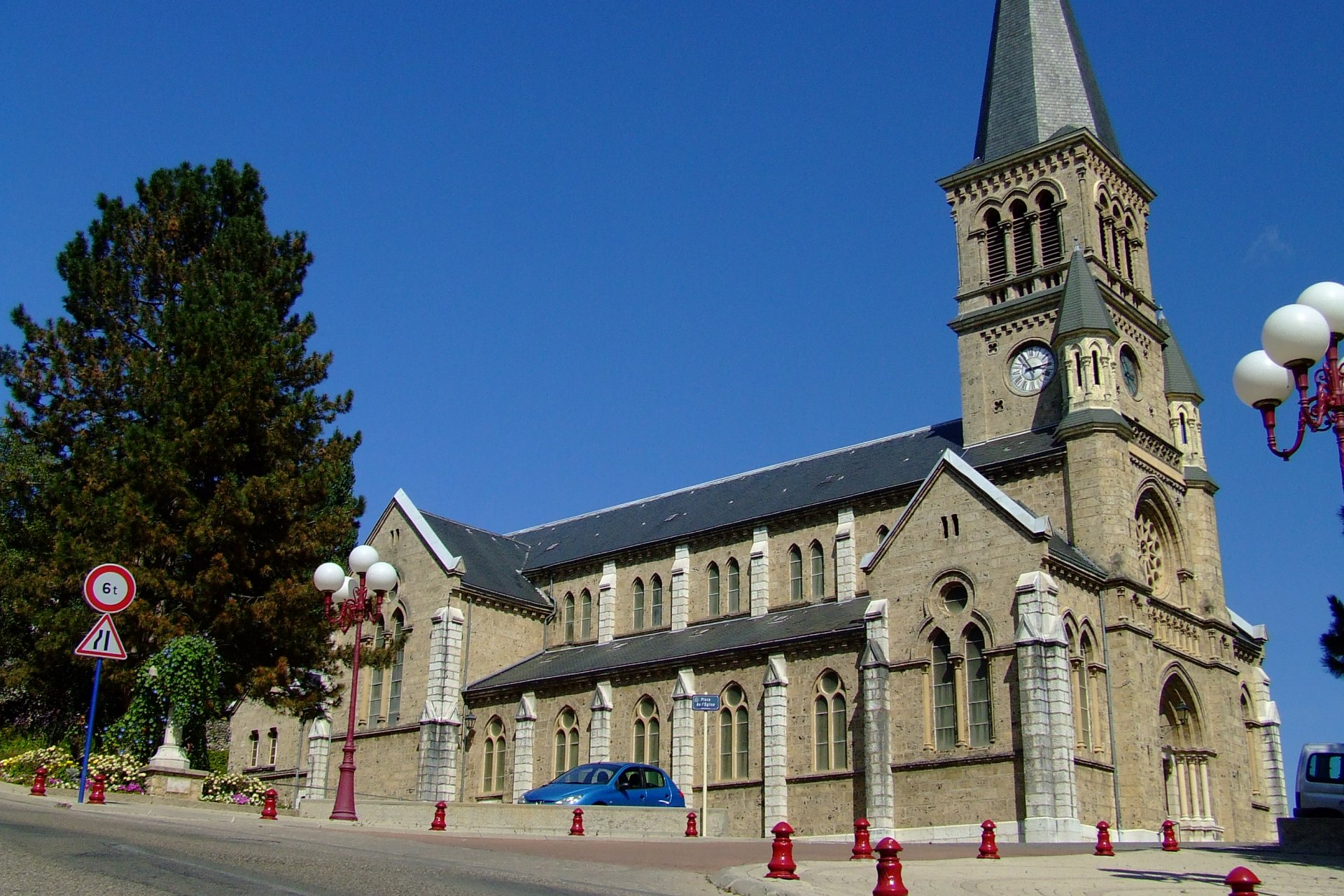
L'église Saint-Valère.
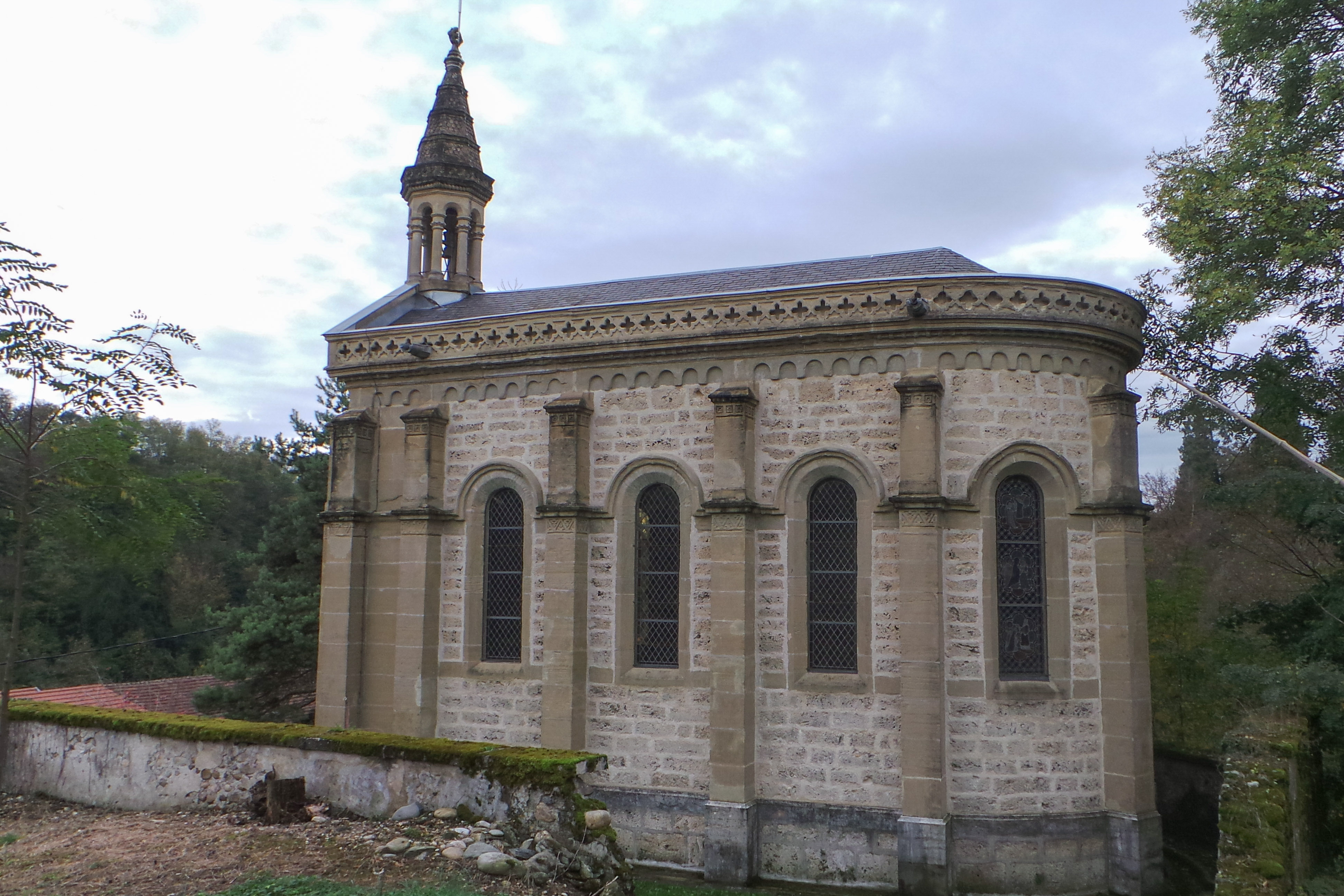
La chapelle des Papeteries.

#### Châteaux et maisons bourgeoises
- Les ruines d'un ancien château féodal du XIe siècle[90] dit « Tour de Louis XI » sur la motte de Rives, cité depuis le XIe siècle avec sa chapelle, ruiné sous Louis XIII.
- Châteaubourg, ancien manoir des seigneurs de Rives jusqu'à la Révolution, construit au cours du XVIe siècle à proximité des ruines de l'ancien château de la Poype. L'édifice a été restauré en 1968[91].
- Le château de la Papeterie[90], dans le site des anciennes papeteries du Bas-Rives[93].
- Le château de l'Orgère, ou château des Russes, situé au centre-ville, construit en 1912 par Joseph Monin un négociant en bois et charbon de Rives[94],[95].
- Le château de la Glacière[90], rue Alfred Buttin.
- Le château des Murailles, rue Didier Kléber.
- Le château de la Chana, rue Alfred Buttin.
- La maison Blanc, sise au 117 de l'avenue Jean-Jaurès, construite en 1862 par François Blanc, maître tailleur de pierre et compagnon du tour de France. C'est l'ancienne demeure de la famille Blanc, famille d'entrepreneurs de travaux publics de Rives[96].

Sélection de vues des châteaux et maisons bourgeoises de Rives.
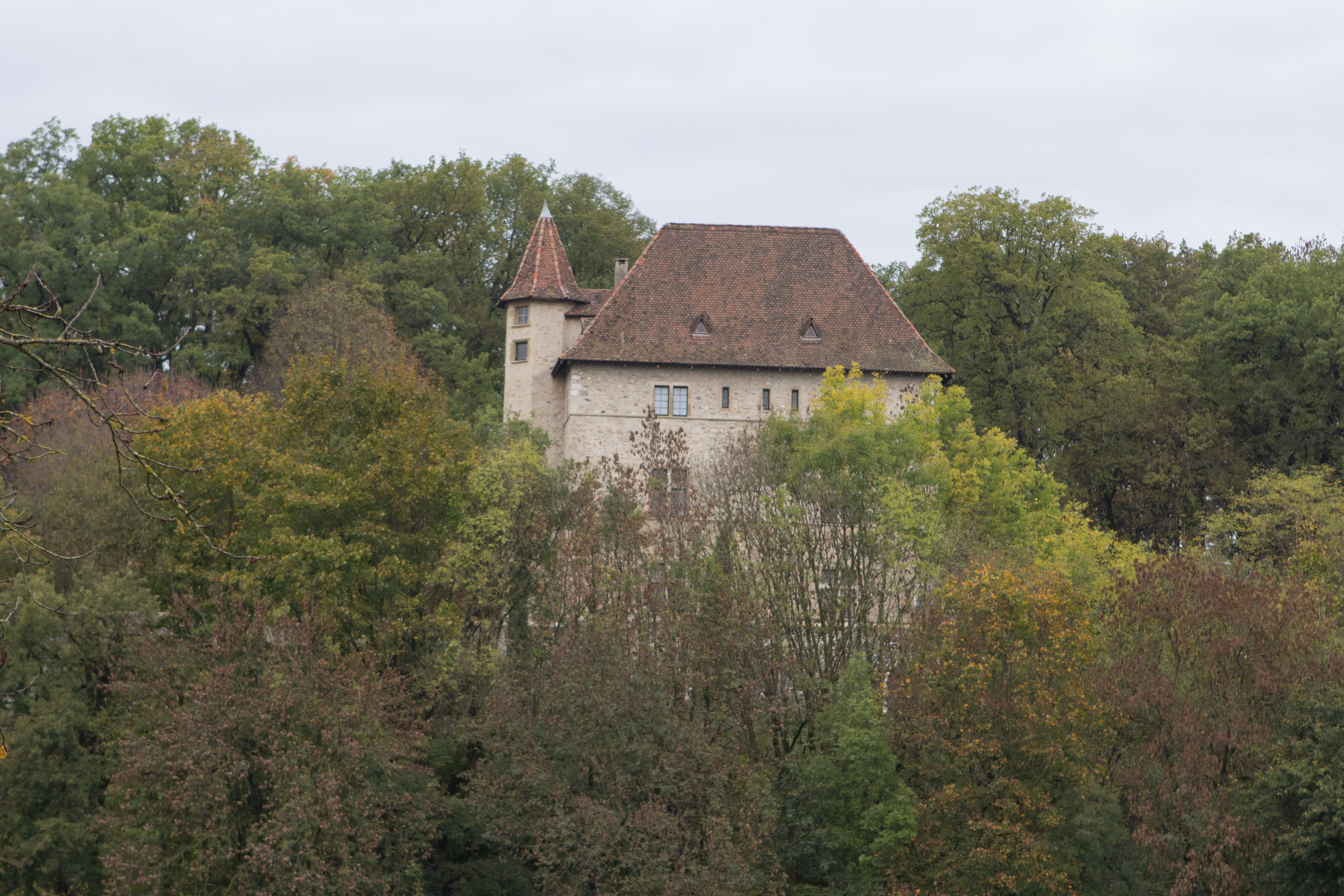
Châteaubourg
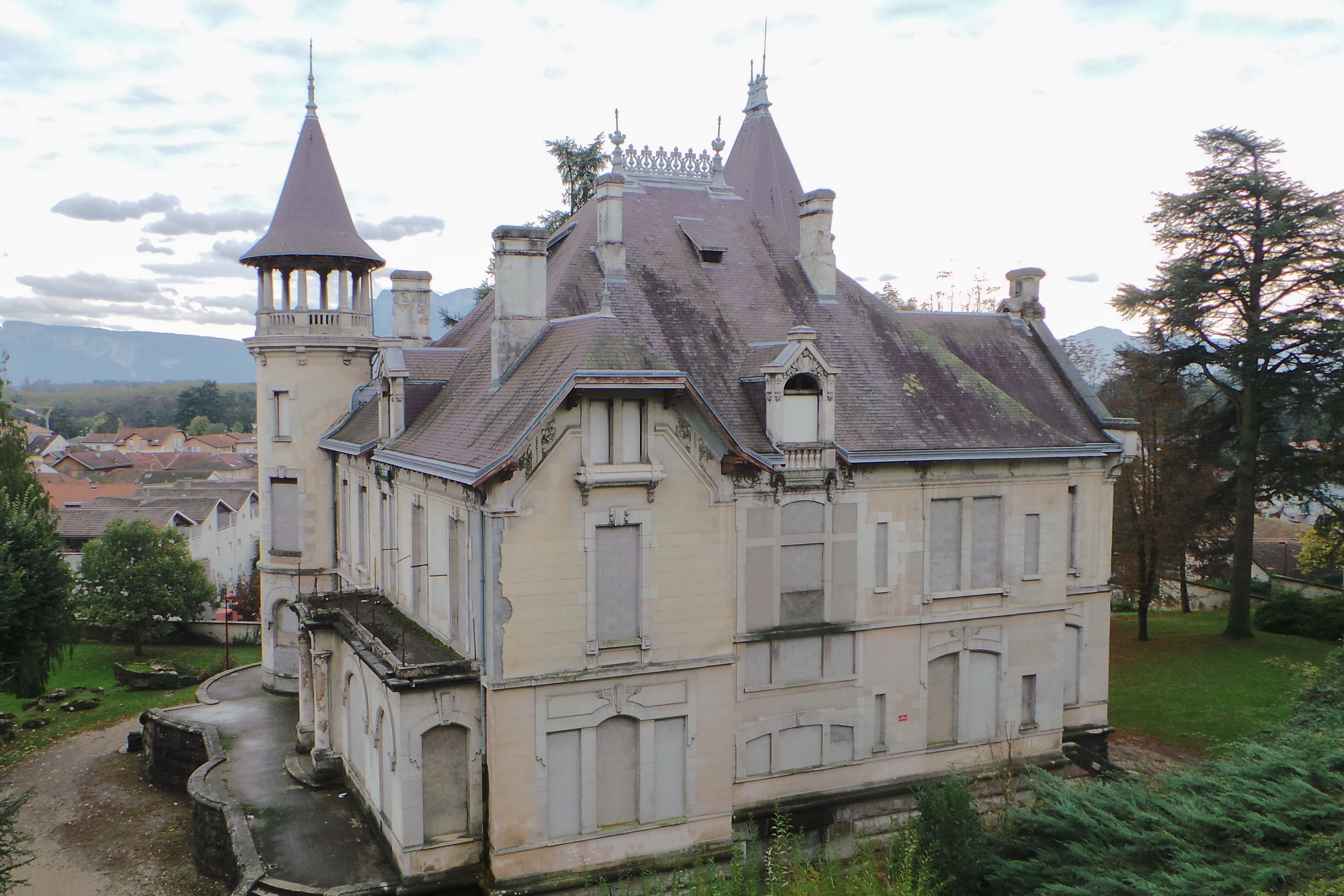
Le château de l'Orgère.
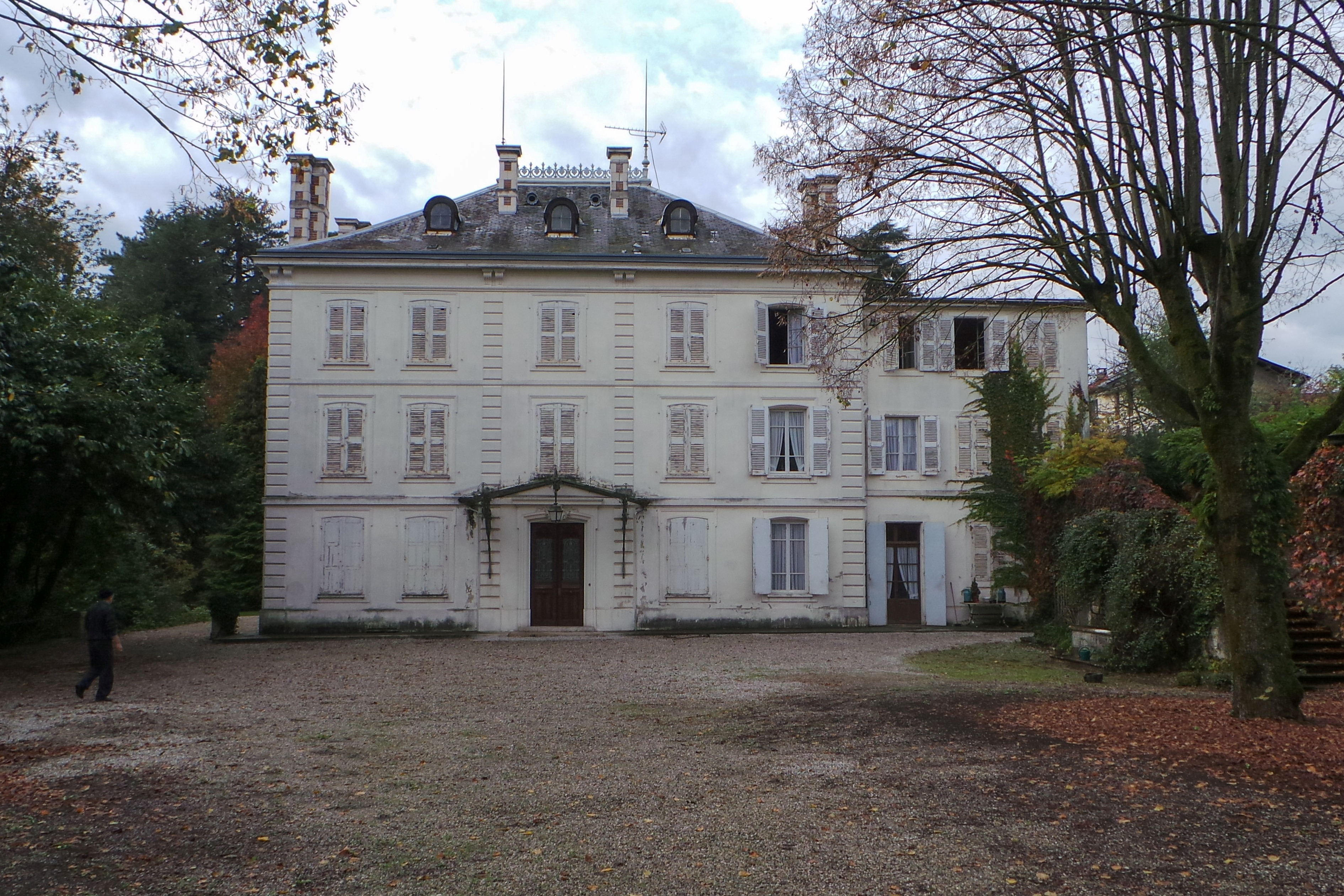
Château de la Chana.
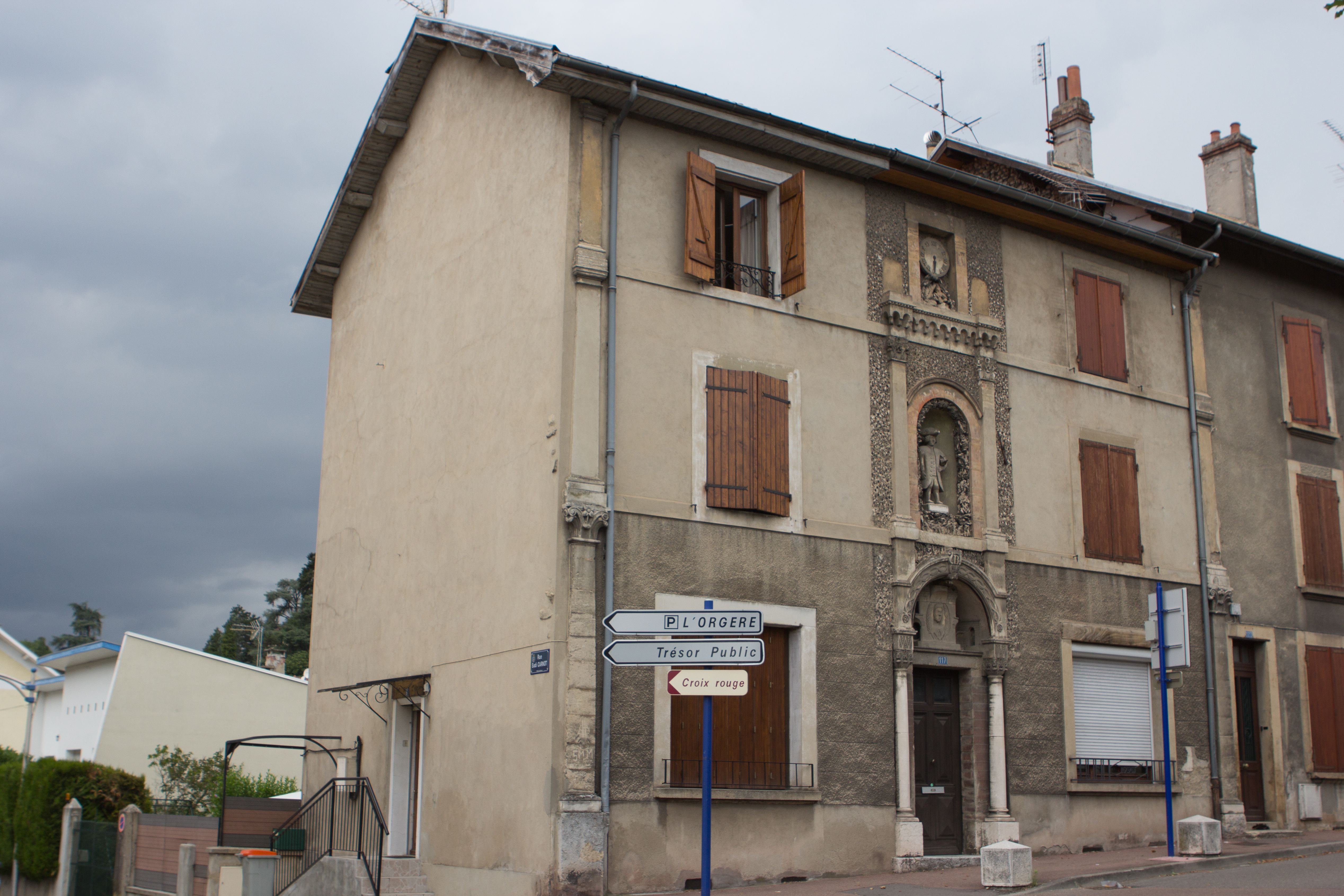
La maison Blanc.

#### Patrimoine industriel
- La papeterie de la Poype.
- La papeterie du Bas-Rives.
- La papeterie de la Liampre.
- La papeterie du Gûa.

Sélection de vues des anciennes papeteries de Rives.
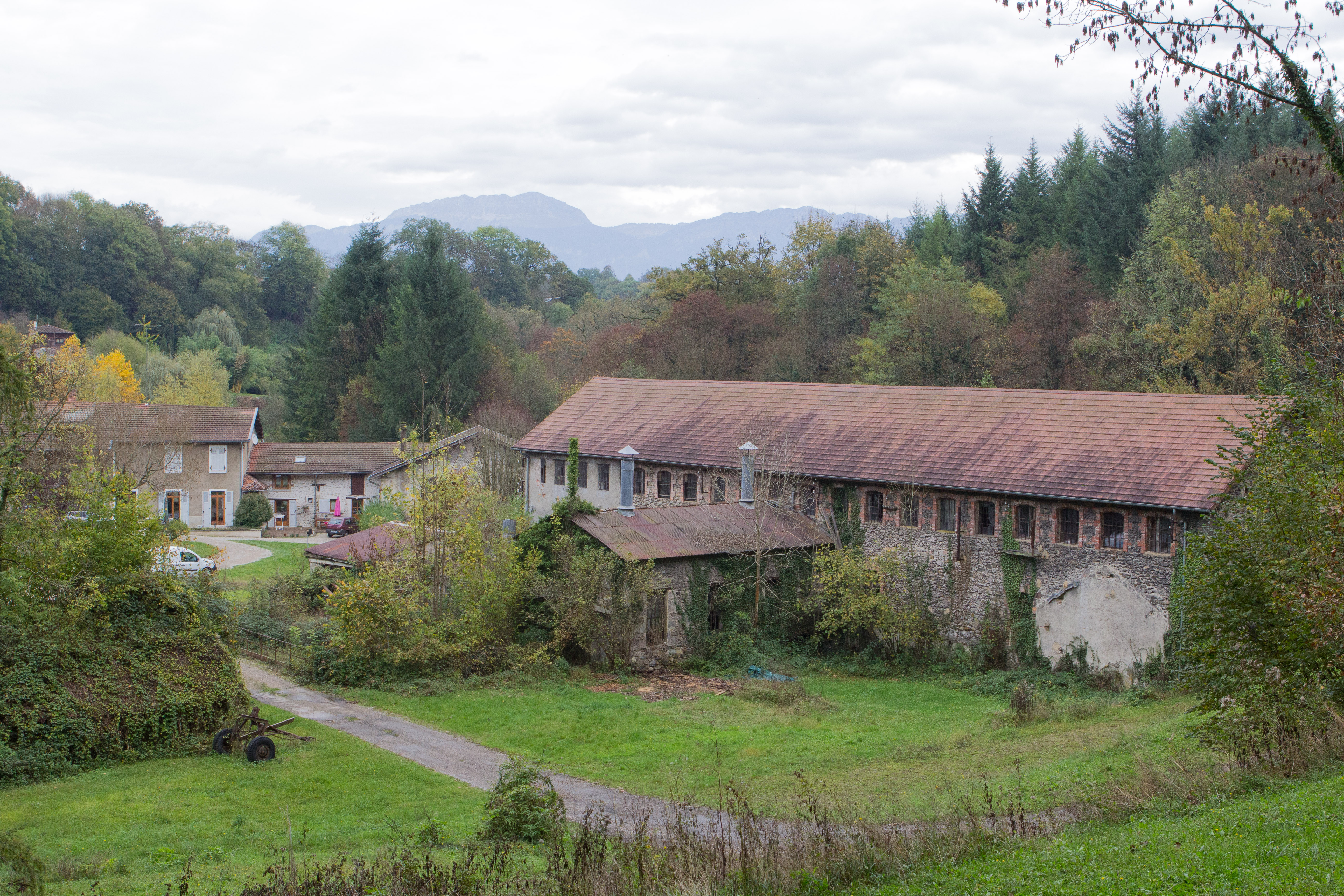
La papeterie de la Poype.
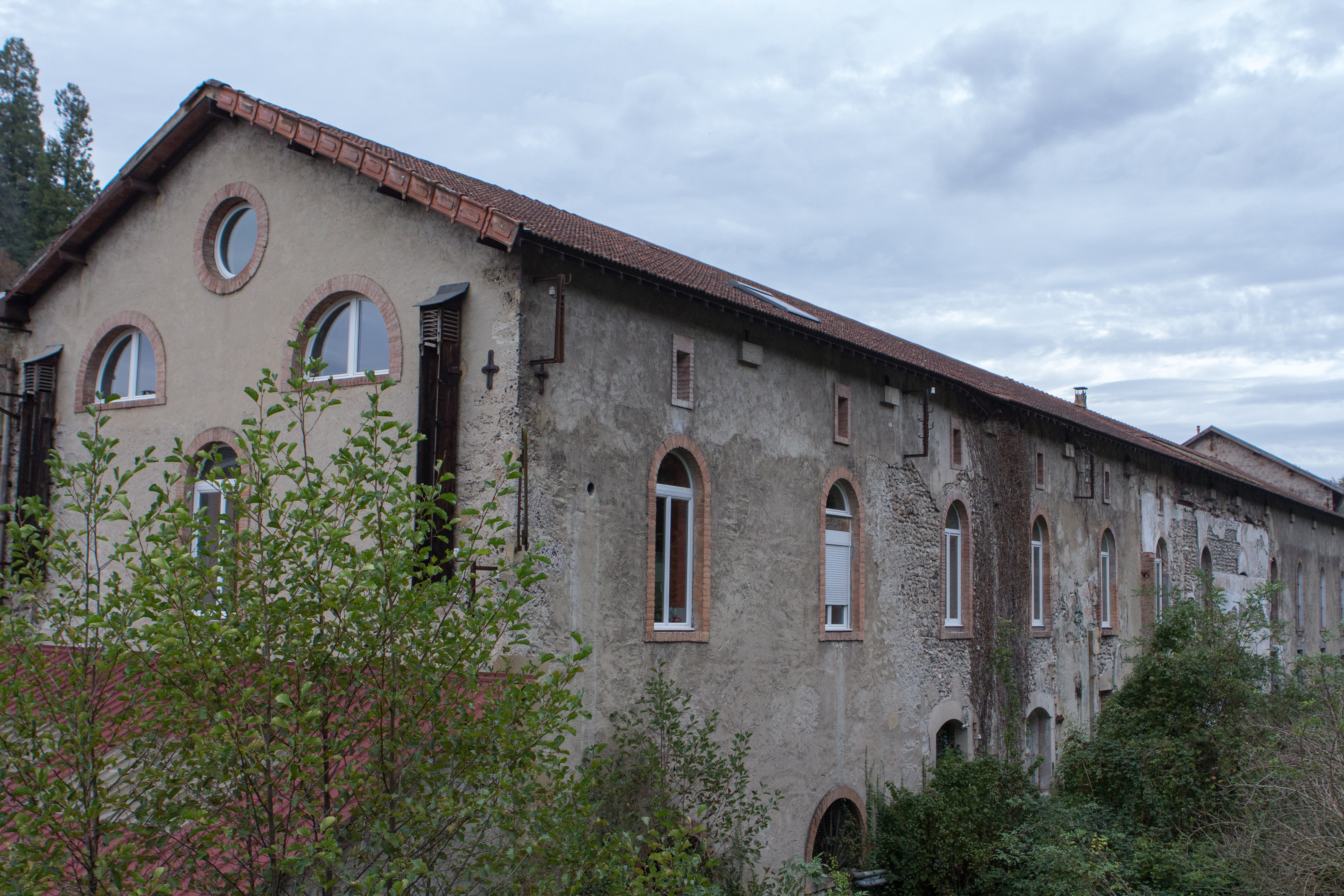
La papeterie du Bas-Rives.
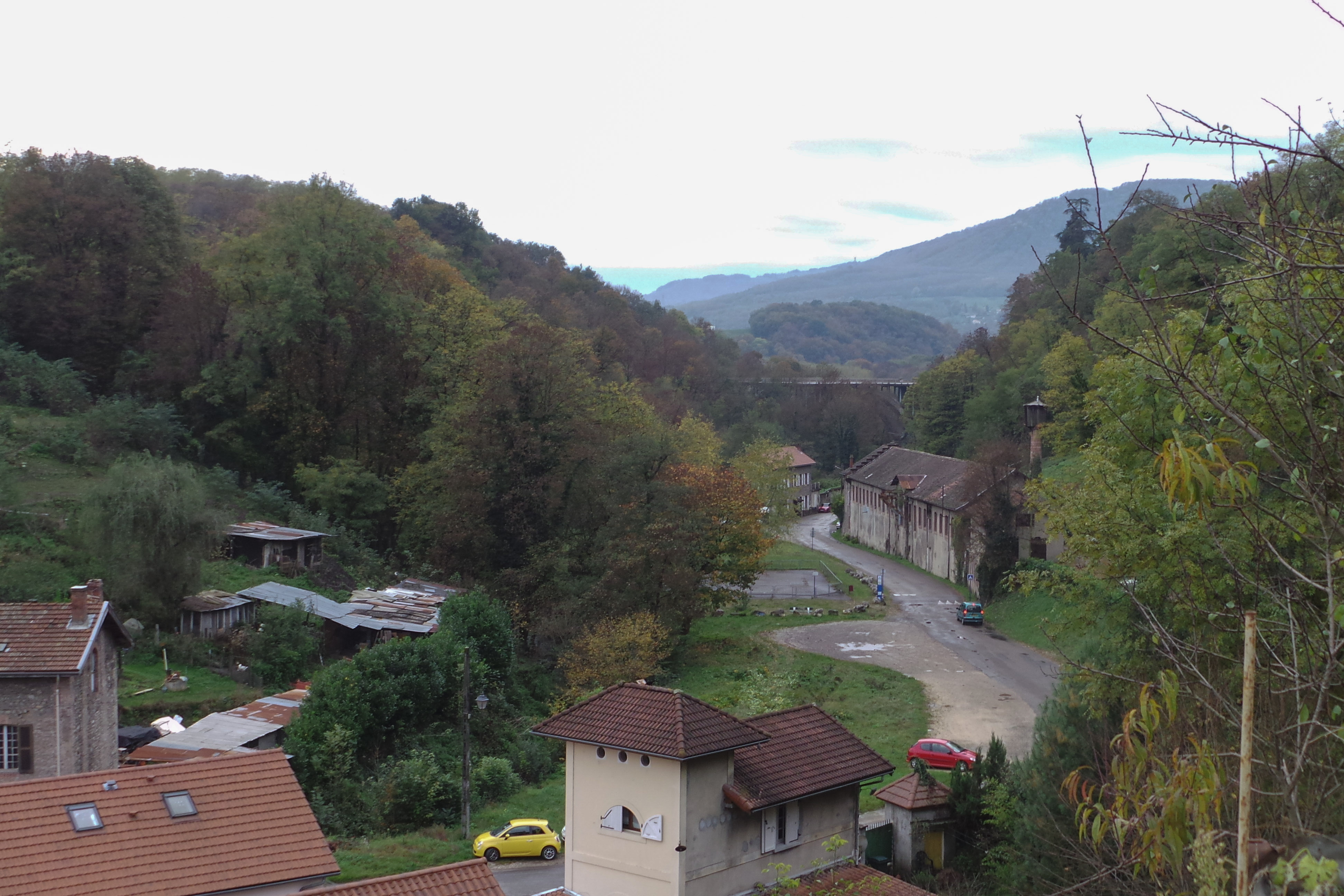
La papeterie de la Liampre.
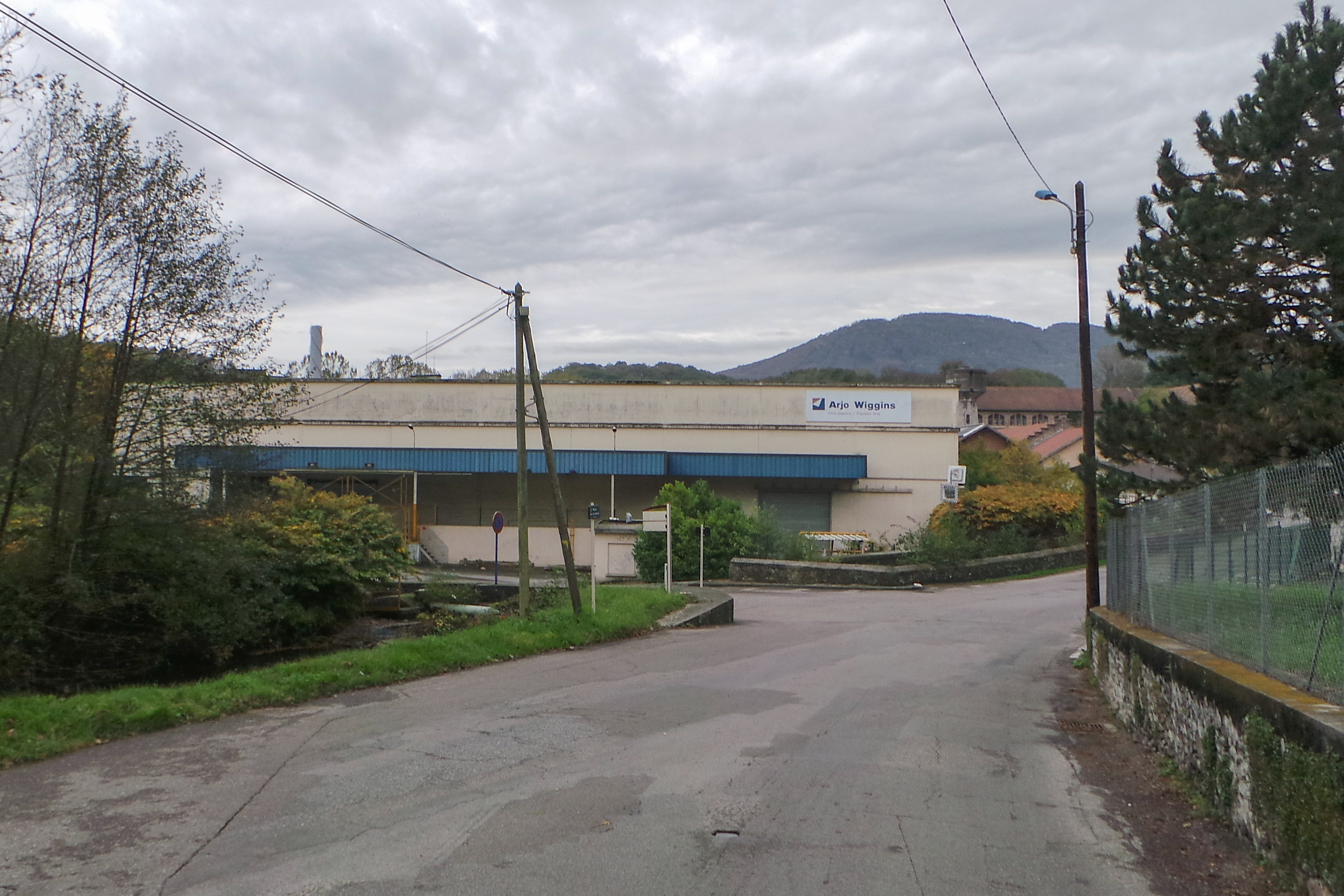
La papeterie du Gûa.

#### Les cadrans solaires

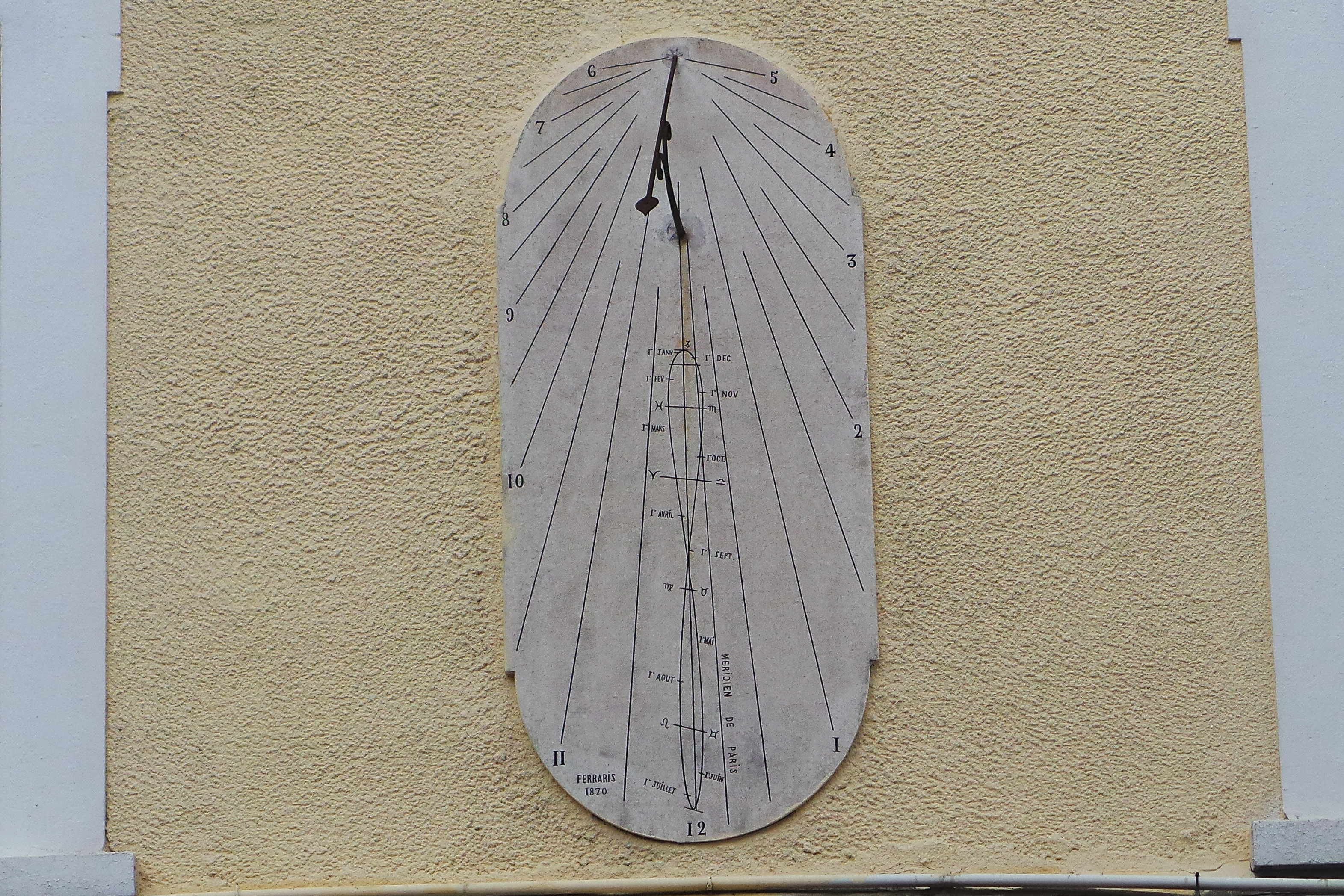
Le cadran solaire de la rue de la République.

- Le cadran solaire de la forge de Pérollerie à la Poype dateant de 1776[97].
- Le cadran solaire de la rue de la République datant de 1870[97].

#### Autres édifices
- La commune comprend deux monuments aux morts, Le monument du cimetière (communal) honore la mémoire des poilus avec une femme pleurant « les victimes de la guerre », tandis que sur celui de l’église (créé sur un terrain privé de la propriété Coche) présente une femme tenant une couronne de laurier honore ses « enfants morts pour la France »[98].
- La halle, située rue de la République, est construite en 1858 pour agrandir l'espace du marché de Rives[97].
- Le viaduc du Pont-du-bœuf, pont ferroviaire franchissant la Fure.
- Le kiosque du parc Valfrey, ancienne superstructure du lavoir de la route de Renage déplacé en 1987[99].

Sélection de vues d'édifices de Rives.
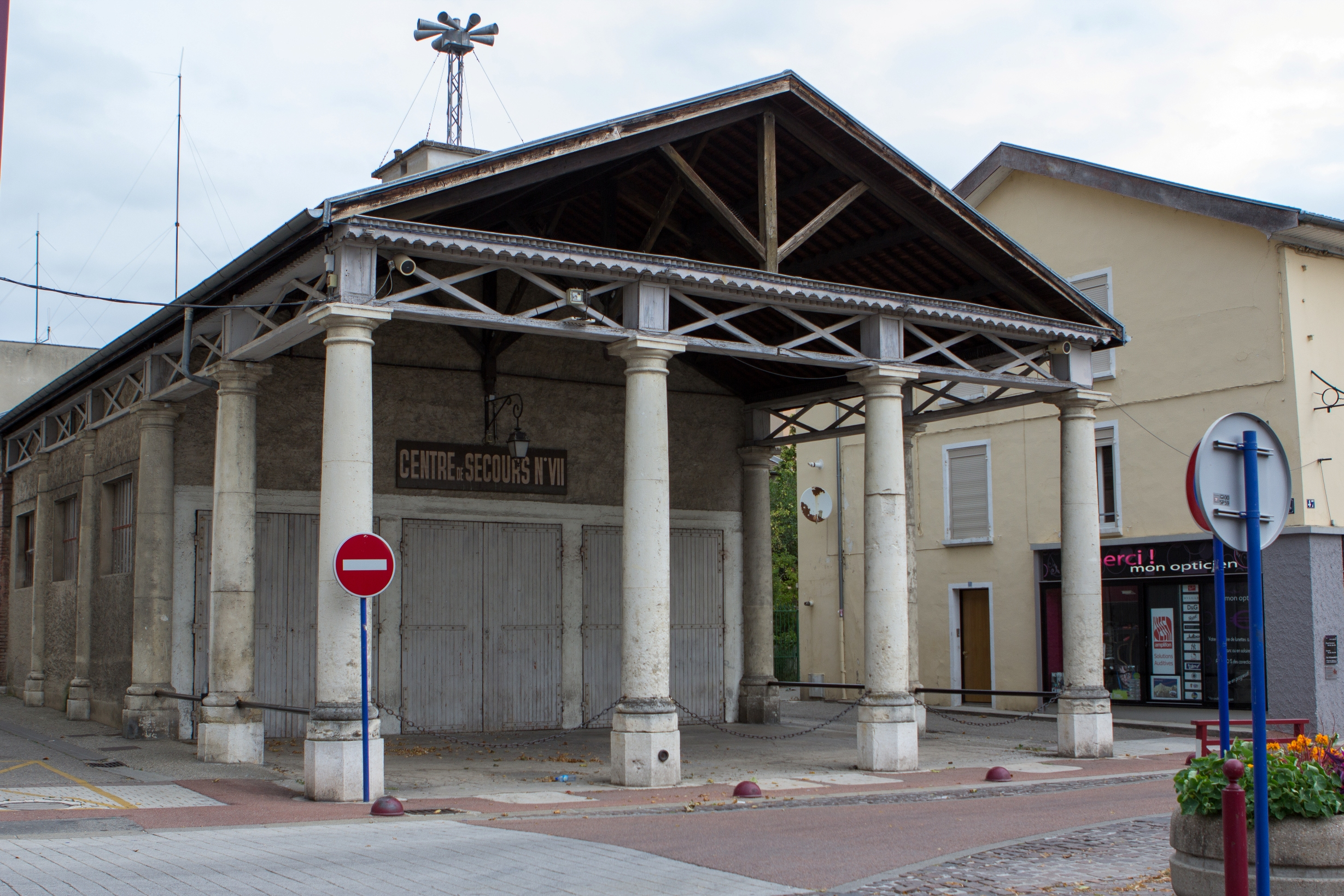
La halle de Rives.
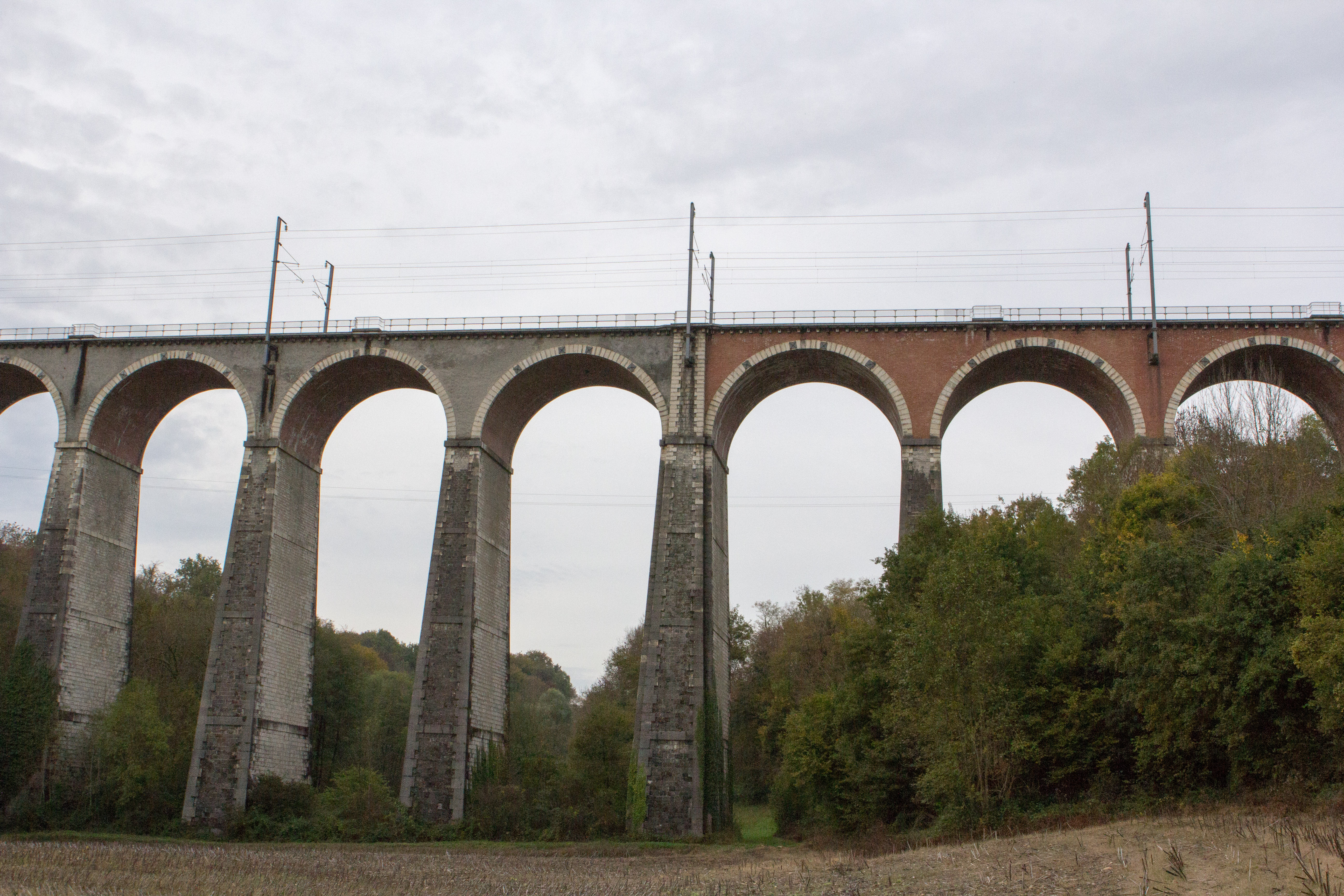
Le viaduc du Pont-du-bœuf.
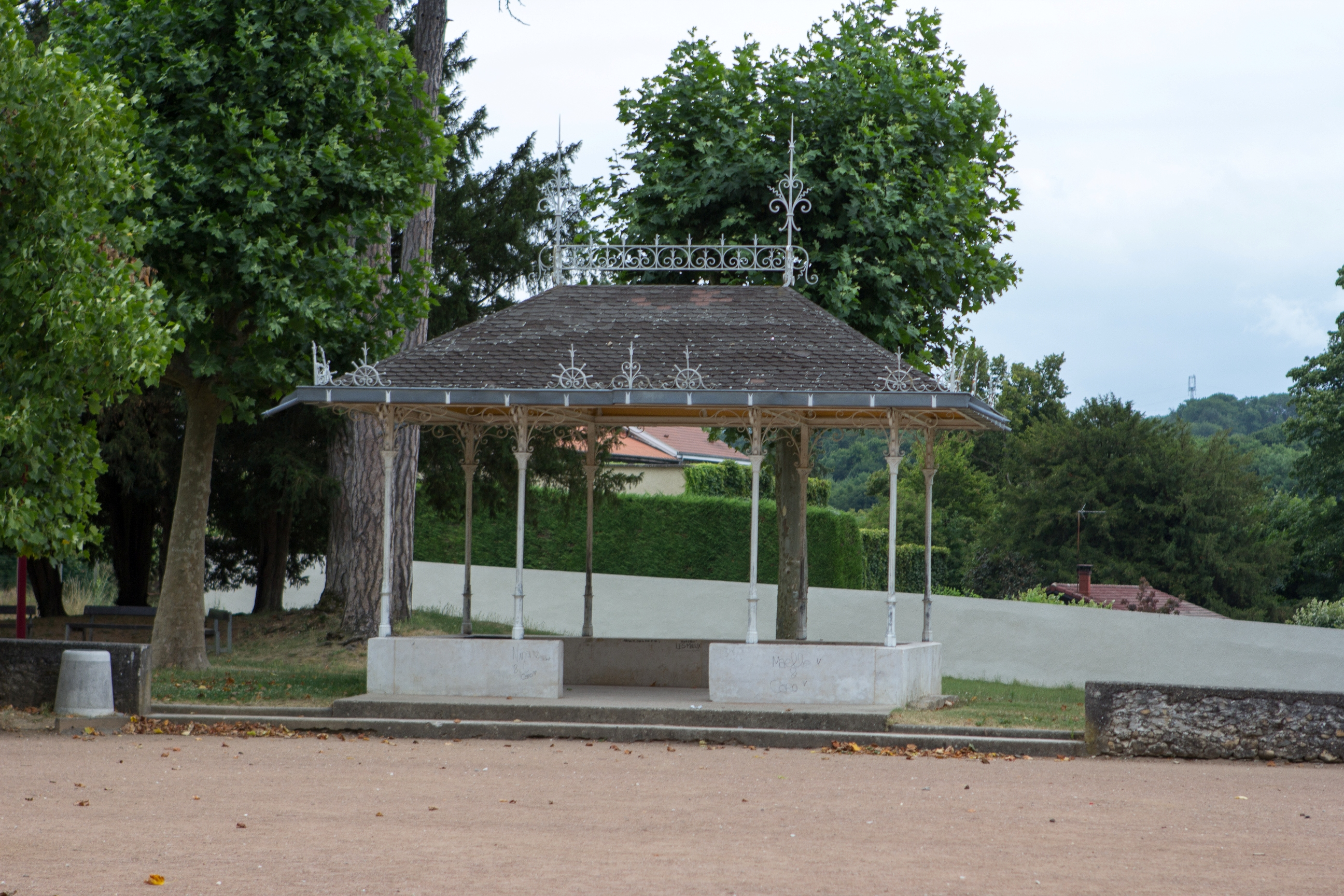
Le kiosque du parc Valfrey.

### Personnalités liées à la commune
- Les familles Blanchet et Kléber, fondateurs des papeteries Blanchet Frères et Kléber à Rives. Les membres de la famille Blanchet sont maîtres de forges au XVIIIe siècle, puis papetiers, avec Claude, qui fait l'acquisition en 1787 des moulins à papier des frères Montgolfier. Parmi les autres, Victor Blanchet (1862-1930), papetier et député, est né à Rives.
- Philippe André Martel (1771-1849), général des armées de la République et de l'Empire, y est né.
- L'empereur Napoléon Bonaparte a dormi une nuit à Rives dans l'enceinte d'un bâtiment qui est actuellement une banque, lors de son retour de l'île d'Elbe. Une plaque lui rend hommage.
- En août 1829, venant d'Auvergne et se rendant à Vizille, où est née son arrière-petite-fille en 1828, La Fayette fait étape à Rives accueilli par les frères Blanchet propriétaires des papeteries.
- Henry Baboin (1839 - 1910), membre du corps législatif sous Napoléon III (1869), élu dans le canton de Voiron, conseiller général de l'Isère, chevalier de la Légion d'Honneur, Industriel et négociant en soierie à Lyon et dans la Drôme, maire de Loyes dans l'Ain, épousa Léoncie Blanchet, de Rives, et vécut au château d'Alivet à Renage, château qu'il avait fait restaurer.
- Marie-Louise Peyrat, marquise d'Arconati-Visconti (1840-1923), collectionneuse et mécène, est inhumée au cimetière.
- Georges Duseigneur (1841-1906), peintre et graveur, lié aux Kléber des papeteries par sa mère, est inhumé au cimetière.
- Le constructeur automobile Luc Court y est né en 1862.
- Séraphin Buisset (1870-1949), homme politique, y est mort.
- Clément Mégé (1881-ap. 1939), acteur de cinéma muet, y est né.
- L'ancien biathlète Raphaël Poirée y est né en 1974.
- Le footballeur de l'AS Saint-Étienne Jérémy Clément, né en 1984, en est originaire.

### Héraldique et logotype
| Blason de Rives | Blasonnement : au premier d'azur au haut fourneau d'argent ouvert et maçonné de sable, au second de gueules au rouleau de papier d'argent ; à la cotice en barre d'or brochant sur la partition. Statut officiel à déterminer. Le haut fourneau représente la métallurgie et le rouleau à papier la papeterie. |

| Logotype de Rives | La commune s'est en outre dotée d’un logotype créé en 1996. Le filet bleu représente la rivière la Fure ; le vert clair, les espaces verts ; le jaune et le orange, les cultures de la plaine de Bièvre ; et le vert foncé, les arbres des parcs de la commune et la verdure des bords de la rivière. |